# Palácio dos Papas de Avinhão
O Palácio dos Papas (em francês Palais des Papes) em Avinhão, França, é uma das maiores e mais importantes construções góticas da Idade Média na Europa. Ao mesmo tempo fortaleza e palácio, a residência pontifícia foi, durante o século XIV, a sede da cristandade do Ocidente. Avinhão tornou-se na residência dos papas em 1309, quando o papa Clemente V, não querendo voltar a Roma depois do caos da sua eleição, mudou a corte papal para Avinhão. No palácio de Avinhão realizaram-se seis conclaves, dos quais resultaram as eleições dos papas Bento XII, em 1335; Clemente VI, em 1342; Inocêncio VI, em 1352; Urbano V, em 1362; Gregório XI, em 1370; e do Antipapa Bento XIII, em 1394.
O palácio, que resulta da fusão de dois edifícios - o palácio velho de Bento XII, verdadeira fortaleza assente sobre o inexpugnável rochedo dos Doms, e o palácio novo de Clemente VI, o mais faustoso dos pontífices de Avinhão - é, não somente, um dos maiores edifícios góticos, mas também aquele em que se exprimiu o estilo gótico internacional em toda a sua plenitude. É o fruto, pela sua construção e ornamentação, do trabalho conjunto dos melhores arquitetos franceses, Pierre Peysson e Jean du Louvres (apelidado de Loubières), e do maior pintor de afresco da Escola de Siena, Simone Martini.
Além disso, a biblioteca pontifícia de Avinhão - a maior da Europa, na época, com os seus dois mil volumes - cristalizou à sua volta um grupo de clérigos apaixonados pelas belas letras na continuidade de Petrarca, o fundador do humanismo, enquanto a capela clementina, apelidada de Grande Capela, atraía compositores, chantres e músicos. Foi lá que Clemente VI apreciou a Messe de Notre Dame (Missa de Nossa Senhora), de Guillaume de Machaut; que Philippe de Vitry, a seu convite, pôde dar a plena medida à sua Ars Nova e para onde Johannes Ciconia foi estudar.

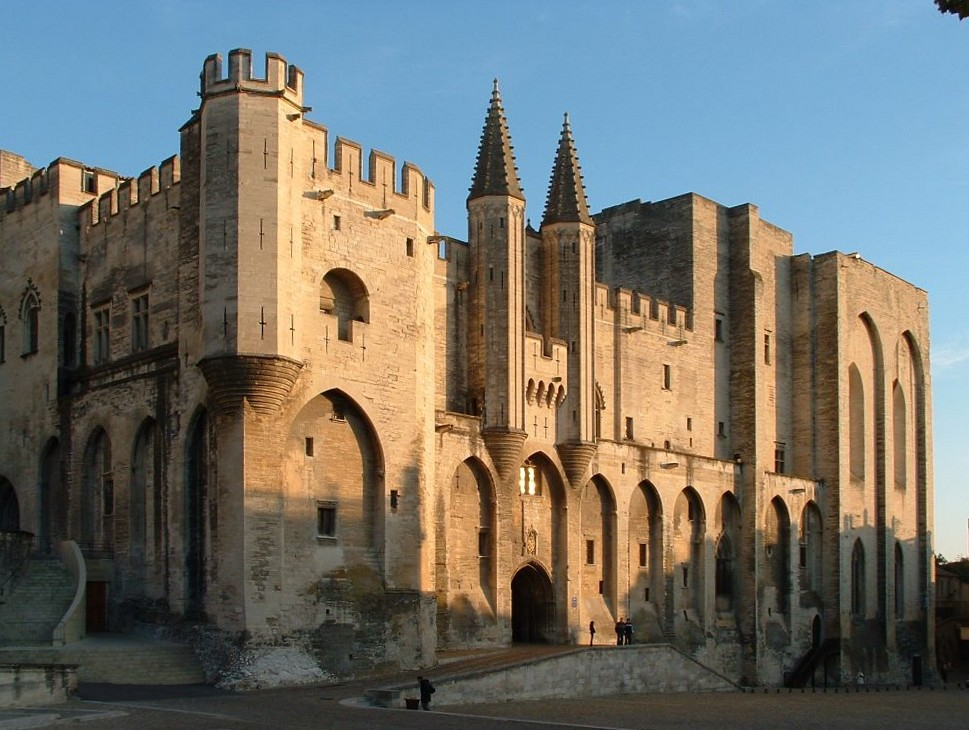
Entrada principal do Palais des Papes

O palácio também foi o lugar que, pela sua amplitude, permitiu "uma transformação geral do modo de vida e organização da Igreja". Facilitou a centralização de serviços e a adaptação do seu funcionamento às necessidades pontifícias, permitindo criar uma verdadeira administração. Os efetivos da Cúria, de 200, no final do século XIII, passaram a 300 no início do século XIV, para chegar a 500 pessoas em 1316. A esses, juntavam-se mais de um milhar de funcionários laicos que podiam trabalhar no interior do palácio.
No entanto, aquilo que, pela sua estrutura e funcionamento, havia permitido à Igreja adaptar-se "para que ela pudesse continuar a cumprir eficazmente a sua missão" tornou-se obsoleto quando os pontífices de Avinhão julgaram necessário regressar a Roma. A esperança numa reconciliação entre os cristianismos latino e ortodoxo, juntamente com a consumação da pacificação dos Estados Pontifícios na península Itálica, forneceram as bases reais para esse regresso.
A estes factos, juntou-se a convicção de Urbano V e Gregório XI de que a sede do papado não podia estar senão no lugar onde se encontra a sepultura de Pedro, o primeiro pontífice. Apesar das dificuldades materiais, da oposição da Corte de França e das fortes reticências do Colégio dos Cardeais, ambos se dotaram de meios para regressar a Roma; o primeiro deixou Avinhão no dia 30 de abril de 1362 e o segundo no dia 13 de setembro de 1376, sendo desta vez a instalação definitiva.
Apesar do regresso de dois antipapas, que fizeram de Avinhão a sua sede aquando do Grande Cisma do Ocidente, e da presença constante, entre o século XV e o século XVIII, de cardeais-legados e, depois, de vice-legados, o palácio perdeu todo o seu antigo esplendor mas conservou, sem contar com a "obra de destruição", este aspecto registado por Montalembert:
Não se pode conceber um conjunto mais belo na sua simplicidade, mais grandioso na sua concepção. É bem o papado como um todo, erguido, sublime, imortal, estendendo a sua sombra majestosa sobre o fluxo das nações e dos séculos que passam a seus pés.— Charles de Montalembert - Du vandalisme en France, Carta ao Sr. Victor Hugo

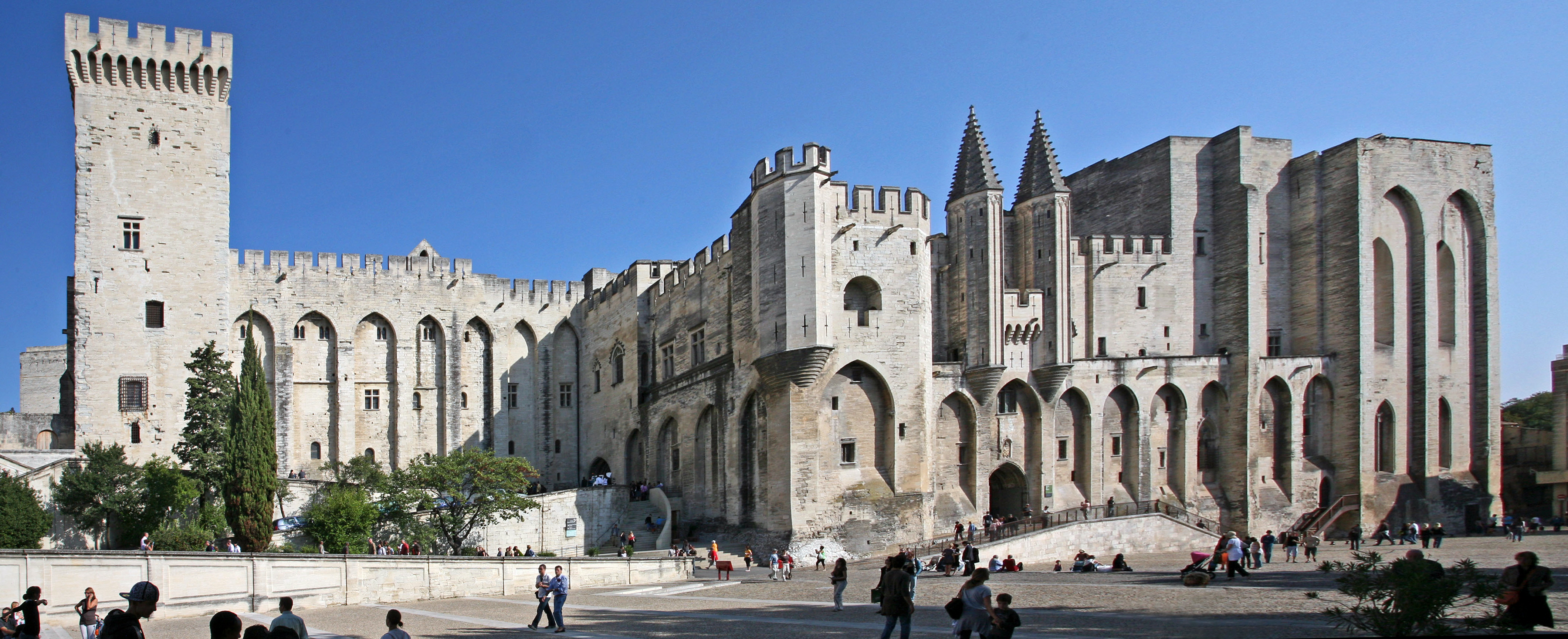
Vista parcial do Palais des Papes

Durante a Revolução Francesa, foi saqueado pelas forças revolucionárias. Em 1791, tornou-se no local de um massacre de contrarrevolucionários, cujos corpos foram atirados para a Torre das Latrinas (Tour des Latrines), localizada na parte velha do palácio.
O palácio foi depois tomado por Napoleão Bonaparte e utilizado como quartel e prisão. Durante a Terceira República Francesa, muitas das obras de arte e afrescos foram destruídos ou cobertos. Em 1906, tornou-se num museu nacional e permanece em constante restauro, mas aberto ao público.
A partir de 1995, o Palácio dos Papas, juntamente com o Centro Histórico de Avinhão, passou a estar classificado na Lista do Património Mundial da UNESCO, com os critérios culturais i, ii e iv.

## Localização

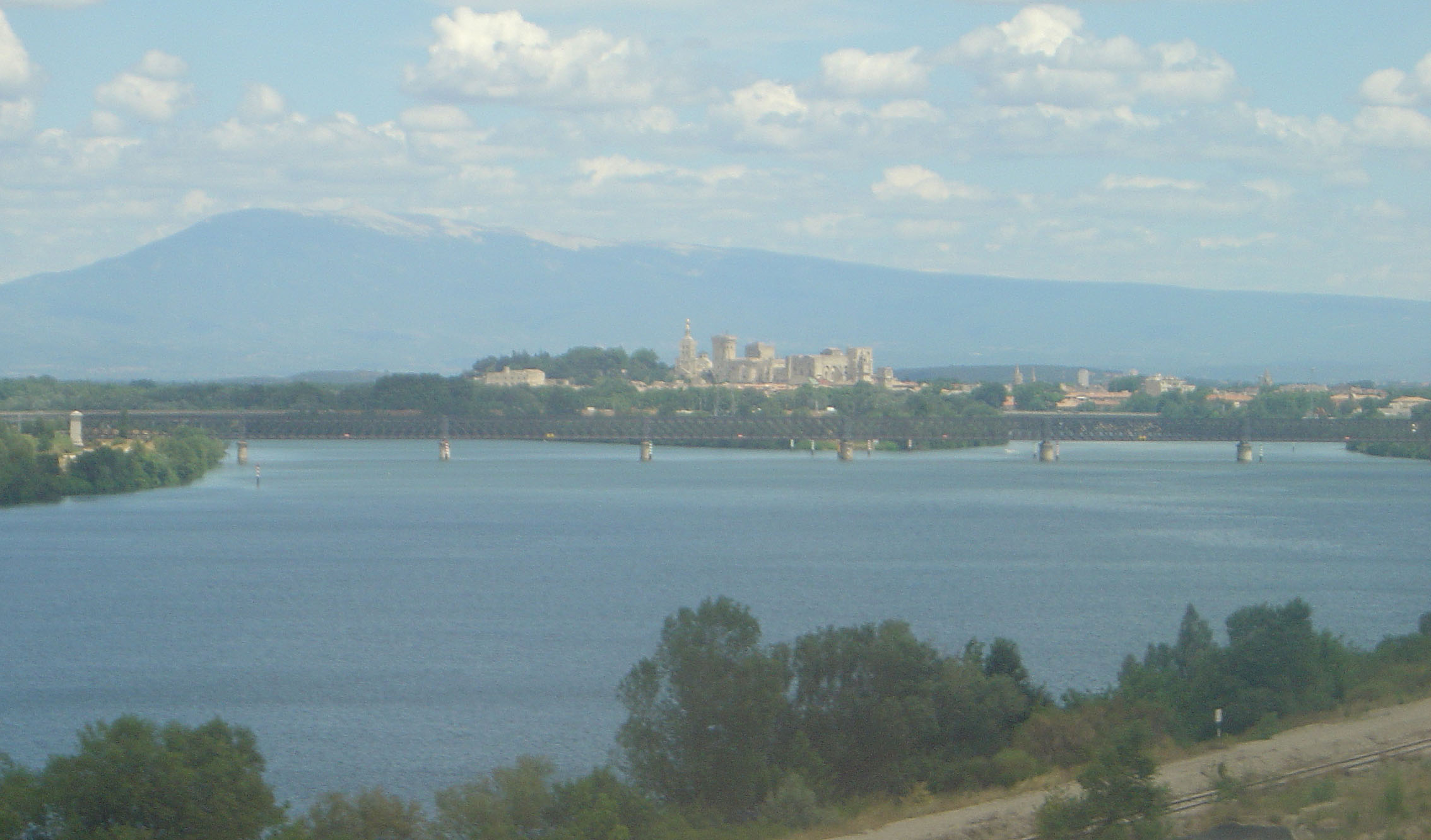
Avinhão e o Palais des Papes vistos à distância através do Ródano

O Palácio dos Papas está situado na parte norte da Avinhão intramuros. Foi construído sobre uma protuberância rochosa ao norte da cidade, o Rochedo dos Doms, dominando a margem esquerda do rio Ródano.
O seu tamanho imponente e o seu apoio contra o rochedo permitem-lhe, ao mesmo tempo, dominar a cidade e ser visto de muito longe. Um dos melhores pontos de vista, e não por coincidência, encontra-se na outra margem do Ródano, no Monte Andaon, promontório sobre o qual está construído o Fort Saint-André, de Villeneuve-lès-Avignon. Também é visível a partir do cume dos Alpilles, ou seja, pouco menos de uma vintena de quilómetros a sul.

## História
No século XIII, antes da chegada dos papas a Avinhão, o rochedo sobre o qual seria construído o palácio, tal como o conhecemos hoje, estava em parte reservado a moinhos de vento, em parte ocupado por habitações dominadas pelo palácio do Podestat, não longe do local onde se encontrava o palácio do bispo, assim como a Catedral de Notre-Dame dos Doms de Avinhão, únicos sobreviventes das construções anteriores à chegada dos pontífices.

### Estudos sobre o Palais des Papes

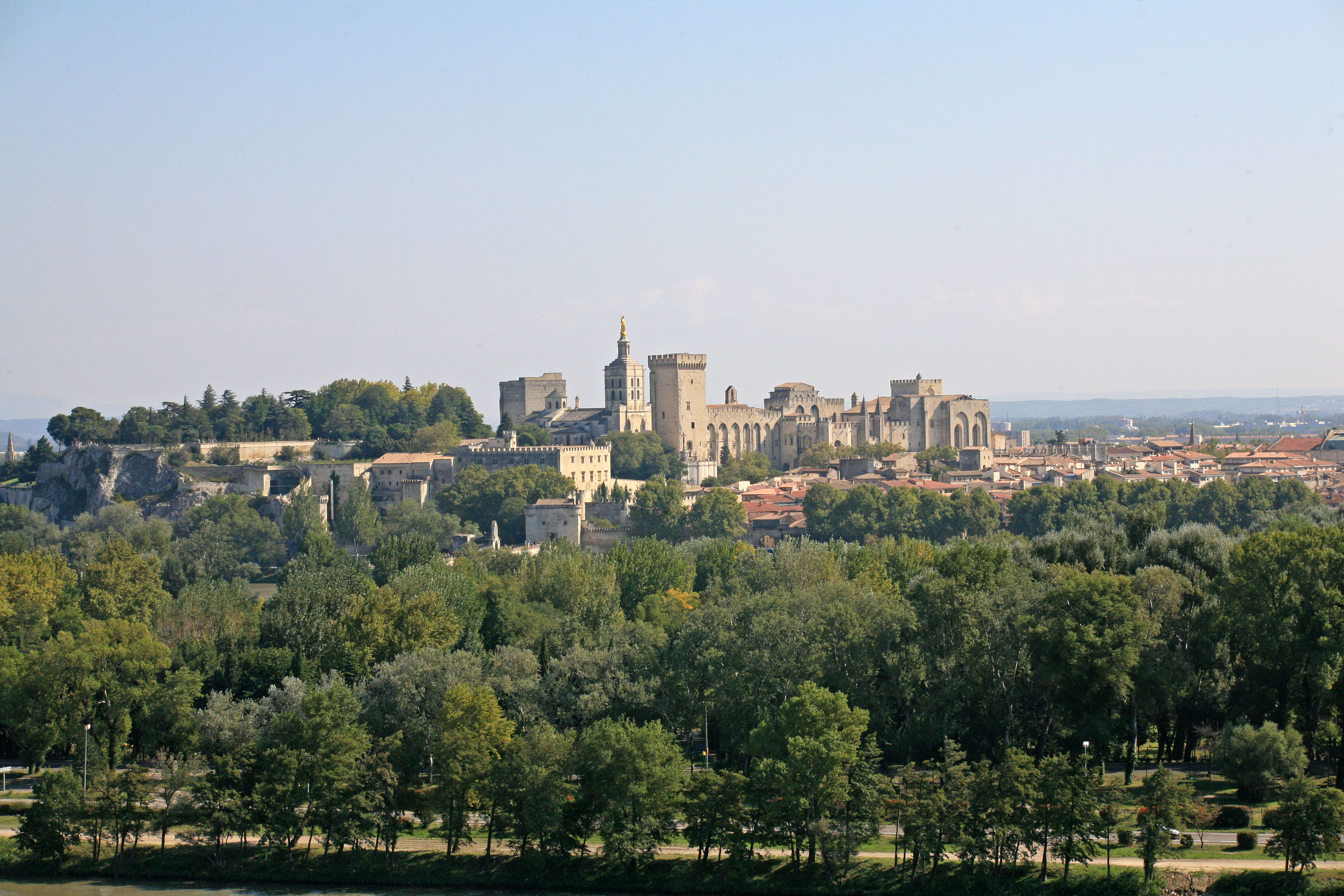
O Palais des Papes visto a partir da Torre Philippe Le Bel, situada na margem direita do Ródano

O Palácio dos Papas é uma das construções medievais sobre as quais os pesquisadores dispõem duma das mais ricas documentações, embora os primeiros estudos históricos a partir dos arquivos pontifícios italianos datem, apenas, de 1890, ano em que estiveram acessíveis os Arquivos Secretos do Vaticano. Na França, porém, Étienne Baluze havia publicado, a partir de 1693, a sua gigantesca Vitae paparum Avenionensium, sive collectio actorum veterum, com base nos arquivos de Avinhão.
O erudito de Corrèze reagrupou um grande número de textos, atas e outros escritos e bulas, relativos à construção e à vida do palácio pontifício de Avinhão. No entanto é necessário esperar mais de um século e meio para que um erudito se dedique a estudar o próprio palácio. Foi J.M.A. Chaix que, em 1849, empreendeu um primeiro estudo dos afrescos. Quanto ao estudo histórico e arqueológico, foi feito, em 1855, por Jules Courtet. Coube, de seguida, a Eugène Viollet-le-Duc publicar, no início da década de 1870, o primeiro estudo arquitectónico sobre o palácio e os baluartes de Avinhão.
Na década seguinte, em 1882, teve lugar em Avinhão o Congresso Arqueológico de França. Este acontecimento foi a ocasião para o arcebispo departamental, Louis Duhamel, apresentar duas comunicações aos congressistas centradas no palácio pontifício. Desenhava-se uma nova abordagem do estudo do maior monumento de Avinhão que iria permitir uma percepção diferente da sua história.
Noël Coulet, professor emérito da Universidade de Provença, constatou que "a historiografia provençal dos séculos XVII e XVIII é igualmente tributária duma tradição já formada. Trata-se principalmente duma tradição italiana (para não dizer papal neste final do século XIV em que a igreja se vai dividir entre o papa de Roma e o papa de Avinhão). Foi só depois de um século que, a exemplo de Noël Valois, os historiadores compreenderam que este período não podia ser estudado senão confrontando os arquivos de Avinhão com os do Vaticano".
Depois da publicação por Fr. Ehrle, em 1890, da sua Historia Bibliotheca romanorum Pontificum tum Bonifatianæ tum Avinionensis, é este método que seguirão K. H. Shäfer e Robert André-Michel. O primeiro editou, entre 1911 e 1937, as contas da Reverenda Câmara Apostólica de Avinhão - o Ministério das Finanças pontifício - nas quais a construção do palácio tem um lugar importante, enquanto que o segundo publicou, em 1917 e 1918, toda uma série de documentos inéditos sobre o Palais des Papes.
Foi dentro desta mesma via que se dirigiu o Dr. Gabriel Colombe que, de 1909 a 1945, publicou essencialmente nas Mémoires de l'Académie de Vaucluse (Memórias da Academia de Vaucluse), sob o título geral de Recherches et critiques archéologiques (Pesquisas e críticas arqueológicas), mais de sessenta estudos sobre o palácio. Na mesma época, um outro natural de Avinhão, Joseph Girard, fez o mesmo entre 1909 e 1958. Durante este meio século, fez editar onze estudos e obras sobre este tema. O seu sucessor foi Sylvain Gagnière, conservador do palácio, que apoiou a sua erudição em importantes escavações arqueológicas in situ e publicou o resultado das suas pesquisas em vinte sete obras, de 1962 a 1991.

### Origem e implantação - a escolha de Avinhão

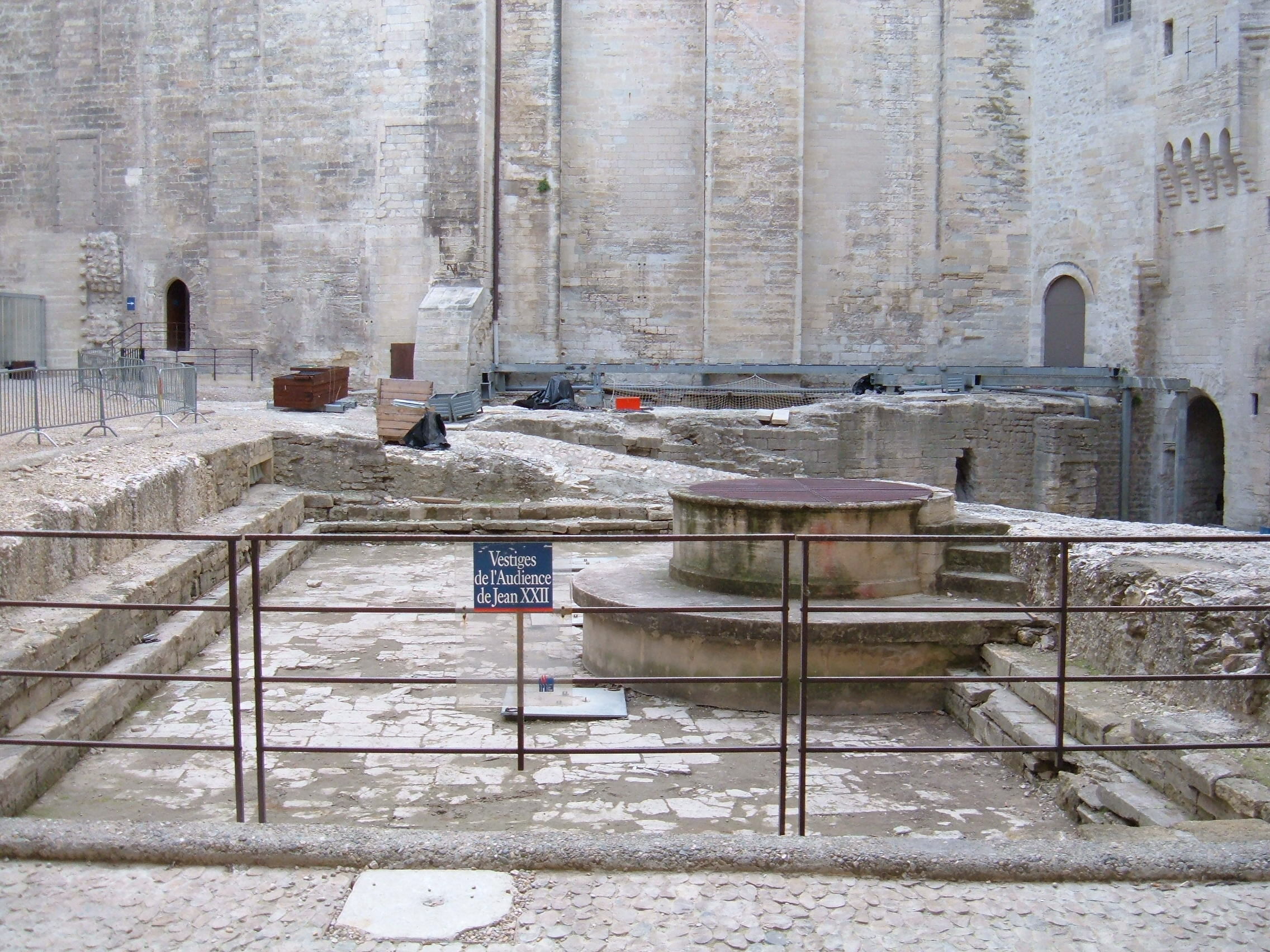
Vestígios da Câmara de Audiência de João XXII, únicos testemunhos do primeiro Palácio dos Papas

Depois da sua eleição em Perúgia, no dia 24 de julho de 1305, e da sua coroação em Lyon, no dia 15 de novembro do mesmo ano, o papa Clemente V, que recusou regressar a Roma onde se desencadeava a luta entre Guelfos e Gibelinos, empreendeu uma longa errância pelo Reino de França e pela Guiana inglesa. O antigo arcebispo de Bordéus havia sido eleito graças ao apoio do rei de França, do qual era o sujeito mas não o vassalo, ficando em dívida para com ele em troca desse apoio.
O Concílio de Vienne, que ele havia convocado para julgar a Ordem do Templo, obrigava a que se aproximasse dessa cidade, pelo que alcançou o Condado Venaissino, terra pontifícia. Se a sua escolha também incide sobre a cidade de Avinhão, possessão do Conde de Provença, isso deve-se ao facto da sua situação na margem esquerda do rio a colocar em relação com o norte da Europa pelo eixo Ródano/Saône e dentro deste vale do Ródano, fronteira natural entre o Reino de França e o Sacro Império Romano-Germânico, só as cidades servidas por uma ponte poderem aspirar a um papel de capitais internacionais. Era este o caso de Avinhão, o lugar de passagem obrigatória entra a Espanha e o Languedoc, a Provença e a Itália.
Além disso, a importância das feiras de Champagne até ao fim do século XIII e a perenidade da feira de Beaucaire haviam feito de Avinhão e do seu rochedo uma etapa comercial obrigatória. A presença papal iria devolver-lhe um brilho que estava em vias de perder e o conflito entre a Inglaterra e a França uma importância política que não poderia ser alcançada por Roma, demasiado afastada desses dois reinos.
Se Roma, desde a Antiguidade, devia o seu poder e grandeza à sua posição central na bacia mediterrânica, também é verdade que havia perdido importância e, neste final da Idade Média, o centro de gravidade do mundo cristão tinha-se deslocado e a situação de Avinhão era bem mais favorável geográfica e politicamente.
Clemente V só chegou a Avinhão no dia 9 de março de 1309 e alojou-se no convento dominicano dos irmãos pregadores. Durante o seu pontificado, Avinhão tornou-se, sob a alta vigilância do Rei de França Filipe IV, na residência oficial duma parte do Colégio dos Cardeais, enquanto que o papa preferia residir em Carpentras, Malaucène ou Monteux, cidades contadinas.
À morte de Clemente V, e depois duma eleição difícil, Jacques Duèze foi eleito em Lyon no dia 7 de agosto de 1316. Com 72 anos, a sua idade avançada levou a que fosse considerado pelos cardeais como um papa de transição. Não sendo nem italiano nem gascão, não tivera mais que um papel político apagado até então. No entanto, no dia 9 de agosto, indicou a sua intenção de fazer reabrir a Audiência da Contradita em Avinhão no dia 1 de outubro seguinte. Mostrou, assim, a sua vontade de fixar o papado na cidade onde fora bispo desde 18 de março de 1310. A lógica teria desejado que Carpentras fosse a residência transalpina do papado, mas a maior cidade do Condado Venaissino permanecia manchada pelo golpe de força dos gascões aquando do conclave que se seguira à morte de Clemente V. Além disso, o antigo bispo de Avinhão preferia, naturalmente, a sua cidade episcopal à qual estava familiarizado e que tinha a vantagem de se situar na encruzilhada das grandes rotas do mundo ocidental graças ao seu rio e à sua ponte.
Coroado no dia 5 de setembro de 1316, Jacques Duèze escolheu o nome de João XXII e desceu a Avinhão por via fluvial. Chegado ao local, reservou para si a disposição do convento dos frades pregadores antes de se instalar de novo no palácio episcopal que havia ocupado anteriormente.
Este palácio estava situado no local do actual Palácio Papal. Os edifícios episcopais estavam dentro do sector da cidade mais fácil de defender, o que motivou a sua escolha. O novo papa tratou de empreender a adaptação da sua antiga residência ao seu novo cargo. Guasbert Duval (ou Gasbert de la Val), vigário geral, compatriota do papa e futuro Bispo de Marselha, foi encarregado das aquisições necessárias à ampliação. Armand de Via, seu sobrinho, agora Bispo de Avinhão, que havia sido expulso contra uma promoção cardinalícia, comprou o terreno onde foi construído o novo palácio episcopal, edifício que ficou conhecido por Museu do Petit Palais, em Avinhão, e que está hoje ocupado pelo Musée du Petit-Palais (Museu do Pequeno Palácio).
Os primeiros trabalhos foram confiados a Guillaume Gérault, apelidado de Cucuron. O alojamento do papa encontrava-se na ala oeste, assim como o studium e os apartamentos dos seus colaboradores mais próximos. O lado norte era constituído pela igreja paroquial de Saint-Étienne, que foi transformada na capela pontifícia de Sainte-Madeleine. A leste foram instalados os alojamentos dos "cardeais sobrinhos", assim como diferentes serviços da Cúria. Nessa ala oriental, mas mais a sul, encontravam-se os serviços do tesoureiro e do camareiro. A sul, foi construído um edifício para as audiências. O último recinto foi começado por Guillaume de Cucuron em Março de 1321 e terminado definitivamente em Dezembro de 1322.

### O palácio velho de Bento XII

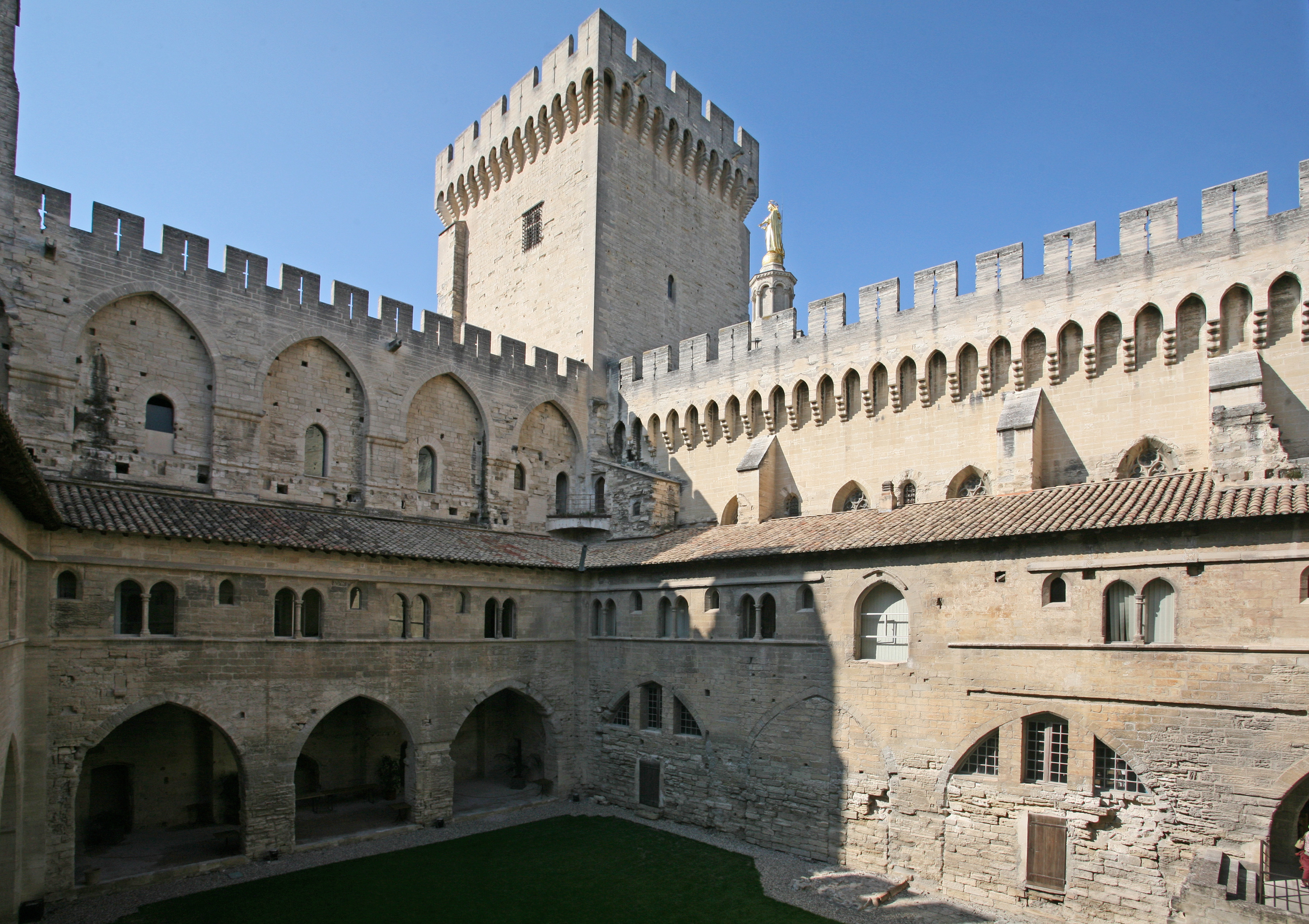
O claustro do palais vieux, obra do arquitecto Pierre Peysson

No dia 4 de dezembro de 1334, ao amanhecer, João XXII morreu aos 90 anos de idade e após 18 anos de pontificado. Foi Jacques Fournier, chamado de Cardeal Branco, quem lhe sucedeu. Depois de ter escolhido o nome de Bento XII em honra do patrono da Ordem de Cister de onde era originário, o novo papa foi coroado, na Igreja dos Dominicanos de Avinhão, a 8 de janeiro de 1335, pelo Cardeal Napoleone Orsini, o qual já havia coroado os dois papas anteriores.
Instalado no palácio episcopal totalmente transformado pelo seu antecessor, o novo papa decidiu muito rapidamente modificá-lo e ampliá-lo. No dia 9 de fevereiro de 1335, o pontífice endereçou uma carta ao Delfim do Viennois recomendando-lhe um irmão convertido da Abadia de Fontfroide responsável pela compra de madeira no Delfinado para um novo palácio.
Mandou demolir tudo o que seu antecessor mandara construir e, de acordo com os planos do arquitecto Pierre Obreri, mandou edificar a parte setentrional do palácio apostólico, terminando pelas fiadas da Tour du Trouillas. A Reverenda Câmara Apostólica - o "Ministério das Finanças" pontifício - comprou o palácio que Armand de Via mandara construir, para servir de habitação aos Bispos de Avinhão.
Os conceptores escolheram o rochedo dos Doms para a extensão do palácio. A escolha desta altura rochosa permitiu dar amplitude ao conjunto, de maneira a torná-lo mais impressionante, e também escapar às cheias que, na época, inundavam regularmente uma grande parte da cidade. Outra vantagem não negligenciável, o palácio ficava, assim, visível dos cumes dos Alpilles, dos Dentelles de Montmirail e, sobretudo, de Villeneuve-lès-Avignon, que era então terra de França, sendo Avinhão terra do Império.
Portanto, a ideia primeira desse pontífice era restaurar a ordem dentro da Igreja e reconduzir a Santa Sé a Roma. Logo que foi eleito, mandou anular os patrocínios do seu antecessor e reencaminhar para a sua diocese ou abadia todos os prelados ou abades da corte.
No dia 6 de julho de 1335, quando chegaram a Avinhão enviados de Roma, foi-lhes feita a promessa de regressar às margens do Tibre, mas sem precisar data. No entanto, a revolta da cidade de Bolonha e os protestos dos cardinais puseram termo aos seus desejos e convenceram-no a permanecer nas margens do Ródano. Entretanto, o pontífice passou os quatro meses de verão instalado no palácio construído em Pont-de-Sorgues pelo seu predecessor.
Para dirigir os trabalhos do seu palácio, na primavera de 1335, mandou vir Pierre Peysson, um arquitecto que tinha contratado em Mirepoix , com o encargo de revalorizar a Tour des Anges e a capela pontifícia norte. Apesar da sua austeridade, Bento XII ponderava mesmo, com os conselhos de Robert d’Anjou, contratar Giotto para decorar a capela pontifícia. Só a morte do artista, ocorrida em janeiro de 1337, impediu esse projecto. Os seus novos edifícios foram consagrados, no dia 23 de junho de 1336, pelo camareiro Gaspard (ou Gasbert) de Laval. No dia 5 do mesmo mês, o papa justifica a sua decisão junto ao Cardeal Pierre des Prés:

Nós pensámos e considerámos maduramente que importa muito à Igreja Romana ter na cidade de Avinhão, onde reside desde há muito tempo a Corte romana e onde nós residimos com ela, um palácio especial onde o pontífice romano possa habitar quando e enquanto lhe pareça necessário.

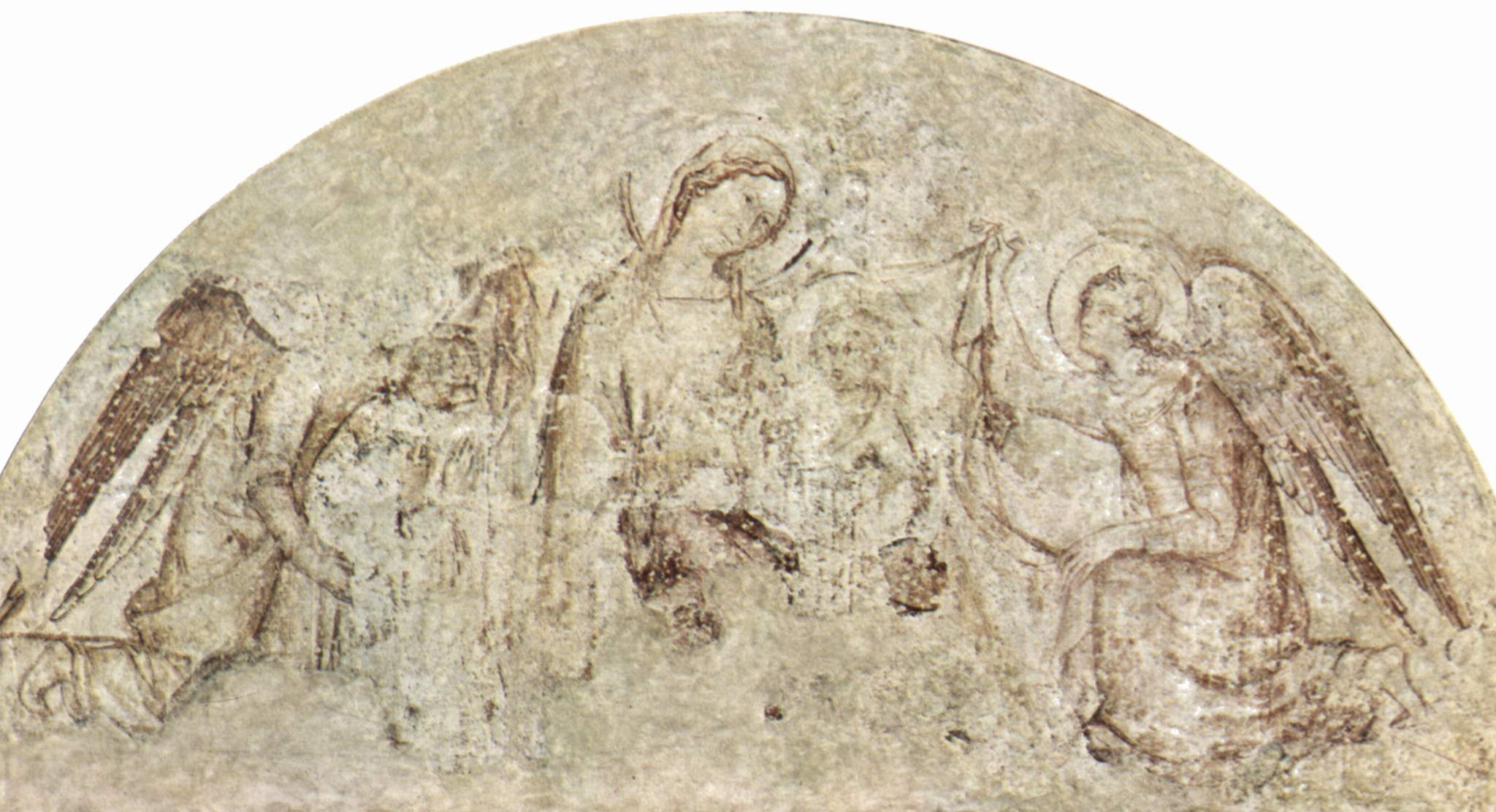
Sinopia de Simone Martini que serviu para pintar o afresco do pórtico de Notre-Dame des Doms, actualmente exposto na Sala do Consistório do Palais des Papes

No dia 10 de novembro de 1337, começava a Guerra dos Cem Anos. Em Flandres, os ingleses tomaram pé na ilha de Cadsan, enquanto a frota francesa oferecia batalha à do rei de Inglaterra em Southampton. Bento XII, através dos seus legados, solicitou uma trégua que foi aceite pelas duas partes. Não foi, portanto, este conflito franco-inglês que incentivou o papa a mandar edificar um palácio fortificado mas, desde a sua eleição, o receio do imperador Luís IV do Sacro-Império (Luís IV da Baviera). As relações entre o papado e o Império estavam extremamente tensas desde 8 de outubro de 1323, quando João XXII havia declarado em pleno consistório que o bávaro era um usurpador e um inimigo da Igreja. Convocado a Avinhão para se justificar do seu apoio aos Visconti, não se apresentou, sendo excomungado no dia 23 de março de 1324. Como represália, Luís IV da Baviera desceu até Itália com o seu exército para se fazer coroar em Roma, fazendo mesmo eleger um antipapa na pessoa de Nicolau V que tinha destituído João XXII, rebaptizado de João de Cahors. Apesar de Bento XII se mostrar mais conciliador, Avinhão, que estava em terras do Sacro Império Romano-Germânico, permanecia sob ameaça, embora fosse infinitamente mais segura que todas as cidades de Itália.
É este edifício fortificado que é conhecido nos nossos dias com o nome de palais vieux (palácio velho). Neste, a biblioteca papal foi instalada no interior da torre do papa com o tesouro pontifício. Sob o pontificado do terceiro papa de Avinhão, compreendia quatro secções: teologia, direito canónico, direito civil e medicina.
O ano de 1337 viu, em março, o início da construção dos apartamentos pontifícios; em maio, as contas da Reverenda Câmara Apostólica revelavam que o estaleiro empregava 800 trabalhadores; em Novembro, começa a reconstrução da grande ala e da ala sul.
Em 1338, no mês de Julho, estavam terminadas a Tour des Latrines (Torre das Latrinas) e a pequena Tour de Benoît XII (Torre de Bento XII); em Setembro, os apartamentos pontifícios estavam prontos, sendo então pintados com afrescos por Hugo, um pintor "seguidor da corte romana", e Jean Dalban, enquanto que no mês de Dezembro começava a reconstrução do claustro. Em março de 1339, a sua estrutura estava terminada. Em Agosto do mesmo ano, tinha início a construção da Tour de la Campane e da ala dos familiares; e no último semestre daquele ano assistia-se ao fim dos grandes trabalhos do palácio pontifício, a cozinha e as dependências estavam acabadas.
No início do ano de 1340, a decoração do claustro estava realizada; em Junho, chegava ao fim a construção da ala dos familiares, que ficava contígua à Tour de la Campane. Foi nesta ala que se alojaram imperador, reis, príncipes e duques. Em Dezembro, a Tour de la Campane, já terminada, serviria de alojamento aos mercadores "no seguimento da Corte de Roma", sendo os andares mais baixos utilizados para guardar as suas mercadorias. Por fim, em agosto de 1341, a Tour du Trouillas (prensa) tinha o estaleiro em funcionamento.
Foi por ordem do Cardeal Stéfaneschi que Simone Martini, o mais gótico dos pintores italianos, considerado como o chefe de fila da Escola de Siena, chegou ao local com a sua esposa, Giovanna, e o seu irmão Donat. Tinha sido aluno de Duccio de Buoninsegna. Giacomo Stefaneschi, o cardeal de Saint-Georges, aproveitou para lhe passar o comando dos afrescos do pórtico de Notre-Dame-des-Doms. Martini começou-os em 1336, sendo acabados antes da morte do comandatário, ocorrida em 1343.

### O palácio novo de Clemente VI

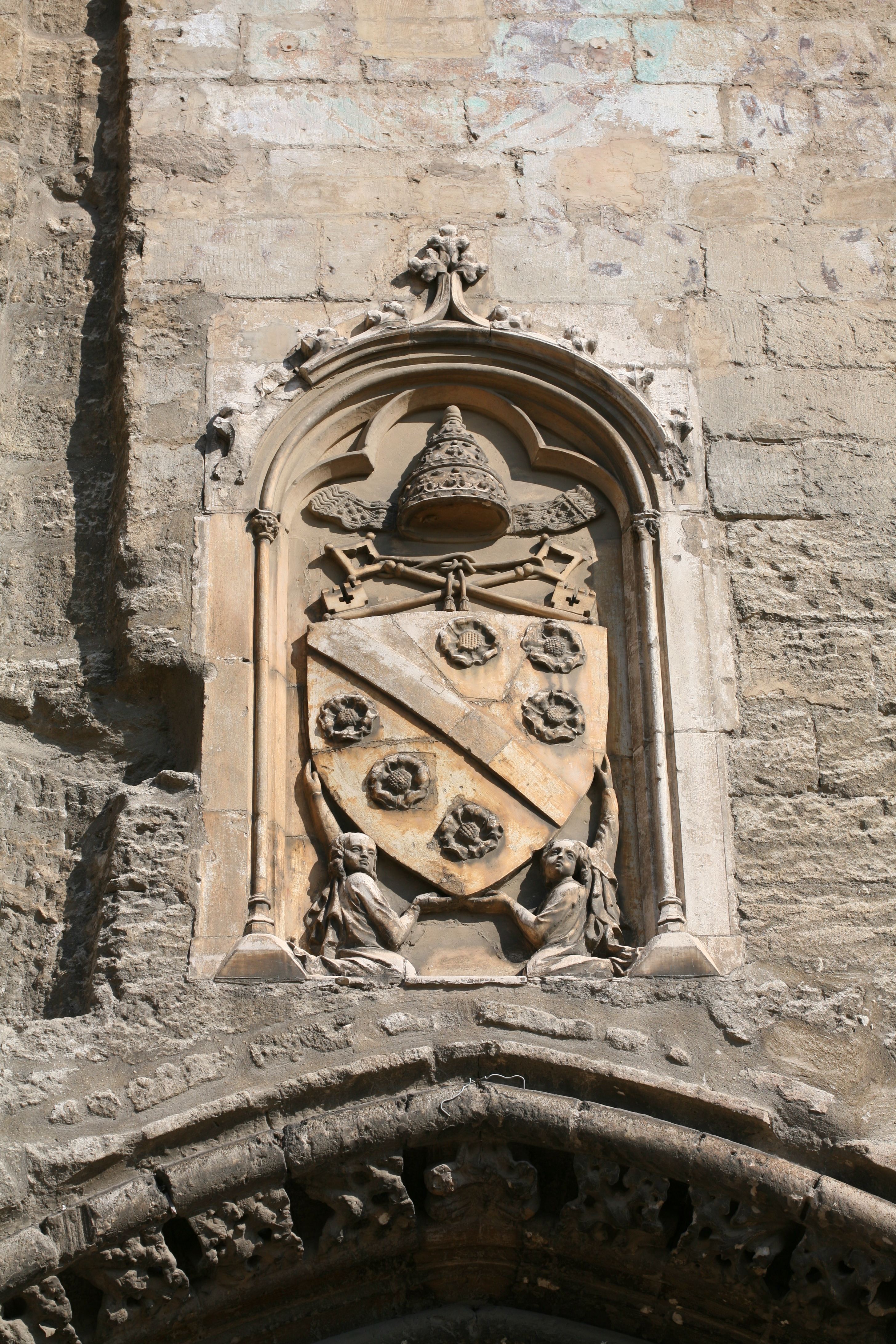
A pedra de armas de Clemente VI sobre a Porta dos Champeaux

Clemente VI entrou no palácio construído por Bento XII, não lhe parecendo um ponto adequado. Jean du Louvres, apelidado de Loubières, foi encarregado de edificar um palácio novo digno dele. A partir do início do verão de 1342, abriu um novo estaleiro e instalou-se na antiga sala de Audiência de João XXII, no meio daquilo que se tornaria no cour d'honneur (pátio de honra), até à sua demolição, em 1347.
Jean du Louvres deu início aos seus trabalhos, no dia 17 de julho de 1342, com a Tour des Cuisines (Torre das Cozinhas) e a Tour de la Garde Robe (Torre do Guarda Roupa). Estas duas novas torres foram acabadas em Maio de 1343. Na Tour des Cuisines encontrava-se a Bouteillerie (garrafeira), que também servia para depositar em cofres a louça de ouro e prata da mesa pontifícia.
No dia 4 de março de 1345, começou a empreitada do palácio novo (Opus Novum), cuja Tour du Trouillas foi, por fim, terminada em março de 1346. Após a conclusão dos trabalhos, no dia 21 de outubro de 1351, a superfície total do Palais des Papes atingia 6400 metros quadrados. Todos aqueles que viram, nesses tempos, o palácio novo ficaram impressionados, como por exemplo Jean Froissart que o considerou a mais bela e a mais forte casa do mundo. Um século mais tarde, César de Nostredame, o filho mais novo de Nostradamus, caía sempre em admiração frente à sua orgulhosa e austera fachada.
Com esta nova fachada, o palácio tomava o aspecto que lhe conhecemos actualmente. Clemente VI não se esqueceu de mandar colocar a pedra de armas da sua família, os Roger, sobre a entrada principal, por cima do novo portal dos Champeaux. A heráldica descreve assim esse brasão: de prata à banda de azul acompanhada por seis rosas de face, três em chefe em borda, três em ponta de banda.
Mas, sobretudo, o papa mandou cobrir as paredes de afrescos. Matteo Giovanetti, um padre de Viterbo, aluno do grande Simone Martini que morreu em Avinhão, dirigiu importantes equipas de pintores vindos de toda a Europa.
Matteo Giovanetti começou, no dia 13 de outubro de 1344, a decoração da capela Saint-Martial, que se abre no Grand Tinel, a qual foi acabada no dia 1 de setembro de 1345. De 9 de janeiro a 24 de setembro de 1345, decorou o oratório Saint-Michel. Em Novembro do mesmo ano começou os afrescos do Grand Tinel, que terminou em abril de 1346. Depois, de 12 de julho a 26 de outubro de 1347, trabalhou na Sala do Consistório, a que se seguiu a intervenção na capela Saint-Jean.
No dia 9 de junho de 1348, Clemente VI comprou Avinhão à rainha Joana I de Nápoles por 80 mil florins, tornando-se, então, a cidade independente da Provença e passando a ser propriedade pontifícia como o Condado Venesino.

### O Palais des Papes depois de Clemente VI

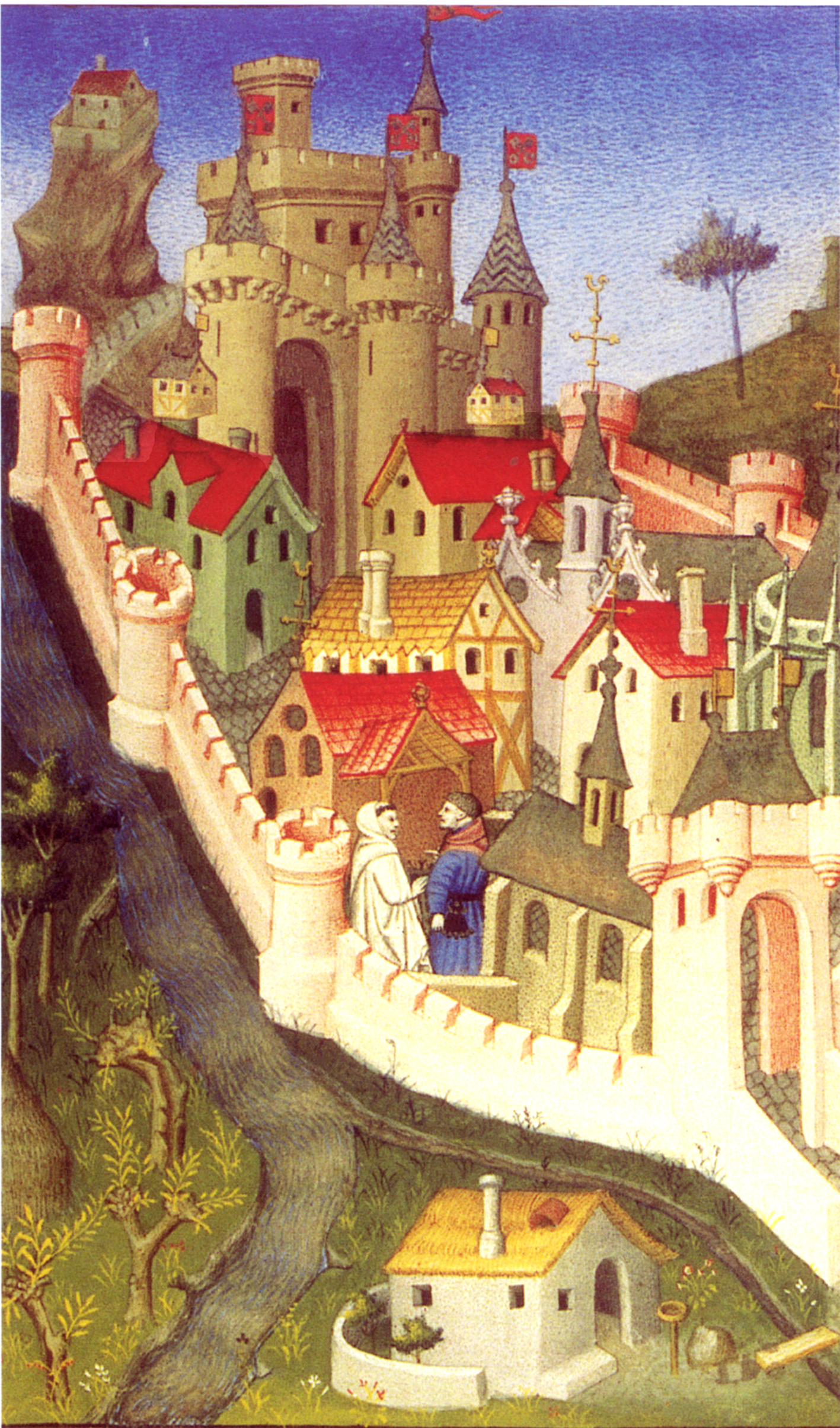
Representação de Avinhão e do "palácio fortaleza", início do século XV (Atelier do mestre Boucicaut, Biblioteca Nacional)

Quando Clemente VI faleceu, em 1352, as reservas financeiras da sede apostólica estavam no seu ponto mais baixo. Esta foi uma das razões que obrigaram os seus sucessores a contentar-se com trabalhos menores e acabamentos.
Giovanetti retomou os seus pincéis em 1352. Um orçamento datado de 12 de novembro faz menção aos afrescos dos Profetas da Grande Sala de Audiência, as únicas pinturas do pontificado do papa Inocêncio VI. Um ano mais tarde, aquele papa mandou reforçar a ala sul através da construção da Tour Saint-Laurent e da elevação da Tour de Gache.
Em 1354, o incêndio que devastou a Tour de Trouillas não impediu a continuação dos trabalhos da Tour Saint-Laurent. A sua construção foi acabada em 1356. Padecendo de gota, Inocêncio VI mandou construir, em 1357, uma pequena ponte cobertas entre o Petit Tinel e a sacristia norte. Essa ponte já não existe, uma vez que foi destruída em 1811.
No dia 6 de novembro de 1362, na capela do palácio velho, Guillaume de Grimoard foi coroado papa por Étienne-Audouin Aubert, Cardeal de Óstia e sobrinho do pontífice defunto, tendo tomado o nome de Urbano V e declarado à chegada ao palácio: Mas eu não tenho sequer um pedaço de jardim para ver crescer alguns frutos, comer a minha salada e colher uma uva. Foi por esse motivo que empreendeu durante o seu pontificado dispendiosos trabalhos de ampliação dos jardins. Aquele que se encontra junto ao Palais des Papes na sua fachada oriental ainda é denominado como Verger d'Urbain V (Pomar de Urbano V).
Além dos jardins, Urbano V mandou construir a Roma, pelo arquitecto Bertrand Nogayrol, uma longa galeria com um único piso perpendicular à Tour des Anges. Esta estrutura foi terminada em 1363, data que marca o fim dos trabalhos arquitectónicos do palácio novo.
O papa mandou decorar a Roma por Matteo Giovanetti. As suas pinturas em tela sobre a vida de São Bento começaram no dia 31 de dezembro de 1365 e ficaram concluídas em Abril de 1367. Esta galeria já não existe actualmente, pois foi demolida pela engenharia militar em 1837.

### Os cercos ao Palais des Papes

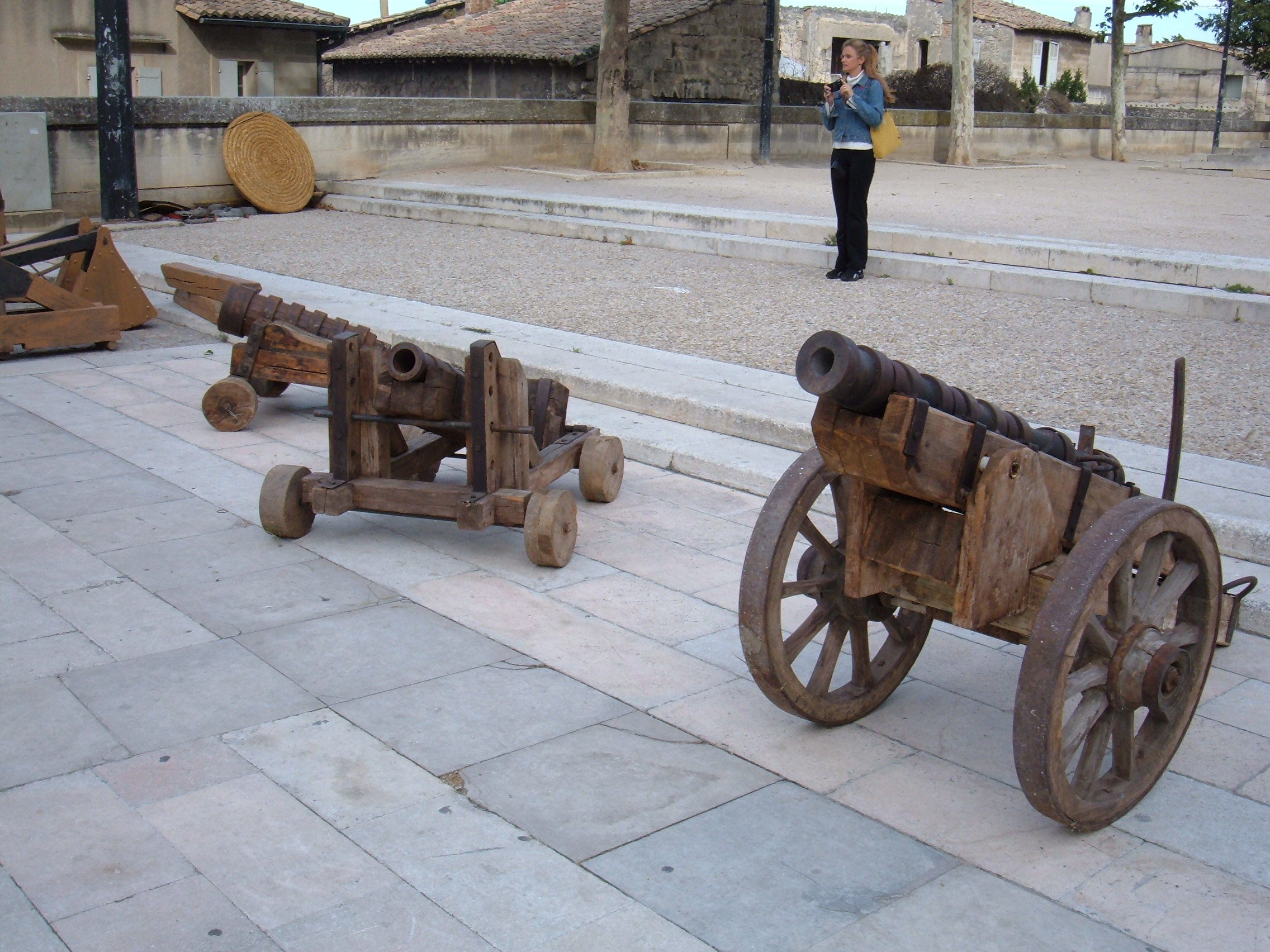
Canhões medievais expostos na praça do Palais des Papes

Gregório XI não mandou empreender qualquer obra sobre o palácio. Este papa levou o papado para Roma, onde faleceu em 1378. Inicialmente, o conclave conduziu Urbano VI ao trono pontifical, mas a eleição havia sido feita sob as ameaças dos romanos e o novo pontífice tinha um carácter, sobretudo, irascível, pelo que os cardeais se arrependeram da escolha, depuseram-no e colocaram no trono de São Pedro o Antipapa Clemente VII. Tinha início o Grande Cisma do Ocidente. Urbano VI permanece em Roma, Clemente VII instala-se em Avinhão, no Palais des Papes.
Clemente VII teve como sucessor o Antipapa Bento XIII, eleito no dia 28 de setembro de 1394, que havia prometido demitir-se, se necessário, para pôr termo ao Grande Cisma. A sua persistência em não manter a palavra valeu-lhe uma primeira retirada de obediência por parte da França e dos seus aliados no dia 28 de julho de 1398. O pontífice de Avinhão, fechou-se, então, no seu palácio, onde foi sitiado por Geoffroy le Meingre, alcunhado de Boucicaut, em Setembro.
A cozinha do Grand Tinel foi, aquando do primeiro cerco, cenário duma intrusão por parte dos homens de Boucicaut e de Raymond de Turenne, o sobrinho de Gregório XI. Martin Alpartils, um cronista catalão contemporâneo, narra o seu golpe de força. Depois de terem conseguido penetrar no recinto do palácio escalando a Durançole e os esgotos das cozinhas, tomaram de empréstimo uma escada em caracol que os levou à cozinha alta. Alertadas, as tropas fiéis a Bento XIII afastaram-nos atirando-lhes pedras destacadas da chaminé e fachos inflamados.
Esta crónica é corroborada pelo feitor avinhonense de Francesco di Marco Datini, o grande mercador de Prato a quem escreveu:
Ontem, 25 de outubro, estávamos à noite à mesa, quando surge um cavaleiro espanhol que se arma na loja: nós tivemos dele uns 200 florins.
Questionado, o aquisitor indica que ele e os seus iriam penetrar no palácio pelos esgotos.
Breve à meia-noite, 50 a 60 dos melhores que se encontravam lá, entraram nesse palácio. Mas, quando todas essas pessoas estavam lá dentro, uma escada, diz-se, virou-se e a coisa foi descoberta sem que eles podessem voltar para trás. O resultado foi que todos os nossos foram feitos prisioneiros, a maior parte ferida e um deles foi morto.
O feitor atribui o fracasso desse golpe de mão à febrilidade e à precipitação dos seus autores:
Eles estavam tão desejosos de entrar nesse palácio, e Deus sabe que era uma bela presa! Pensai que existe lá dentro mais dum milhão de ouro! Durante quatro anos esse papa sempre acumulou ouro. Eles ficariam todos ricos, e agora estão prisioneiros, o que aflige muito a cidade de Avinhão.
Depois de três meses de combates intensos, o cerco eternizava-se e foi decidido o bloqueio ao palácio. A partir de abril de 1399, só os acessos estavam guardados para impedir a fuga de Bento XIII. A correspondência enviada para Prato continua a fazer reviver o quotidiano do cerco visto pelos avinhonenses. Uma carta datada de 31 de maio de 1401 adverte o velho negociante de Avinhão do incêndio do seu antigo quarto:
No último dia do mês passado, à noite, antes da prima, quatro casas arderam à frente do nosso lar, exactamente em frente ao quarto do alto no qual vós estáveis acostumado a dormir; e depois o fogo foi impulsionado pelo vento contrário para o vosso quarto e queimou-o com cama, cortinas, algumas mercadorias, escrituras e outras coisas, porque o fogo era forte e aconteceu a uma hora em que todos dormiam, se bem que nós não pudemos tirar o que estava no vosso quarto pois estávamos a salvar coisas de naior valor.
A carta de 13 de novembro informa o mercador do bombardeamento da sua casa:
O homem do palácio (o papa) começou a atirar a bombarda, aqui, nos Changes e na Rue de l’Épicerie. Lançou no vosso telhado uma pedra de 25 libras que lhe tirou um pedaço e que veio cair em frente da porta sem fazer mal a ninguém, graças a Deus.

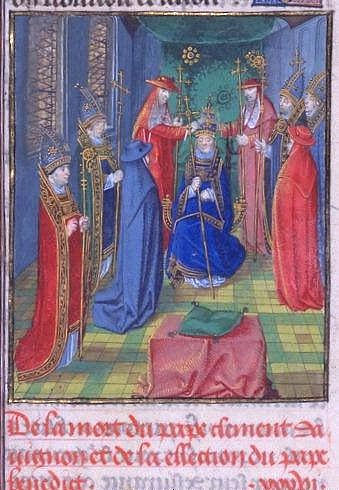
Os cardeais de Saint-Martial e de Neufchâtel coroam Bento XIII (Chroniques de Froissart, Bibliothèque nationale)

Finalmente, apesar da vigilância à qual estava sujeito, o pontífice conseguiu deixar o palácio e a cidade de residência no dia 11 de março de 1403, depois dum desgastante cerco de cinco anos.
Embora Bento XIII nunca mais tenha voltado a Avinhão, deixou no local os seus sobrinhos, Antonio de Luna, com o cargo de Reitor do Condado Venesino, e Rodrigo. Este último e os seus catalães instalaram-se no palácio papal. Na terça-feira, 27 de janeiro de 1405, à hora das vésperas, o campanário piramidal de Notre-Dame des Doms desmoronou e arrasou na sua queda o antigo baptistério dedicado a São João. Os catalães foram acusados desta acção e aproveitaram para estabelecer uma plataforma sobre as ruínas a fim de instalar a sua artilharia.
Confrontado com a deposição do seu tio pelo Concílio de Pisa, em 1409, e à deserção dos avinhonenses e dos contadinos, no ano seguinte, Rodrigo de Luna, tronou-se reitor no lugar do seu irmão e reagrupou todas as suas forças no Palácio dos Papas. Para sua segurança, continuou a fortificar o rochedo dos Doms e, com o fim de ver a chegada de possíveis assaltantes, acabou de fazer demolir todas as casas em frente do palácio, formando, deste modo, a grande esplanada que se conhece actualmente. O segundo cerco foi montado frente ao palácio e foi chamado nas crónicas contemporâneas de Guerre des Catalans (Guerra dos Catalães), a qual duraria dezassete meses. Por fim, no dia 2 de novembro de 1411, os catalães de Rodrigo de Luna, famintos e desesperando por receber ajuda, aceitaram render-se ao camareiro François de Conzié.
O arlesiano Bertrand Boysset registou no seu diário que, em 1403, a partir do mês de Dezembro, foram demolidas todas as casas situadas entre o grande e o pequeno palácio para facilitar a defesa:
No ano de MCCCCIII, do mês de Dezembro, Janeiro e até Maio, foram demolidas as casas que estavam entre o grande e o pequeno palácio, até à ponte do Ródano; e depois começaram a construir-se grandes muros no Rochedo de Notre-Dame des Doms graças aos quais ficaram ligados o grande palácio ao pequeno palácio e à torre da ponte, de tal forma que o papa Benezey e os outros após ele pudessem entrar e sair do palácio.
Entretanto, em Pisa, o concílio havia eleito um novo papa, Alexandre V. Embora o seu objectivo fosse pôr fim ao cisma, a cristandade encontrava-se, agora, não com dois, mas com três papas. Esse pontífice, reconhecido pela corte de França, enviou o cardeal Pierre de Thury para governar Avinhão e o Comtat, portando o título de legado e vigário geral de 1409 a 1410.
No entanto, no dia 5 de dezembro de 1409, por ordem de Rodrigo de Luna, que o legado não havia demitido das suas funções de reitor do Comtat, reuniram-se os estados na Pont-de-Sorgues. Os catalães, para resistir aos inimigos de Bento XIII, necessitavam de tropas e de dinheiro. Os delegados das três ordens autorizaram esses dois levantamentos. Para simplificar as coisas, agora que Bento XIII estava refugiado em Peñíscola e o papa Gregório XII reinava em Roma, o cardeal Baldassarre Cossa foi eleito pelo Concílio de Pisa, tomando o nome de João XXIII; havia de novo três papas e foi este último que Avinhão escolheu como soberano pontífice.

### O palácio depois dos papas

#### François de Conzié, Governador de Avinhão

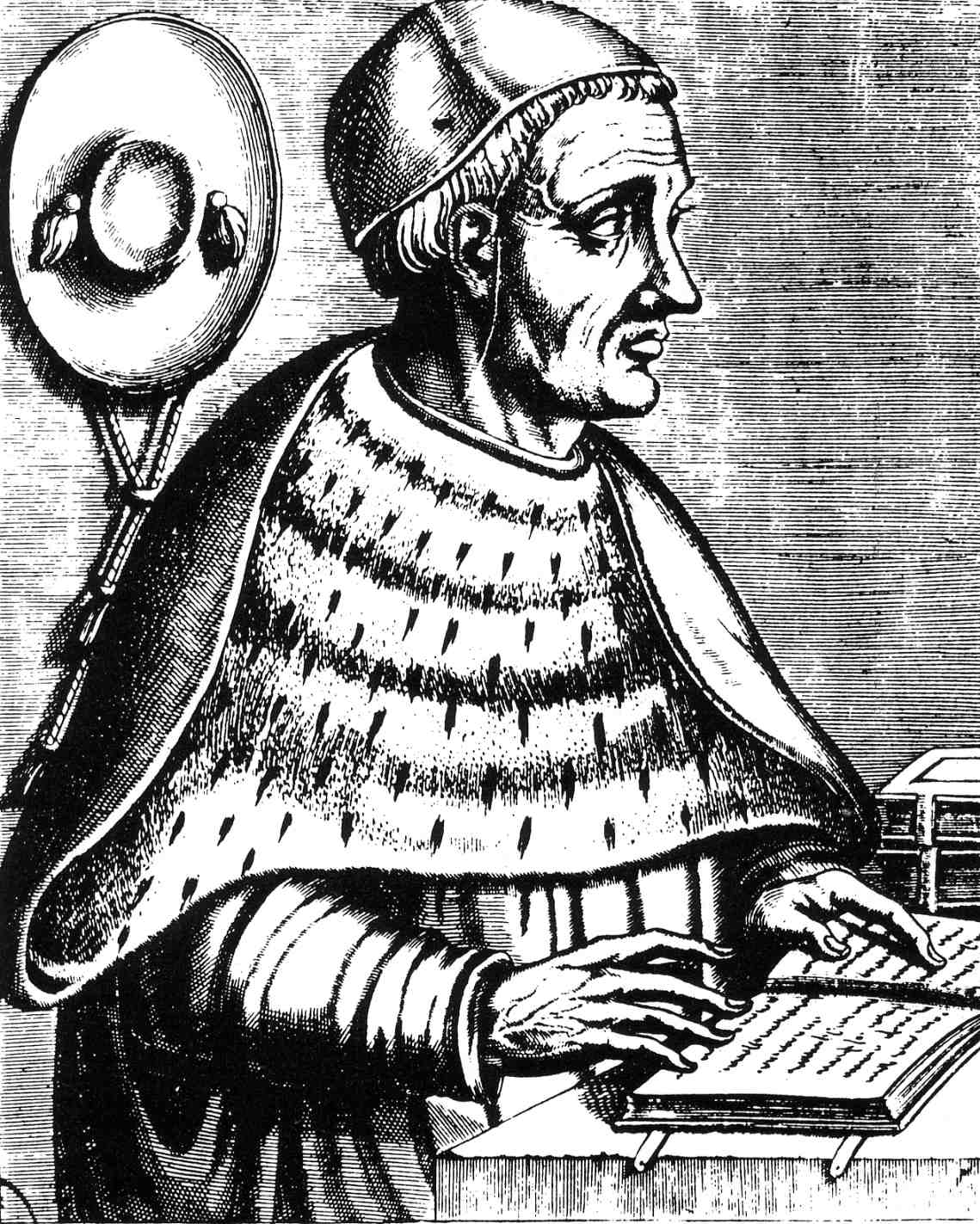
Pierre d'Ailly, o primeiro cardeal-legado oficial de Avinhão

Em 1411, o Antipapa João XXIII nomeou o camareiro François de Conzié, que já era vigário geral de Avinhão, governante dos Estados Pontifícios. Esse papa, incapaz de resolver em Pisa os problemas do Reino de Nápoles, desejava instalar-se em Avinhão. No dia 31 de dezembro de 1412 endereçou instruções ao seu camareiro. Para as reparações necessárias ao Palais des Papes, devia reservar as vendas de bens móveis e imóveis de Avinhão e do Comtat cujos proprietários morreram sem herdeiros e consagrar as somas restituídas pelos usurários das províncias eclesiásticas de Arles, Aix-en-Provence e Embrun, assim como as de Avinhão e do Comtat e os legados feitos às obras pias.
Um período de pausa foi marcado a partir de Domingo, 7 de maio de 1413, quando a decoração representando a abóbada celeste, pinturas e cor azul e consteladas de ouro, assim como os afrescos que ornavam as paredes do Grand Tinel, foram destruídas por um incêndio.
No dia 8 de fevereiro de 1414, João XXIII enviou novas instruções a partir de Mântua. François de Conzié tinha ordens para utilizar o resto das somas devidas à Reverenda Câmara Apostólica, o imposto relacionado com a cruzada contra Ladislas de Duras, contribuições fornecidas por diferentes bispos, as centenas devidas pelo capítulo de Maguelonne e pela cidade de Montpellier e 500 florins a tomar sobre os despojos de Jean la Vergne, Bispo de Lodève.
Os trabalhos avançaram a partir de 17 de abril de 1414. Para refazer os tectos do palácio, Guillaume Fournier e Guillaume André, fabricantes de telhas de Châteauneuf-Calcernier, comprometeram-se a fornecer 25.000 telhas à Saint-Michel. Receberam um florim, dezasseis em depósito com a promessa que por cada milhar lhes seria pago 6,5 florins.
O camareiro e governador de Avinhão também aproveitou para mandar restaurar todos os edifícios danificados durante a "Guerra dos Catalães", nomeadamente a Ponte de Avinhão, a catedral e as muralhas.
Foi no dia 21 de dezembro de 1415 que François de Conzié recebeu o Imperador Sigismundo do Luxemburgo, vindo especialmente a Avinhão para passar as festas de Natal. O soberano partiu no dia 13 de janeiro de 1416, levando uma reprodução do Palais des Papes que havia encomendado ao camareiro, a qual foi especialmente executada por Jean Laurent, arquitecto, e pelo mestre Bertrand, pintor, que receberam 50 florins pela sua obra.
Em 1418, a eleição de Martinho V pelo Concílio de Constança pôs termo ao Grande Cisma e Pierre d'Ailly foi nomeado legado de Avinhão pelo novo papa. Este faleceu dois anos depois, não sendo substituído, pelo que François de Conzié continuou a governar sozinho até à sua morte, ocorrida no dia 31 de dezembro de 1431.

#### Os legados pontifícios

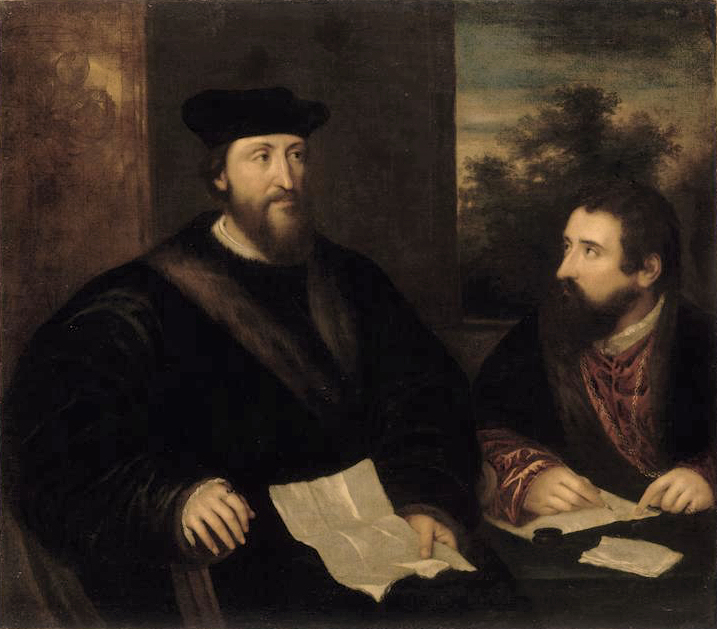
O cardeal Georges d'Armagnac, co-legado de Avinhão, e o seu secretário Guillaume Philandrier, por Ticiano.

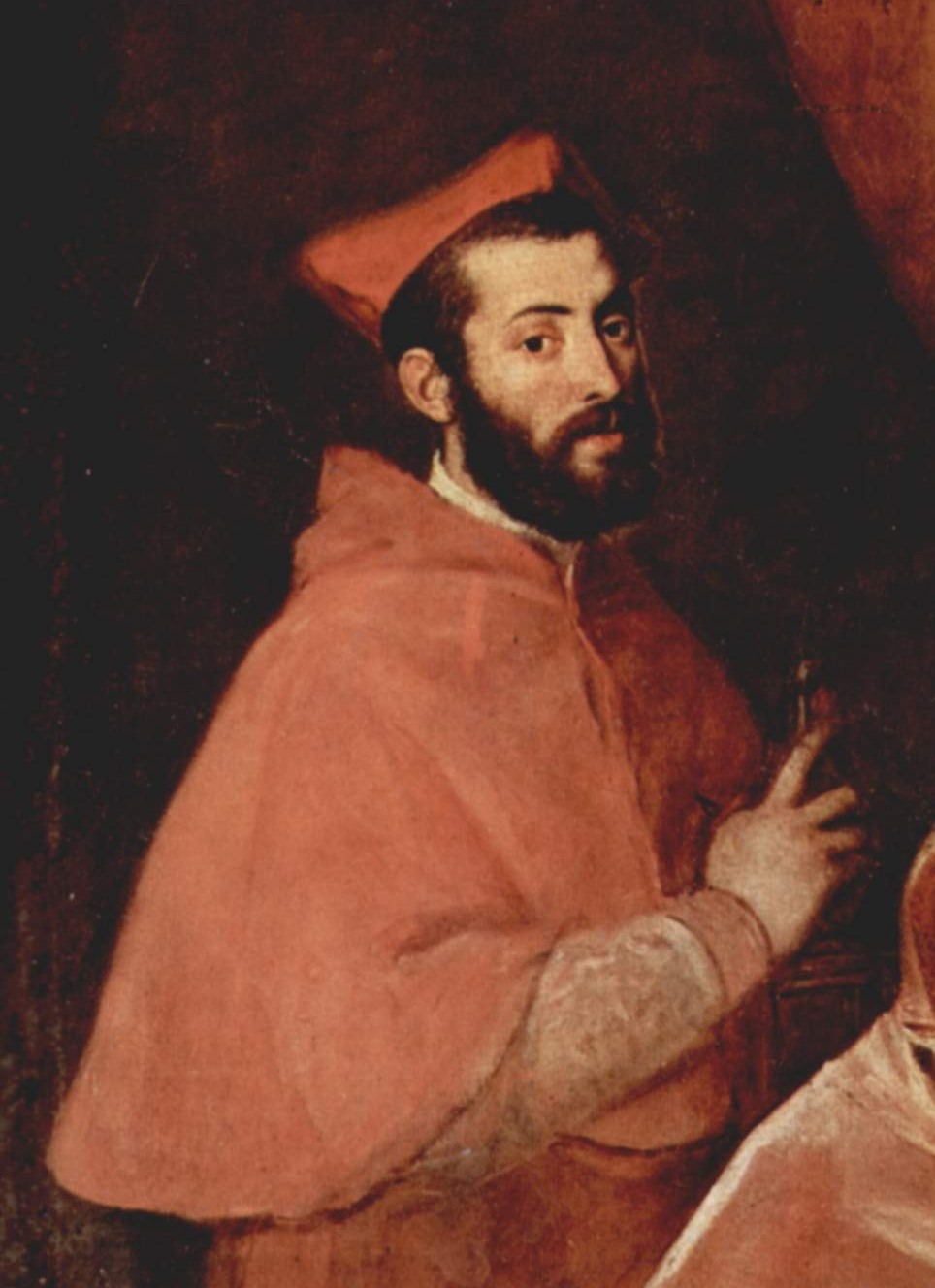
Alessandro Farnese, arcebispo e cardeal-legado de Avinhão.

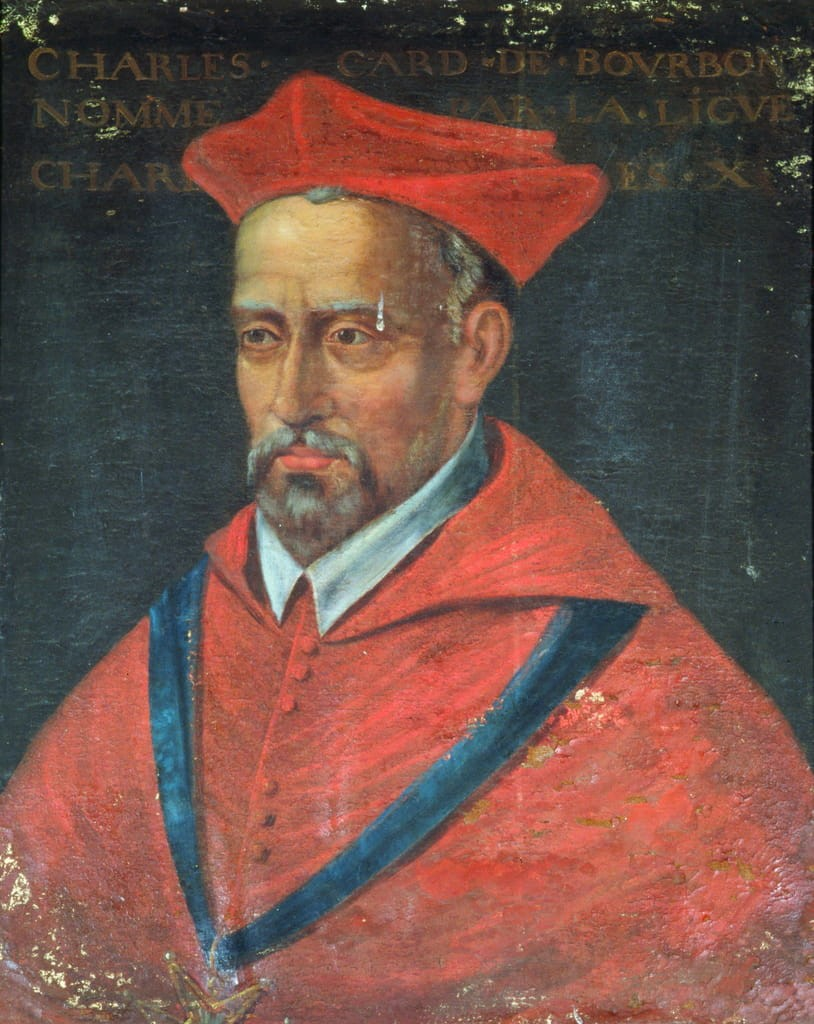
Carlos de Bourbon, Arcebispo de Rouen e cardeal-legado de Avinhão

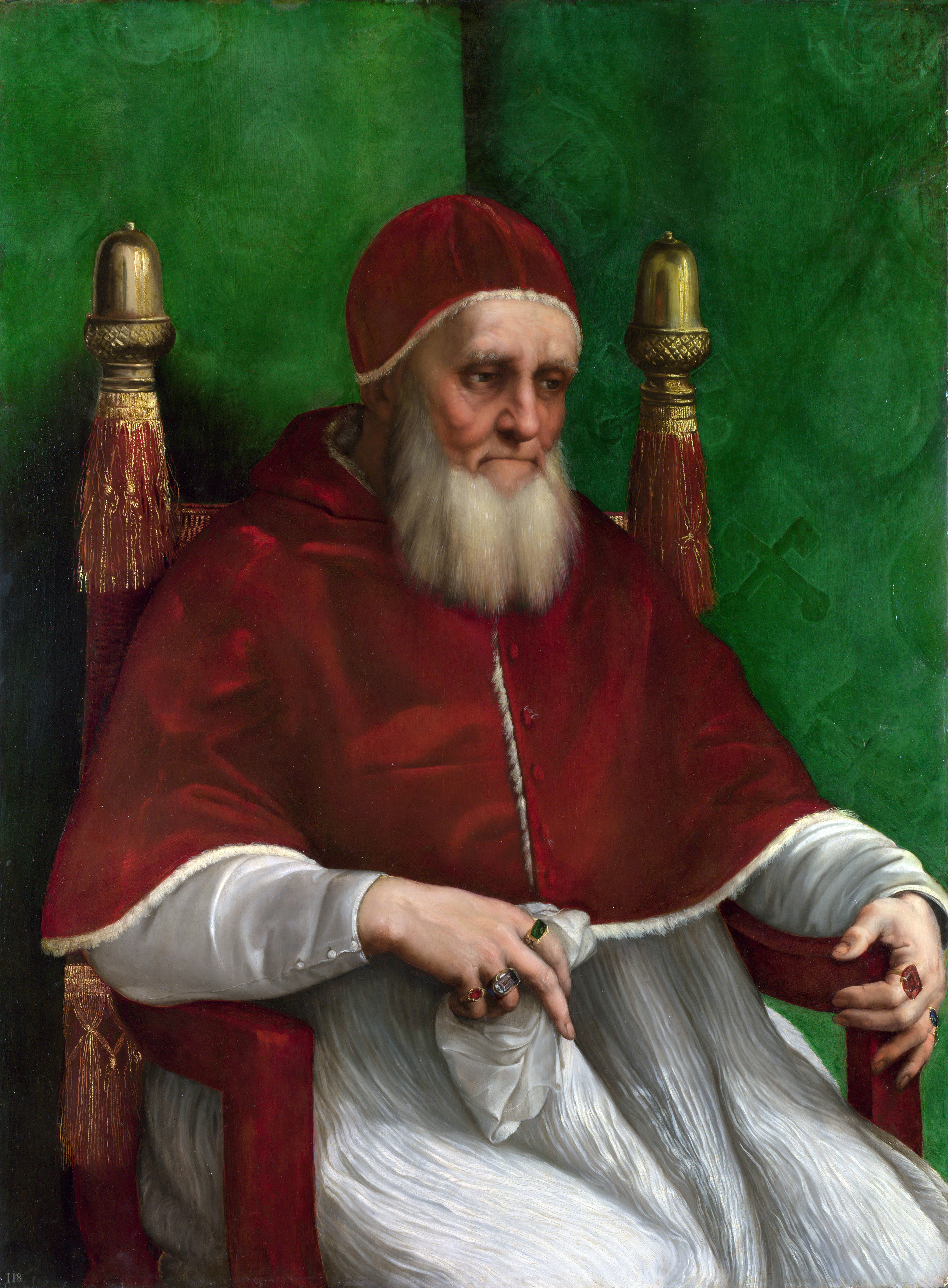
O legado Giuliano della Rovere, futuro papa Júlio II

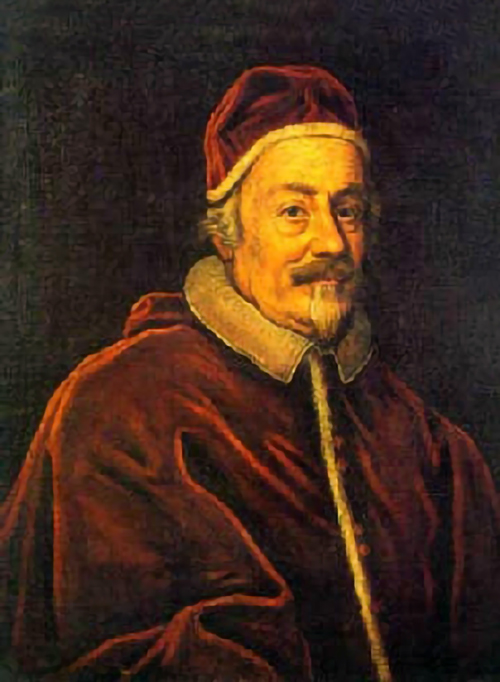
Pietro Vito Ottoboni, último cardeal-legado de Avinhão e futuro papa Alexandre VIII

Após um conflito entre o papa Eugénio IV e o Concílio de Basileia para saber quem ficaria encarregado de Avinhão, foi alcançado um compromisso para designar o cardeal Pierre de Foix.
Estas excitações irritaram os avinhonenses e os contadinos, o que forçou o cardeal a chegar à cabeça dum exército para matar a revolta. Os contadinos cederam em maio de 1433 e Avinhão capitulou no dia 8 de julho após um cerco de dois meses. O novo governador pôde, então, instalar-se no Palais des Papes. Foi lá que, no dia 24 de novembro de 1433, recebeu do papa a bula nomeando-o legado a latere com jurisdição sobre a região do Languedoc.
O conflito entre o papa de Roma e os pares conciliares inflamou-se e, em 1436, chegou o momento do conselho deixar Basileia e vir tomar assento em Avinhão. A ruptura foi terminada quando o Duque de Saboia, Amadeu VIII, foi eleito papa. A sua entronização teve lugar na Catedral de Lausana, onde foi coroado no dia 23 de julho de 1440, tomando o nome de Félix V. Os seus enviados tentaram agitar a cidade de Avinhão no dia 15 de Setembro, mas a sua tentativa falhou.
Em Avinhão, o cardeal de Foix foi, por sua vez, um administrador avisado e um grande senhor que gastou prodigamente. Faleceu no dia 13 de dezembro de 1464 e os seus herdeiros se decidiram a deixar o Palais des Papes em março de 1465.
Luís XI insistiu, então, junto do Vaticano, para fazer nomear um prelado da sua família para a legação de Avinhão1. Embora o papa Paulo II tenha recusado, o seu sucessor, Sisto IV, aceitou confiar o cargo a Carlos de Bourbon, arcebispo de Lyon. No dia 2 de abril de 1472, recebeu os poderes mas não o título de legado e foi revogado no dia 21 de fevereiro de 1476, o que permitiu ao papa nomear como legado o seu sobrinho, Giuliano della Rovere, para o qual havia elevado, no ano anterior, o Bispado de Avinhão ao estatuto de arcebispado.
Furioso, Luís XII decidiu intervir militarmente, no dia 30 de abril de 1476, para reinstalar o seu primo no Palais des Papes. Embora o assunto pudesse resolver-se diplomaticamente, isso não impediu o rei de França de dirigir algumas companhias de viajantes, subornados pelos seus homens, em direcção a Avinhão e ao Comtat para pilhá-los.
No entanto, o futuro papa Júlio II também se revelou mais como táctico astuto do que como administrador esclarecido, Foi ele que criou, em 1476, o célebre Collège du Roure, que reviu os estatutos municipais, em 1481, e que, depois de se ter oposto ao papa Alexandre VI, em 1494, e de ter regressado às boas graças um ano mais tarde, recebeu magnificamente César Bórgia, o filho do papa, no seu palácio de Avinhão. Giuliano della Rovere foi eleito papa no dia 1 de novembro de 1503. É a ele que se deve o primeiro verdadeiro restauro do palácio depois da partida definitiva dos papas e dos antipapas.
Depois de Giuliano della Rovere, estiveram no posto os cardeais Georges D'Amboise (1503-1510) e Robert Guibé (1510-1513). O seu sucessor foi o cardeal François-Guilhem de Clermont-Lodève (1503-[[1541). Nomeado por Leão X, por sua ordem, empreendeu toda uma série de trabalhos no palácio pontifício. Em primeiro lugar, mandou restaurar as capelas de Bento XII e de Clemente VI, em 1516; dois anos depois fez edificar a Sala da Mirande. Este legado entrou na história avinhonense por ter recebido, por seis vezes, o Rei Francisco I no Palais des Papes. O rei de França veio ao palácio uma primeira vez em Fevereiro de 1516, no regresso da Batalha de Marignano, e depois aquando da primeira invasão da Provença pelas tropas de Carlos V, sendo recebido, no dia 14 de setembro de 1526, pelo legado. Fez uma nova estadia em agosto de 1533, quando ia a Marselha para se encontrar com o Papa Clemente VII.
Foi na sequência destas três primeiras visitas que o rei mandou publicar cartas patentes, em Fevereiro de 1535, dando aos avinhonenses o estatuto de "régnicole", ou seja, sujeitos do rei. O monarca regressou de novo no dia 12 de setembro]] de 1536, aquando da segunda invasão da Provença por Carlos V, depois nos dias 14 e 15 de dezembro]] de 1537 e, por fim, entre 13 e 15 de maio de 1538.
Em seguida, a legação foi entregue ao cardeal-sobrinho Alessandro Farnese (1541-1565), Arcebispo de Avinhão e sobrinho do papa Paulo III, o qual não residiu no palácio e delegou os seus poderes a vice-legados. A sua única visita teve lugar em 1533 para chegar a Avinhão e Carpentras. Para lutar contra os religiosos, em 1561, Pio IV teve que enviar o seu primo Fabrice Serbelloni. O capitão papal tinha por missão defender Avinhão e o Comtat contra a heresia. Este absolveu-se tanto pelas armas que rejeitou a reforma na antiga cidade papal. Transformou o Palais des Papes (Palácio dos Papas) em prisão para os hereges e, em 1562, mandou decapitar Jean-Perrin Parpaille na praça do palácio, filho dum antigo primacier da Universidade de Avinhão.
No dia 22 de fevereiro de 1559, por bula, Pio V ordenou ao seu vice-legado que expulsasse os judeus de Avinhão num prazo de três meses. Jean-Marie de Sala dilatou, por moto próprio, esse período para dois anos, o que lhe valeu ser demitido e chamado a Roma.
Primo do rei Carlos IX e novo legado, o Cardeal Carlos de Bourbon (1565-1590) também não residiu no palácio, fazendo-se substituir por um co-legado na pessoa do Cardeal Georges d'Armagnac (1565-1585). Este transformou Avinhão em bastião da Contrarreforma. Em 1566, instalou manifestamente um tribunal da Rota, decalcado do de Roma, com o fim de julgar todos os assuntos eclesiásticos, civis e criminais. Também foi um construtor. O seu contemporâneo, Louis de Pérussis, nos seus Discours escreveu algumas linhas julgando severamente o Palais des Papes:
Este palácio é uma grande massa de pedra e uma das maiores da cristandade, um verdadeiro caos e um corpo sem alma, não feito por ordem, proporção, por comodidade ou por prazer (…) e sem a qualidade da arquitectura.
Mas esta lança afiada não era gratuita e destinava-se unicamente a elogiar, de seguida, o co-legado pelo conjunto dos trabalhos que ele tinha mandado realizar no palácio:
Ele (o cardeal) começou a construior, perfurar, romper, reedificar, construindo galerias, passagens, salas, câmaras, antecâmaras, guarda-robes, cabinetes, estúdios, ligações secretas, jardins, cavidades, escritórios, bibliotecas, tinelz, guardemenger, despensas, fourtz; iluminando, dando ar, branqueando, estucando e enriquecendo todos esses lugares, de maneira que eles se assemelhem já a uma bela transformação, tornada a obscuridade e antiguidade em claridade e novidade.
Georges d'Armagnac foi substituído por Dominique Grimaldi (1585-1589), antigo general das galeras papais na Batalha de Lepanto. Este prelado guerreiro participou, ele mesmo, no terreno em luta contra os protestantes.

#### Os vice-legados de Avinhão

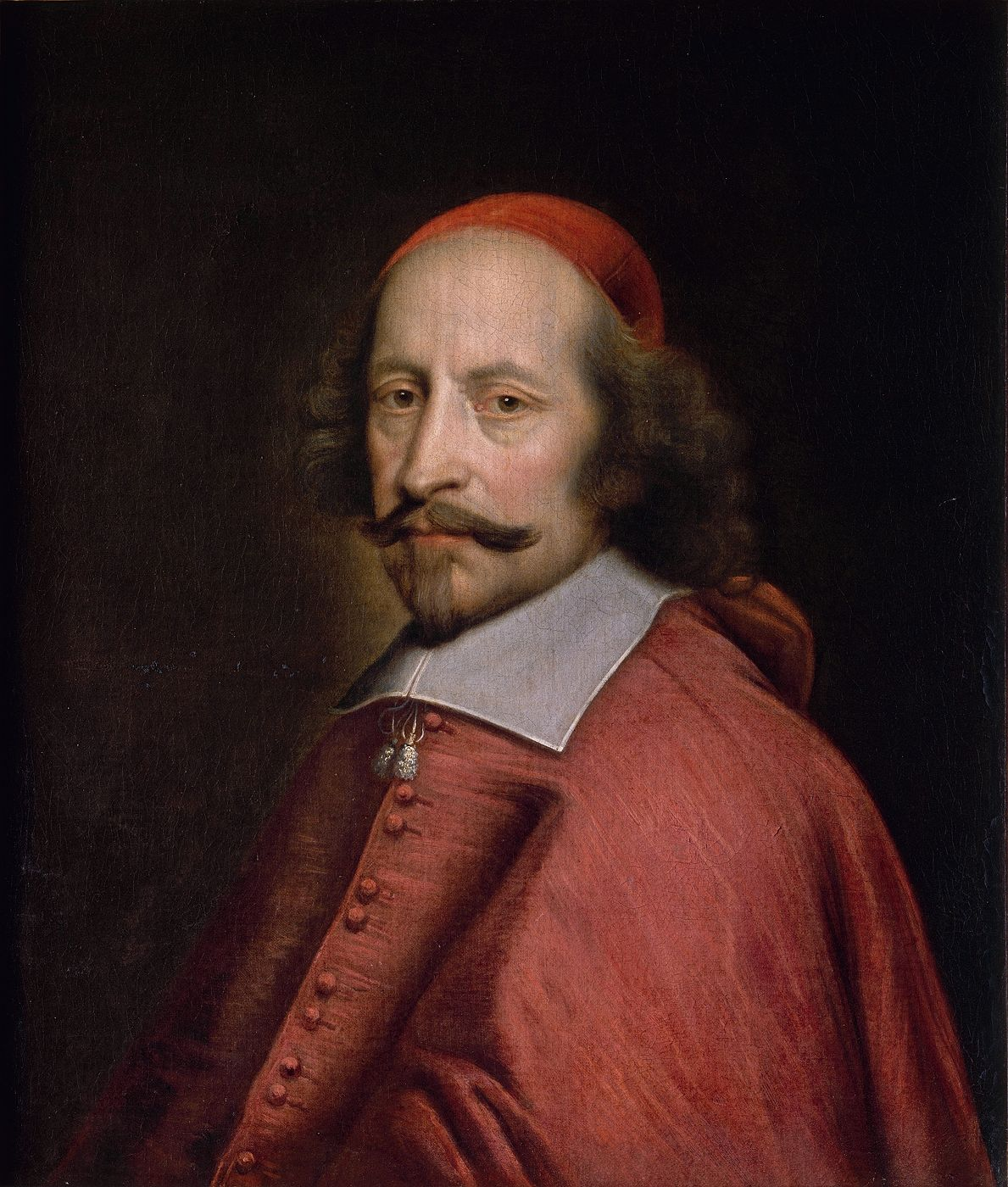
Jules Mazarin, cardeal vice-legado de Avinhão.

A partir do fim do século XVI, os verdadeiros governadores dos Estados Pontifícios enclavados em França foram os vice-legados. O mais célebre de entre eles é o cardeal Jules Mazarin, que teve Fabrice de La Bourdaisière como pro vice-legado de 1634 a 1636, durante a sua nunciatura em Paris. Joseph Girard explica:
Depois da morte do Cardeal de Bourbon, a legação tinha estado sempre confiada a cardeais italianos, sobrinhos ou parentes do papa, que não residiam em Avinhão. Acabaram por suprimir o cargo. A partir de 1691, o vice-legado continuou a administrar os Estados da Santa Sé, mas sob a direcção duma comissão de cardeais e de prelados servindo em Roma à qual se dá o nome de "Congregação de Avinhão". Mantém igualmente a delegação de poderes espirituais nas províncias eclesiásticas  de Vienne, de Arles, de Aix e de Embrun. Tinha. a esse título, a sua própria chancelaria ou dataria; era eclesiástico e sempre italiano. Além disso, todas as funções importantes e o arcebispado foram, então, devolvidas a italianos.
Os inconvenientes foram, em primeiro lugar, linguísticos. Apesar da língua francesa ter sido substituída, a partir de 1540, pelo latim e pelo provençal para a redacção de todas as actas oficiais, foi suplantada pelo italiano em todas aqueles que emanaram da vice-legação.

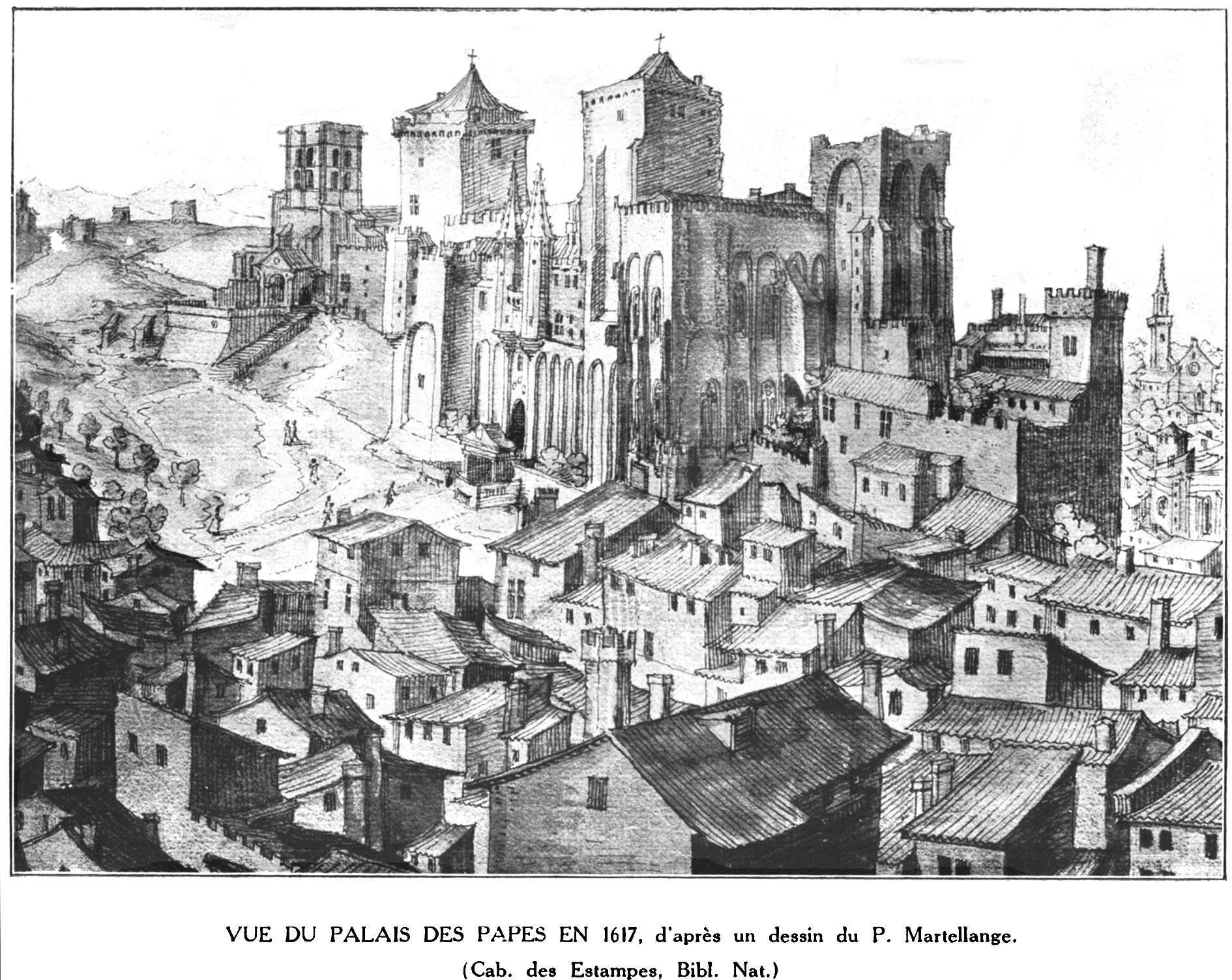
O palácio em 1617, quando Jean-François de Bagni era vice-legado, desenhado pelo padre jesuita Martellange

Isso foi aceite pela nobreza e pelas famílias de notáveis que haviam conquistado o quase-monopólio dos cargos municipais. Foi muito menos bem aceite pela burguesia mercantil que conservava o seu dialecto provençal.
Nesta base de incompreensão, o principal impacto foi social. Bastou que o cardeal Alexandre Bichi, Bispo de Carpentras (1630-1657), puxasse fogo às pólvoras. Político intrometido e ambicioso, as suas intrigas somadas aos abusos da administração e às pesadas tributações, provocaram a "fronda avinhonense". Os pevoulins (vagabundos) e os pessugaux (impressores) confrontaram-se. Formaram-se barricadas em Avinhão, os hotels de Cambis-Servière e de Saint-Roman foram pilhados e depois incendiados. Os distúrbios duraram de 1652 e 1659 e a calma só chegou lenta e provisoriamente.
Uma nova explosão foi provocada desta vez, em 1664, pelas medidas arbitrárias do vice-legado Alexandre Colonna (1664-1665). A sua guarnição italiana foi expulsa do Palais des Papes e ele teve que recorrer ao apoio das tropas francesas para reintegrar Avinhão no ano seguinte.
Também foram tomadas medidas contra os judeus. O cardeal-legado Francesco Barberini decidiu impor uma medida que os impedia de residir na cidade de sua escolha. No dia 4 de setembro de 1624, designa-lhes como residência Avinhão, Carpentras, Cavaillon e a Isle-sur-la-Sorgue. Estas são os Arba Kehilot, as quatro santas comunidades dos judeus contadinos.
Para evitar os contactos nocturnos, muito frequentes, entre judeus e cristãos de Avinhão, o vice-legado Jean Nicolas Conti ordenou, no dia 1 de julho] de 1656, que se murassem todas as aberturas do bairro judeu.

#### A visita do Rei-Sol

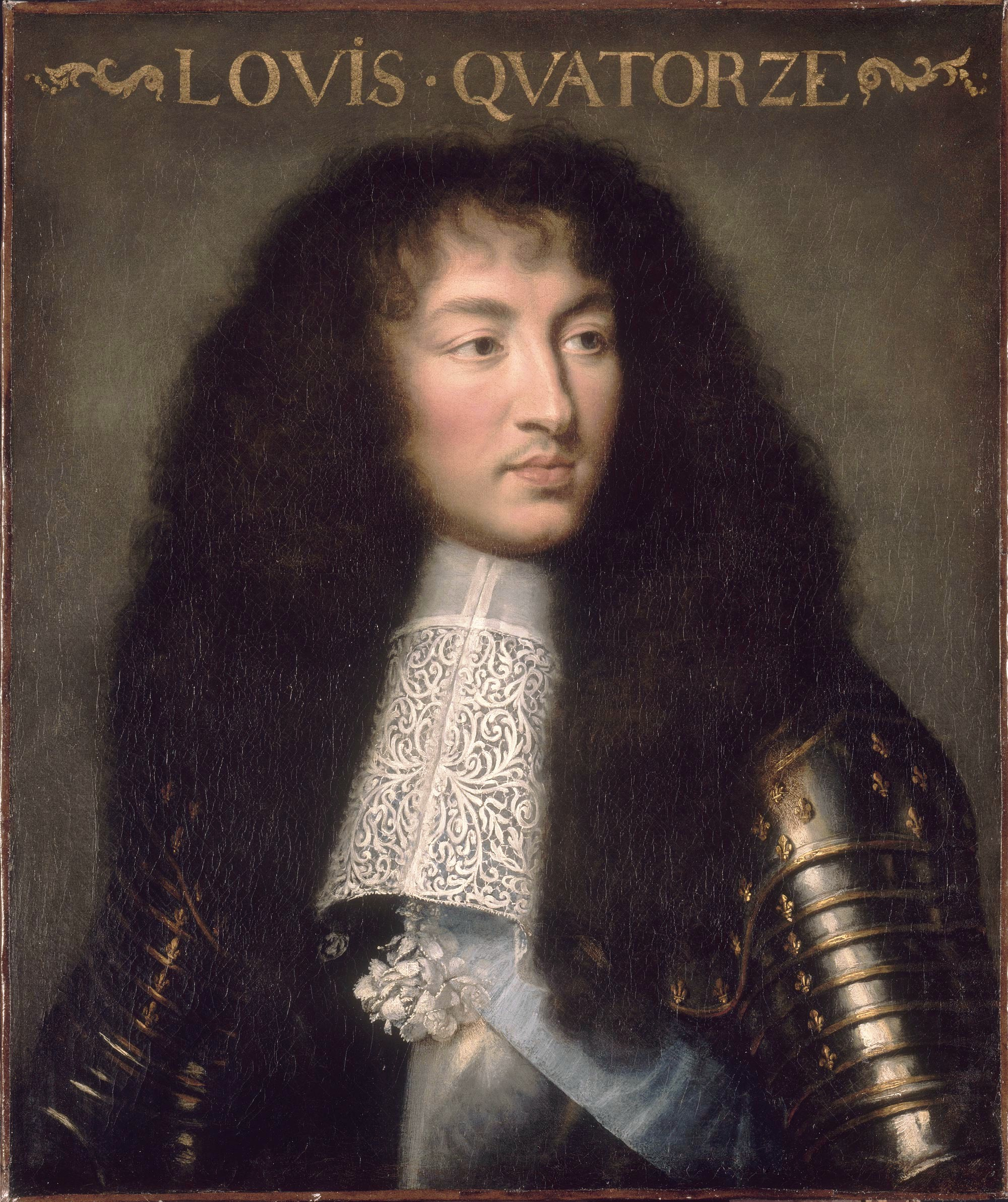
Luís XIV, pintado por Charles Le Brun, um ano depois da sua visita a Avinhão.

A visita do futuro Rei-Sol a Avinhão esteve enquadrada na viagem que este fez pelas suas províncias provençal e languedociana entre a assinatura do Tratado dos Pirenéus, no dia 7 de novembro de 1659, e o seu casamento com a infanta Maria Teresa de Espanha, filha de Filipe IV, em Saint-Jean-de-Luz, no dia 9 de junho de 1660.
Tendo resolvido, em primeiro lugar, o problema da revolta dos marselheses, e recebido a submissão da cidade portuária no dia 2 de março de 1660, o rei tinha feito uma entrada triunfante em Marselha, penetrando por uma brecha aberta nas muralhas.
Vindo de Aix-en-Provence, o rei chegou a Avinhão no dia 19 de março de 1660. Acompanhado pelo Monsieur, seu irmão, entrou pela Porta de São Lázaro, sob uma chuva torrencial. A sua mãe, Ana de Áustria, e o Cardeal de Mazarin juntaram-se-lhes um pouco mais tarde, indo a rainha-mãe em peregrinação a Apt para honrar as relíquias de Santa Ana, sua patrona.
O primeiro-ministro e a soberana foram, por sua vez, recebidos no Palais des Papes por Gaspar de Láscaris, o vice-legado, e Mazarin entrou no lugar onde havia ocupado essas mesmas funções 26 anos antes.
A corte instalou-se nos apartamentos do palácio depois do rei, então com 22 anos de idade, ter decidido passar a sua Páscoa na antiga cidade pontifícia. Assim, no dia 28 de março, foi em cortejo à igreja dos franciscanos de Avinhão, mas teve que satisfazer uma cerimónia obrigatória, tocando com a sua mão em oitocentos doentes de escrófula que esperavam por ele no claustro.
Luís XIV e a sua corte deixaram Avinhão, e o Palais des Papes, no dia 1 de abril. O cortejo, escoltado por cavalaria ligeira e mosqueteiros, passou para o Languedoc pela Ponte Saint-Bénezet. Chegado a meio do Ródano, fez virar o seu cavalo e olhou a cidade com prazer, afirmando-se fortemente satisfeito pela sua estadia e garantindo que conservaria a recordação.
O povo avinhonense também manteve a melhor lembrança, pois, a partir de então, passou a cantar em cada Natal um canto natalício de Nicolas Saboly (1614-1675) que começava assim:
Quand nostre rei Louis
Vengue en aquest païs
En troubé nostro vilo
Plus gentilo
Que gist n'aguesse vist.

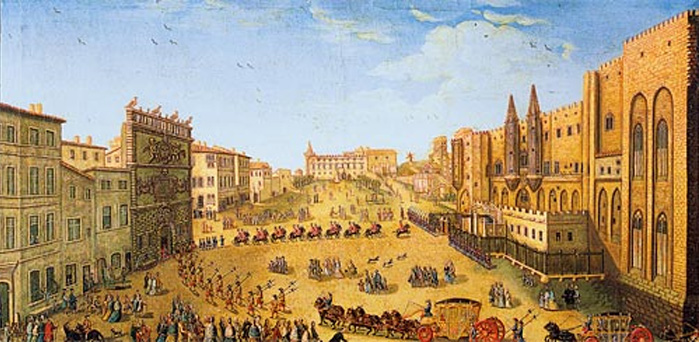
Cortejo do vice-legado (François-Marie de Manzi regressa a Avinhão depois de seis anos de ocupação francesa), por Claude Marie Gordot, 1774

Luís XIV lembrava-se tão bem de Avinhão que, por duas vezes, mandou ocupar e anexar a cidade pontifícia, em 1663 e em 1668. Quanto a Luís XV, fez o mesmo de 1768 a 1774.
Este último conflito entre o rei de França e os papas Clemente XIII e Clemente XIV, foi exemplar. Além do droit de régale (direito régio) que o rei queria impor aos pontífices estava inserido o assunto dos jesuitas que, expulsos de França, encontravam muito facilmente asilo em Avinhão. Este foi o pretexto encontrado para fazer entrar de novo as tropas reais em Avinhão e no Comtat. A ocupação durou até 1774, o último ano dos reinados de Luís XV e de Clemente XIV, quando foi regulado por uma bula tanto o destino dos jesuítas, cuja ordem foi suprimida, como a questão dos bispos franceses e dos seus benefícios. O regresso do vice-legado François-Marie de Manzi ao Palais des Papes foi pintado por Claude Marie Gordot e o quadro encontra-se, actualmente, no Museu Calvet.

#### O Massacre da Geladeira

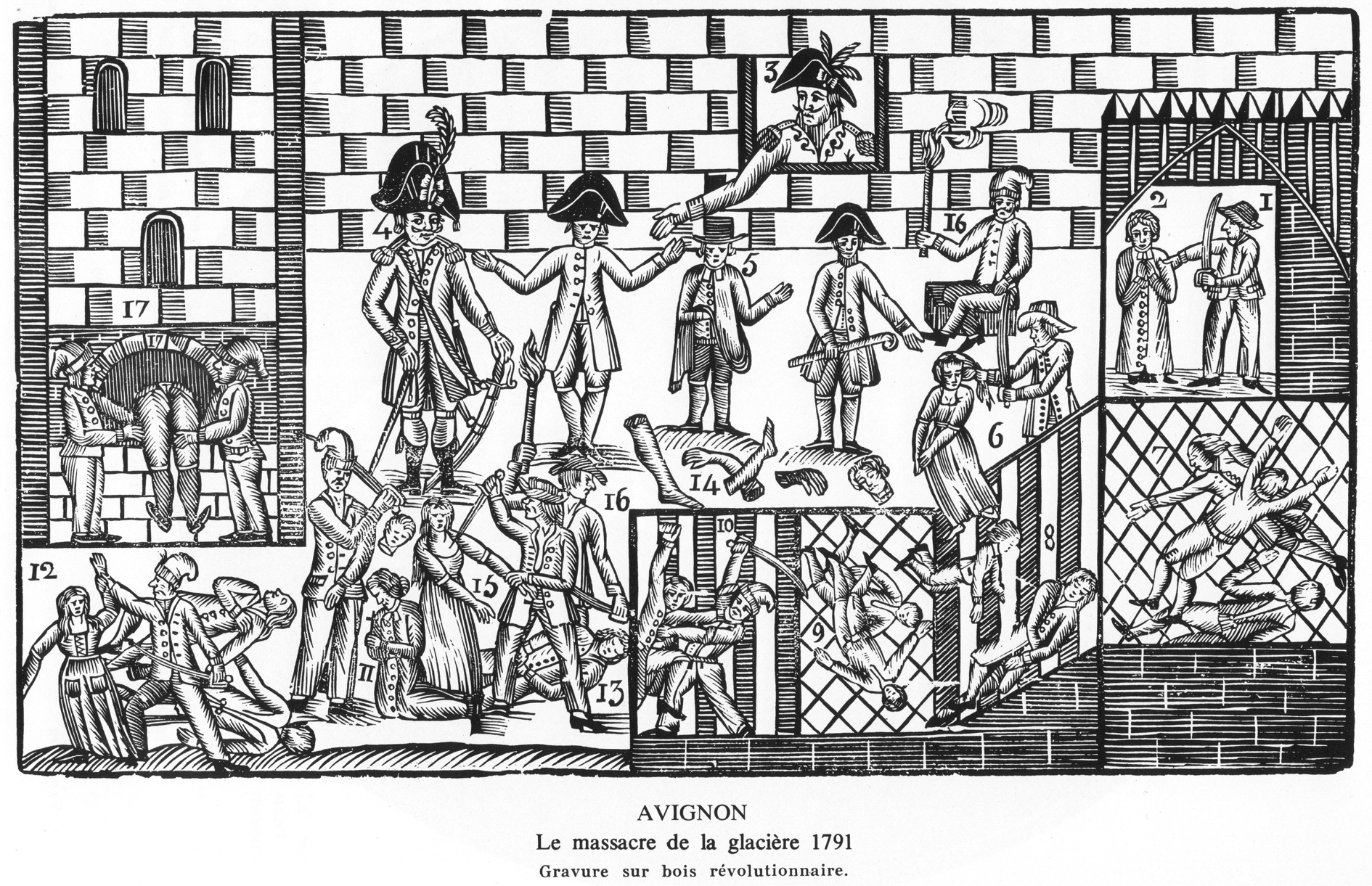
Gravura da época revolucionária mostrando, em detalhe, o Massacre da Geladeira no Palais des Papes, sob a liderança de Jourdan Coupe-Tête e do Coronel Duprat

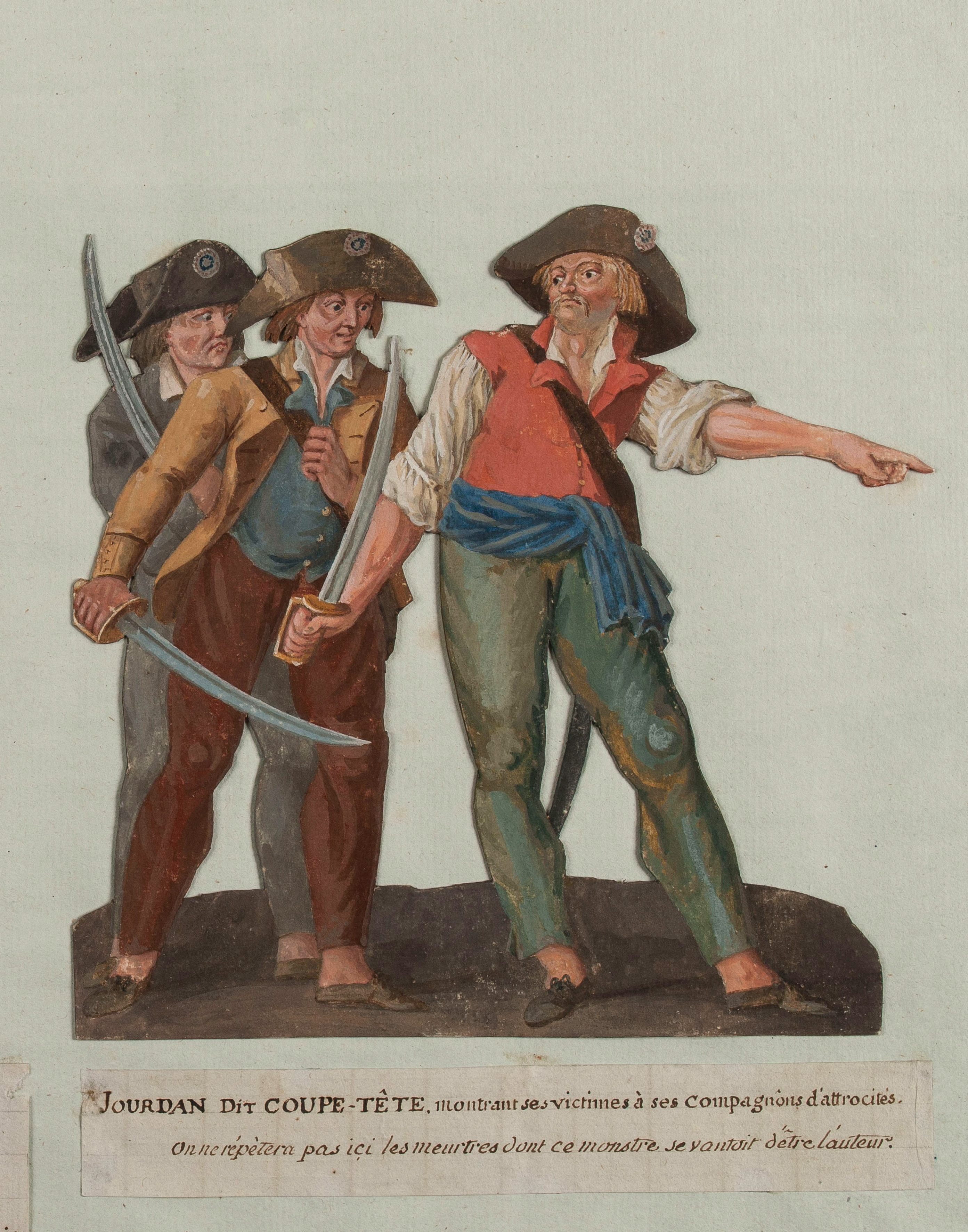
Jourdan Coupe-Tête, iniciador do Massacre da Geladeira do Palais des Papes, em 1791

Os avanços da Revolução Francesa, tanto em Paris como em todas as províncias, tinha elevado as paixões em Avinhão e no Condado Venesino. Na cidade papal, governada pelo vice-legado, os pró-franceses maioritários tinham feito adoptar a constituição francesa, eleito uma nova municipalidade, no dia 4 de março de 1790, e a população tinha expulso o vice-legado Filippo Casoni, no dia 12 de junho seguinte.
Apesar das reticências da representação nacional francesa em anexar Avinhão e o Comtat, os patriotas reuniram-se em Bédarrides, no dia 18 de agosto de 1791, e, na Igreja de Saint-Laurent, votaram a sua reintegração na França. Isto foi feito com uma forte maioria, uma vez que a contagem dos mandatos para a anexação se elevou a 101.046 vozes favoráveis num total de 152.919. No dia 14 de setembro, colocada perante o facto consumado, a assembleia constituinte proclamou que os Estados de Avinhão e do Comtat faziam, a partir de então, "parte integrante do Império Francês".
Não foi isso que acalmou os partidários da manutenção do Estado Pontifício. Estes fizeram afixar um folheto, no dia 16 de outubro de 1791, denunciando o despojamento das igrejas e a confiscação dos sinos em nome da nova pátria. Depois, surgiu o boato que a estátua da Virgem dos franciscanos tinha chorado. O patriota Lescuyer, secretário-escrivão da comuna, foi mandado ao local. Chamado à parte, acusado de peculato, foi assassinado na própria igreja pelos papistas.
Imediatamente informados, Mathieu Jouve Jourdan, apelidado de Jourdan Coupe-Tête, comadante do Forte, e Jean Étienne Benoît Duprat, chamado de Duprat aîné, coronel da guarda nacional de Avinhão, fizeram prender todos aqueles que estavam sob suspeita, próxima ou distante, de poderem estar envolvidos neste assassinato ou de serem cúmplices. De noite, todos os suspeitos - num total de sessenta - foram encarcerados nas antigas prisões do Palais des Papes e, depois, por ordem de Jourdan, massacrados e atirados para a "geladeira" dos vice-legados, ou seja, para a base da "Torre das Latrinas". Os seus cadáveres foram, em seguida, cobertos de cal viva.
O caso fez muito barulho e chegou até Paris. O governo revolucionário, que acabava de publicar, no dia 26 de outubro, o decreto de anexação, enviou "comissários civis" que foram escoltados pelas tropas colocadas sob o comando do general Choisy. Chegados ao local, ordenaram detenções e instaurações de processos. No entanto, no dia 19 de março de 1792, uma amnistia geral, votada pela câmara dos deputados, colocou um ponto final no inquérito.

### Do século XIX à actualidade

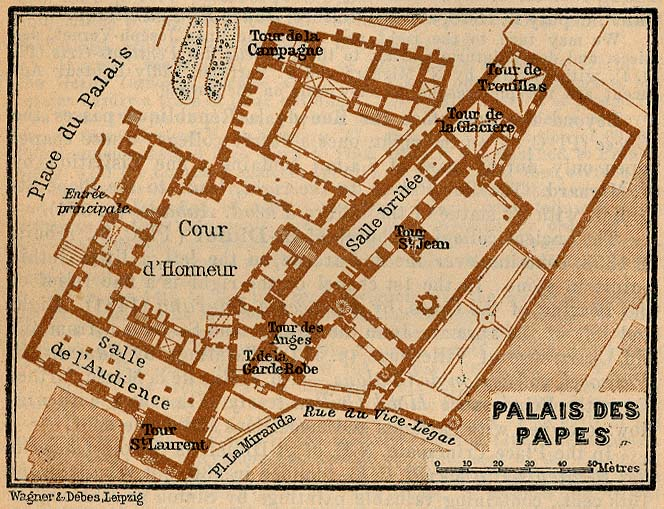
Planta do Palais des Papes em 1914

Depois da Revolução Francesa, uma parte do edifício tornou-se numa caserna afecta à engenharia militar. Mais tarde, de 1881 a 1900, instalou-se no complexo um regimento de infantaria. O comandante militar rebaptizou, então, o palácio como "Caserna Duprat", em honra de Jean Étienne Benoît Duprat, antigo coronel da Guarda Nacional de Avinhão tornado general do império e morto em Wagram.
Também foi lá que a direcção penitencial instalou uma prisão departamental.
Sob Napoleão III, Viollet-le-Duc propôs um projecto de restauro do edifício a fim de deixá-lo em maior conformidade com o seu estatuto de monumento histórico, mas foi tempo perdido. Esse projecto nasceu a partir de 1860, mas a guerra de 1870 impediu que fosse implementado a tempo, salvando, assim, da destruição as abóbadas da "Grande Audiência" que ele desejava suprimir. O local permaneceu militar.
Charles de Montalembert, no seu Du vandalisme en France - Lettre à M. Victor Hugo ("Do vandalismo em França - Carta ao Sr. Victor Hugo"), descreveu o estado do palácio aquando da ocupação militar da seguinte forma:
A obra de destruição foi começada por Luís XIV; depois que ele confiscou o Condado Venesino ao seu legítimo possuidor, mandou abater a grande torre do palácio pontifício, que dominava as fortificações recentes de Villeneuve d'Avignon. A revolução fez dele uma prisão, e uma prisão dolorosamente célebre pelo Massacre da Geladeira. O Império parece não ter feito nada para o manter. A restauração sistematizou a sua ruína. Certamente, este palácio único tinha muito mais direito, pelo contrário, de ser classificado entre os palácios reais do que as pesadas ruínas de Bordéus ou de Estraburgo; certamente, o Rei de França não podia escolher em toda a extensão do seu reino um lugar mais propício à sua velha majestade, no meio destas populações meridionais que ainda tinham fé nela. Mas não. Em 1820, foi convertido em caserna e em armazém, sem prejuízo no entanto dos direitos da justiça criminal, que ali conservou a sua prisão. Hoje, todo está consumado; já não resta uma única das suas salas imensas cujas rivais não existiam certamente no Vaticano.
Cada uma delas foi dividida em três andares, repartidas por numerosos tabiques; é com dificuldade que, seguindo de andar em andar os troncos das gigantescas colunas que suportavam as ogivas abobadadas, se pode reconstruir pela imaginação estes recintos majestosos e sagrados, onde reinava antigamente o pensamento religioso e social da Humanidade. O exterior da admirável fachada ocidental foi respeitado até ao presente, mas isso é tudo: uma grande metade do imenso edifício já tinha sido entregue aos demolidores; de tudo o que resta, as suas colossais ogivas foram substituidas por três séries de pequenas janelas quadradas, correspondentes aos três andares de casernas de que acabo de falar: tudo propriamente pintado e ao último gosto. Numa das torres, maravilhosos afrescos, que cobriam a abóbada, só são visíveis através de buracos no pavimento, a escadaria e os corrimãos de comunicação foram demolidos. Outros, dispersos nas salas, estão entregues às degradações dos soldados e ao furto dos turistas ingleses e outros. A moderação, para não ficar em falta aos olhos dos seus predecessores, acaba de parar a demolição das arcadas da parte oriental, para fazer um belo pátio de exercício.

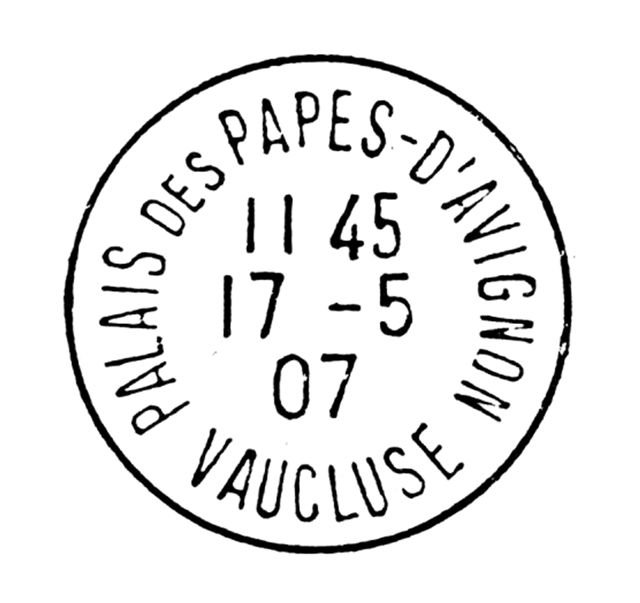
Carimbo temporário do posto de correios do Palais des Papes, colocado em serviço aquando da exposição industrial, agrícola e artística que se derenrolou de 15 de maio a 9 de junho de 1907

Na viragem do século, ou seja, mais de sessenta anos depois de Charles de Montalembert ter escrito o seu Vandalisme en France, lettre à M. Victor Hugo, o palácio permanecia em muito mau estado. A fachada principal tinha sido despojada das suas duas torres que a tornam tão reconhecida nos nossos dias, os interiores estavam congestionados por detritos causados pela ocupação militar, as estátuas tinham sido partidas, janelas e portas abertas sem qualquer respeito pela arquitectura, como por exemplo ao nível do portal da grande capela, na qual a engenharia militar fora autorizada a abrir uma porta, etc.
A cidade de Avinhão só recuperou o palácio em 1902. Em contrapartida, devia ser construída uma nova caserna pela cidade no exterior das muralhas, a caserna Chabran. Em Setembro de 1906, as tropas deixaram o palácio. Num século, a engenharia militar tinha trabalhado bem e a "sua caserna assemelhava-se a todas as casernas". Neste palácio desfigurado que o Ministério da Guerra acabava de restituir à cidade começaram os restauros. Depois, sem que pudesse, realmente, parecer uma paragem, numerosas partes foram restauradas e outras pareciam em previsão.
Cinco anos mais tarde, o palácio foi aberto ao público para uma exposição industrial, agrícola e artística que se desenrolou de 5 de maio a 9 de Junho de 1907. Os expositores instalaram os seus standes na sala da Grande Audiência e na Grande Capela de Clemente VI, mal esvaziada após a saída da tropa. O público teve à sua disposição um posto de correios temporário, cujo carimbo com data foi gravado com o nome do Palais des Papes. A exposição terminou com uma grande festa provençal L'exposition se termina par une grande fête provençale realizada sob a presidência de Frédéric Mistral e no decurso da qual foi passeada a "Tarasca" vinda especialmente de Tarascon.
No dia 14 de Outubro de 1913, Raymond Poincaré, o novo Presidente da República, vindo de Marselha para reencontrar Frédéric Mistral e Jean-Henri Fabre, parou em Avinhão e chega em caleche, rodeado pelo 7º batalhão hussardo de Tarascon, ao Palais des Papes e ao Rochedo dos Doms. Foi o fim dum período.

#### As etapas do restauro
Paul Pamard, que foi presidente da câmara de Avinhão entre 1852 e 1870, desde o início do seu mandato, foi o primeiro a trabalhar para que o Ministério da Guerra devolvesse o palácio à sua cidade. Para apoiar a sua acção, em 1858, o Conselho Geral de Vaucluse endereçou dirigiu uma petição a Napoleão III e, quando o imperador veio em visita a Avinhão, dois anos mais tarde, começou a mandar evacuar as tropas e a fazê-lo restaurar. A Comissão dos Monumentos Históricos encarregou, então, Viollet-le-Duc de lhe submeter um projecto de restauro e de utilização deste monumento.
Se bem que o edifício tenha começado a ser evacuado em 1869, a Guerra franco-prussiana (1870-1871) bloqueou o processo. O que obrigou Viollet-le-Duc a regressar à carga, no dia 30 de Maio de 1879, apresentando um novo relatório para apressar a retirada das tropas. A Comissão dos Monumentos Históricos tinha nomeado um novo arquitecto-em-chefe, Henri Antoine Révoil, que assumiu o dossier, em 1881, e começou, a partir do ano seguinte, a restaurar a capela de Bemto XII. Nesse mesmo ano de 1882, o Congresso Arqueológico de França, tendo realizado as suas sessões em Avinhão, manifestou o desejo de acelerar os trabalhos de restauro. No entanto, foi só em 1902, que Révoil pôde restituir as ameias da Tour de la Campane.
Victor Nodet sucedeu-lhe em 1903. A primeira preocupação do novo arquitecto foi pesquisar na iconografia qual seria o estado inicial do palácio. Tratou, então, de suprimir os edifícios militares e, a partir de 1907, pôde lançar-se na renovação das salas da Grande Audiência e da capela de Clemente VI. Em 1912, a cidade de Avinhão pôs em prática uma comissão consultiva com o fim de determinar e propor aos Monumentos Históricos tudo o que podia dizer respeito ao restauro, à conservação ou à manutenção do Palais des Papes.
As regulamentares pinturas cinzentas haviam sido eliminadas das paredes entre 1906 e 1911, o que permitiu a Louis-Joseph Yperman empreender um primeiro restauro dos afrescos das capelas de Saint-Jean e Saint-Martial, da câmara do Cervo e da Audiência. Depois, Albert-Jacques Gsell-Maury procedeu a outros restauros em 1913. A Tour de la Garde-Robe tinha sido consolidada em 1924, o arquitecto e decorador Armand-Albert Rateau pôde proceder a uma revisão das paredes pintadas a fresco da Câmara do Papa em 1936. A Segunda Guerra Mundial pôs termo ao restauro das pinturas, o qual só seria retomado em 1960.
Os afrescos da capela Saint-Martial começaram a ser restaurados em 2005. É um conjunto excepcional que testemunha a alta qualidade artística da "primeira escola de Avinhão" e do seu chefe de fila, Matteo Giovanetti.
Para a parte arquitectónica, os trabalhos de restauro pretendidos por Nodet para o palácio novo terminaram. em 1925, com a limpeza do "Pomar de Urbano V". Um ano depois começava uma nova obra com a recuperação do Grande Tinel no palácio velho. Este restauro foi terminado ao mesmo tempo que a cozinha alta e que a reconstrução das torretas da fachada, em 1933. A continuação dos trabalhos só recomeçaria em 1946 com a remodelação da sala do Consistório e o restauro da Tour d'angle.
Uma nova campanha de restauro desenvolveu-se, de 1961 a 1963, na câmara do Paramento, sendo continuada depois, entre 1966 e 1968, pela sala de Jesus. A ala do Conclave pôde ser inteiramente restaurada de 1970 a 1976, o que permitiu a instalação dum Centro de Congressos. Os trabalhos de restituição das salas do palácio acabaram no século XX , entre 1979 et 1981, com o restauro da capela de Bento XII, que tinha sido iniciado no século XIX.

#### A classificação como Património Mundial pela UNESCO
Em 1995, o Palais des Papes foi classificado, ao mesmo tempo que o centro histórico de Avinhão, o conjunto episcopal e a Ponte de Avinhão (Ponte Saint-Bénézet), na Lista do Património Mundial da Humanidade da UNESCO, segundo os critérios de selecção:
- i: representa uma obra-prima do génio criador humano.
- ii: testemunho duma mudança de influências considerável durante um dado período numa atmosfera cultural determinada, no desenvolvimento da arquitectura ou da tecnologia, das artes monumentais, da planificação das cidades ou da criação da paisagens.
- iv: oferece um exemplo eminente dum tipo de construção ou de conjunto arquitectónico ou tecnológico ou de paisagem ilustrando um ou mais períodos significativos da história Humana.

## Actualidade: o palácio da cultura
Actualmente, com cerca de 650 000 visitantes por ano, o Palais des Papes é sempre um dos dez monumentos mais visitados da França, o que já sucedia em 1998, quando o palácio recebeu oficialmente 542.450 visitantes, situando-se então na oitava posição, à frente das torres da Catedral de Notre-Dame de Paris.
Existe no palácio uma "biblioteca loja" e uma "garrafeira" (situada numa sala de artilharia, na parte de trás do Palais des Papes). Ambos são espaços onde a entrada é livre.

### Manifestações culturais

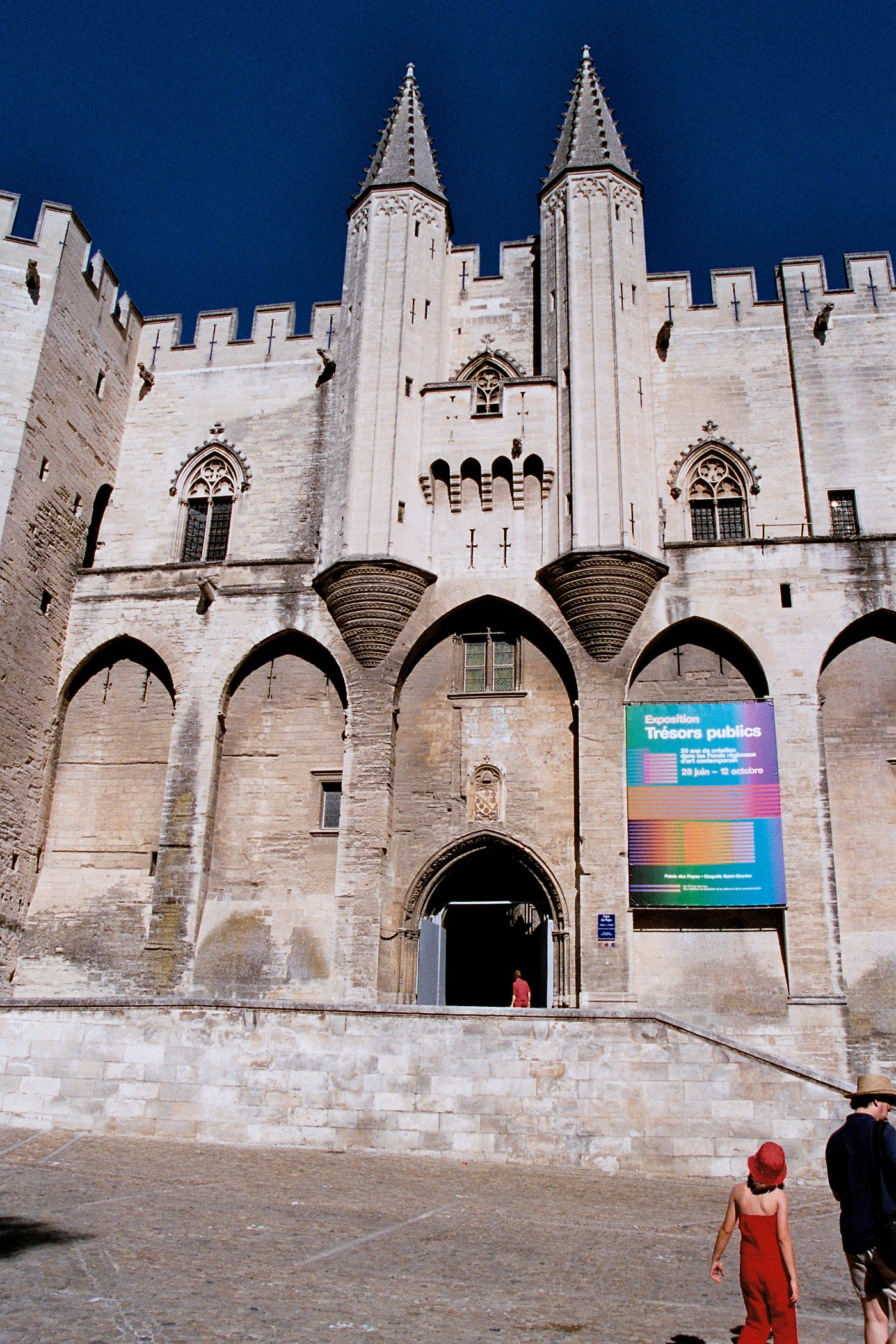
Em 2003, o Palais des Papes acolheu a exposição Trésors publics, dos fundos regionais de arte contemporânea, sobordinado ao tema Esprits des lieux.

O lugar, a par da sua dimensão, das suas qualidades arquitectónicas e do ambiente que proporciona, serve regularmente para exposições. A primeira exposição importante esteve patente entre 27 de Junho e 30 de Setembro de 1947. Teve lugar na Grande Capela por iniciativa de René Char. tratava-se duma "Exposição de Pinturas e Esculturas Contemporâneas" organizada por Yvonne Zervos e foi o ponto de partida do que sse tornaria o Festival de Avinhão sob o impulso de Jean Vilar. Um catálogo de 92 páginas foi editado nessa ocasião.
A segunda desenrolou-se por ocasião dos centenários pontifícios 1352-1952. O palácio acolheu uma "Exposição de Arte Sagrada e de Arte Popular: História do Palais des Papes". Também foi editada, então, uma plaqueta.
Uma primeira exposição de Picasso foi apresentada entre Maio e Outubro de 1970. Foi seguida por uma segunda que se desenrolou entre 23 de Maio e 23 de Setembro de 1973 e que compreendia 201 pinturas. Nesta ocasião foi editada, pela Rulliére-Libeccio d'Avignon em colaboração com a Galeria Louise Leiris, uma obra em 236 páginas intitulada "Photographies en noir et en couleurs: Mario Atzinger" ("Fotografias a negro e em cores: Mario Atxinger") e prefaciada por René Char. A exposição Picasso, que se devia tornar permanente, teve fim em 1976 na sequência dum roubo.
Por ocasião do XXXII Festival de Avinhão, o Palais des Papes consaghrou, de 20 de Junho a 10 de Setembro de 1978, uma retrospectiva de Fernand Mourlot e aos seus ateliers de litógrafo. Intitulada "Cinquante années de lithographie" ("Cinquenta Anos de Litografia"), esta exposição serviu de ocasião para o artista editar um folheto de 55 páginas com as suas obras expostas.
No ano seguinte, sob a autoridade de Sylvain Gagnière, foi organizada uma exposição, entre 25 de Junho e 15 de Outubro, consagrada a Nicolas Mignard, apelidado de Mignard d'Avignon. Nesta ocasião foi publicado um catálogo de 174 páginas devido a Antoine Schnapper.
Em seguida, foram organizadas outras três exposições importantes, organizadas por Roland Aujard-Catot. A primeira foi uma retrspectiva do pintor Alfred Lesbros, de 25 de Setembro a 1 de Novembro de 1981. A segunda celebrou o centenário de Auguste Chabaud, de 28 de Setembro a 31 de Outubro de 1982. Depois, seis anos mais tarde, foi feita uma homenagem a Magnelli, aquando da exposição do centenário na Grande Capela do Palais des Papes, de 8 de Julho a 30 de Setembro de 1988.
Foi em 1990 que Avinhão e o seu festival renderam homenagem a René Char através duma exposição organizada por Marie-Claude Char e intitulada "René Char : faire du chemin avec…" ("René Char: fazer caminho com…". Foi editado um catálogo de 325 páginas que cita a famosa frase de Jean Vilar a propósito do seu amigo: "O Festival é uma ideia de poeta".
A exposição sobre Catarina de Siena na Grande Capela do palácio, em 1992, marca uma virgem com a internacionalização dos temas. Organizada por Esther Moench, Christian e M. Loury, permitiu a edição dum catálogo. Cinco anos mais tarde, de 14 de Junho a 28 de Setembro de 1997, deu-se uma exposição conjunta entre o Palais des Papes e o Petit Palais de Avinhão que foi consagrada às "Histoires tissées" ("Histórias tecidas"). Odile Blanc, para o Palais des Papes, reservou o tema de "La légende de Saint-Étienne" ("A lenda de Santo Étienne"), enquanto que Sophie Lagabrielle e Esther Moench, para o Museu do Petit Palais, escolheram o dos "Brocarts célestes" ("Brocados Celestes"). No ano seguinte, foi a vez de "Trésors d'horlogerie" ("Tesouros da Relojoaria"), exposição organizada por Catherine Cardinal e Dominique Vingtain, que esteve patente nas salas do palácio de 30 de Maio a 27 de Setembro de 1998.
Com "Passages d'une rive à l'autre" ("Passagens duma margem à outra"), o tema da exposição, que esteve aberta entre Junho de 2000 e Abril de 2001, debruçou-se tanto sobre a parte local, com a posição de Avinhão e Villeneuve-lès-Avignon face a face sobre as duas margens do Ródano, como também sobre uma especificidade internacional, estando Avinhão em "Terra do Império" e Villeneuve em "Terra de França". Esta mostra foi organizada por Françoise Chauzat, Jean-Pierre Locci e Catherine Reversac com a participação dos Arquivos departamentais de Vaucluse.
O tema inicial das exposições de Arte Contemporânea nunca foi esquecido, pelo que dois anos mais tarde, no quadro das celebrações por toda a França dos vinte anos de criação dos fundos regionais de arte contemporânea, o palácio acolheu, de 28 de Junho a 12 de Outubro de 2003, uma exposição consagrada ao 'Esprit des Lieux ("Espírito dos Lugares") que propunha um "percurso articulado em torno das principais reflexões da arte" sobre esses trinta últimos anos.
A exposição sobre "Saints de Byzance: icônes grecques de Veroia XIe ‑ XVIIe siècle" (Santos de Bizâncio: ícones gregos de Veroia séculos XI-XVII") foi fruto duma estreita colaboração internacional entre o Palais des Papes e organizações helénicas. Esta 11ª Ephoreia Vyzantinōn Archaiotētōn, que abriu as portas de 3 de Dezembro de 2004 a 2 de Abril de 2005, teve como comisários Jenny Albani e Andreas Nikolaidēs, que fizeram publicar o seu catálogo pelas Edições I. Sideris.
Mas estas exposições podem tocar a arte nas suas formas mais variadas e é assim que, em 2008, foram organizadas várias exposições, entre as quais uma sobre os trajos de cena de Jean Vilar entre 1947 e 1963.

### Nascimento do festival
A mais conhecida das suas manifestações culturais é o Festival de Avinhão, cujo Cour d'honneur do palácio é o lugar emblemático. No contexto duma exposição de arte moderna que haviam organizado na Grande Capela do palácio, o crítico de arte Christian Zervos e o poeta René Char encomendaram a Jean Vilar, actor, encenador e director de teatro, uma representação da peça Meurtre dans la cathédrale ("Assassínio na Catedral"), que ele havia criado em 1945. Depois de ter recusado, Vilar propôs-lhes três criações: A tragédia do Rei Ricardo II, de Shakespeare, uma peça desconhecida em França, La Terrasse de midi, de Maurice Clavel, autor então desconhecido, e L'Histoire de Tobie et de Sara, de Paul Claudel.
Após concordância da municipalidade, o Cour d'honneur do Palais des Papes foi arranjado e cncretizou-se Une semaine d'Art en Avignon ("Uma semana de arte em Avinhão") de 4 a 10 de Setembro de 1947. Teve 4800 espectadores, dos quais 2900 pagaram a entrada, os quais assistiram, em três lugares, (o cour d'honneur do Palais des Papes, o teatro municipal e o Pomar de Urbano V), a sete representações de três criações.
Jean Vilar reressou no ano seguinte para uma Semaine d'art dramatique (Semana de arte dramática), com a repetição de "A Tragédia do Rei Ricardo II e as criações de La Mort de Danton, de Georg Büchner, e Shéhérazade, de Jules Supervielle, todas as três metidas em cena por ele. Formou-se, então, uma trupe de actores que se passou a reunir um público cada vez mais numeroso e fiel ano após ano.
O sucesso foi crescente. Em 1980, Paul Puaux, tornado director a seguir a Vilar, instalou-se na Maison Jean-Vilar, e Bernard Faivre d’Arcier substitui-o na direcção do festival, que se tornou, nesse mesmo ano, uma associação regida pela lei de 1901. O festival acabava de se profissionalizar.[carece de fontes?]

### Sede dos arquivos departamentais
Os Arquivos Departamentais de Vaucluse também estão albergados numa parte do palácio, próximo da Catedral de Notre-Dame des Doms.
Os locais anexos aos dos arquivos departamentais abrigam, igualmente, o Cenro de Pesquisas sobre o Papado de Avinhão, organismo sob a tutela da Escola Francesa de Roma, em colaboração com o Instituto de Pesquisa e História dos Textos.[carece de fontes?]

### Centro Internacional de Congressos
O Palais des Papes alberga, actualmente, um Centro Internacional de Congressos que foi criado em 1976 no enquadramento monumental do palácio e, desde então, acolhe um grande número de manifestações.
Duas alas do palácio, a ocidental e a do conclave (também chamada "ala dos Grandes Dignitários") estão atualmente dotadas de salas reorganizadas para congressos, colóquios, reuniões de 10 a 550 pessoas. No total, dz salas e acolhimento e de trabalho, às quais se juntam as salas de prestígio do Grand Tinel (400 pessoas) e da Grande Audiência (700 pessoas), situadas habitualmente no circuito de visita do monumento e que só podem ser utilizadas como complemento das salas de reunião para organização de cocktails, jantares de gala ou, ainda, exposições. Ainda se junta o terraço dito "dos Grandes Dignitários" que foi construído entre 1345 e 1347. Por fim, sem estar dentro do palácio mas sim situado no bordo exterior, escavado no rochedo, como limite do jardim dos Doms, existe o espaço Jeanne-Laurent.

## Elementos arquitectónicos
Devido ao seu tamanho, cerca de 15.000 metros quadrados de superfície, o Palais des Papes é o mais importante conjunto gótico do mundo. Além do seu tamanho, numerosos dos seus elementos arquitectónicos merecem uma atenção particular… É por esse motivo que, quando Viollet-le-Duc redigiu o seu Dictionnaire raisonné de l'architecture française du XIe au XVIe siècle ("Dicionário fundamentado da arquitectura francesa do século XI ao século XVI"), várias passagens falam do palácio.

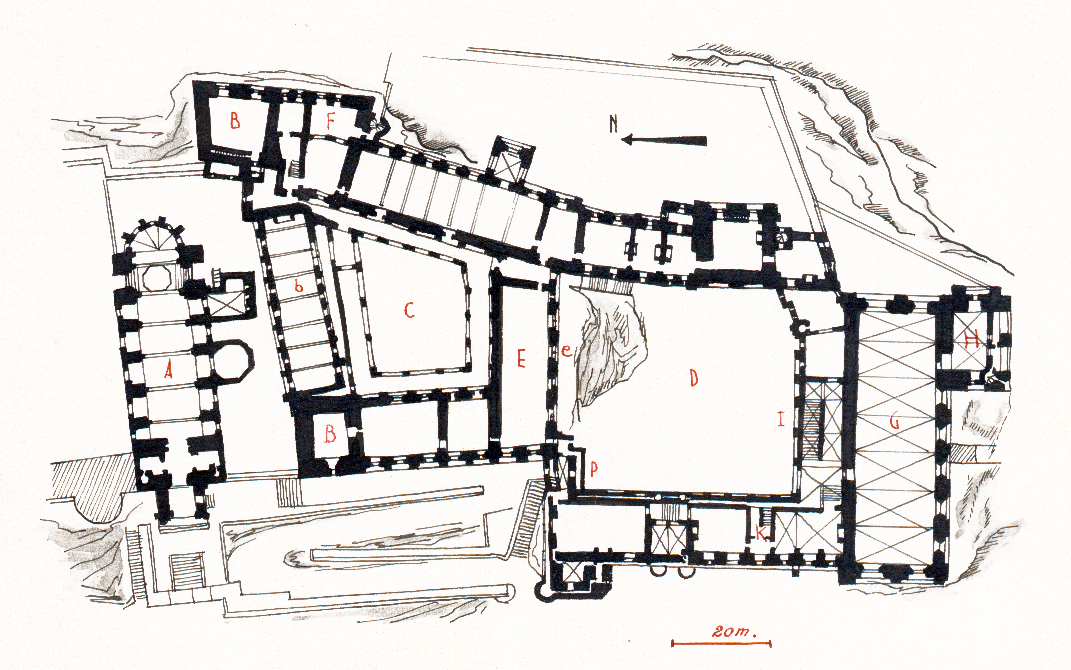
Planta do Palais des Papes de Avinhão

'A, Igreja de Notre-Dame des Doms, restabelecida na sua forma primitiva e antes do acréscimo das capelas.

B & H, torres

b, corps de logis com a sala de fenstins ao lado

C, pátio do claustro

D, cour d'honneur

e, mata-cães defendendo o edifício E

G, grande sala inteiramente abobadada que servia de capela.

I, escadaria de honra dando acesso à capela e aos apartamentos dos corps de logis a ocidente e a levante

K, escadaria de acesso a um corredor de serviço que se estende ao longo das salas da ala ocidental e comunica com as defesas superiores pelas escadas em caracol L, situadas por cima da poterna P, e leva à ala ocidental em comunicação com a logis E.

F, as grandes cozinhas (primeiro andar).

### A fachada oeste

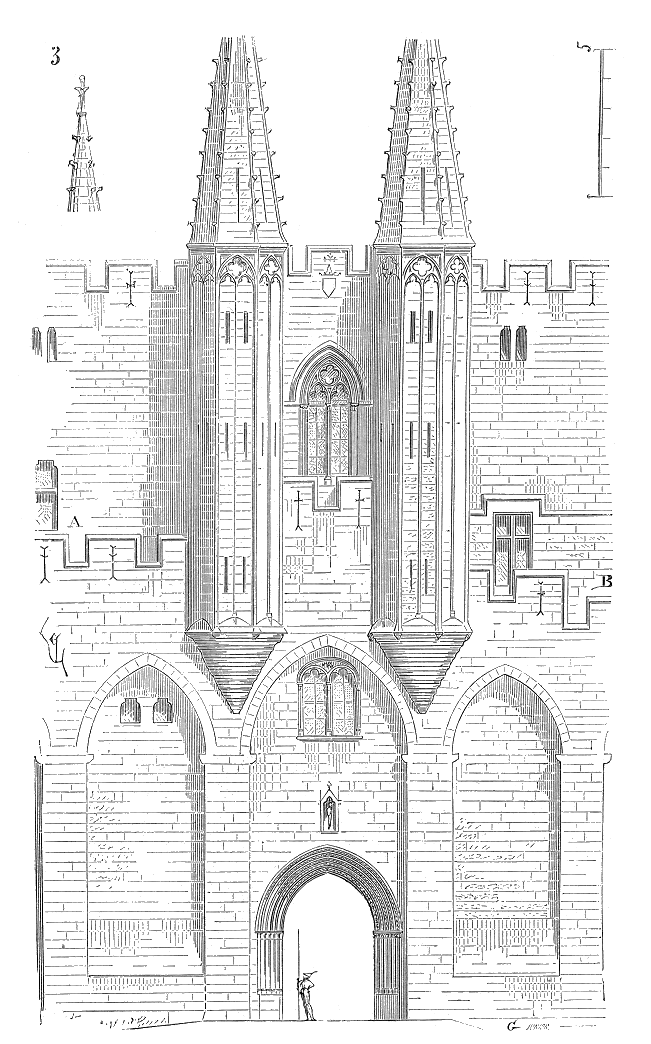
A porta principal do Palais des Papes no início do século XIX, por Viollet-le-Duc

No seu tomo IX do Dictionnaire raisonné de l'architecture française du XIe au XVIe siècle, Viollet-le-Duc descreve a porta principal do Palais des Papes:

(…) flanqueada por duas verdadeiras torretas, cuja disposição merece atenção. Esta fachada compõe-se dum conjunto de arcos perfurados por mata-cães à altura de 15 metros acima do solo e portando um caminho de ronda ameado, atrás do qual o muro de face se eleva até aos desvãos e leva uma segunda ameia. As duas torretas da porta assentam, em carga de pilha, sobre dois pilares, arcos formando mata-cães, e aproveitando a saliência do caminho de ronda para se elevar até à ameia superior; elas flanqueiam, assim, os dois caminhos de ronda inferiores A e B e juntam-se às defesas da porta. As pirâmides de coroação destas duas torretas eram de pedra e coroadas por colchetes. Observa-se que os fundos-de-lâmpada que os suportam estão num plano circular, enquanto que as torretas estão. elas próprias, traçadas num plano octogonal, com nervuras salientes nos ângulos e no meio das faces do prisma. Esya disposição não era rara durante o século XV.
Quando se compara a arquitectura em torno da porta entre a versão actual e a versão descrita por Viollet-le-Duc, podem notar-se as diferenças. Uma parte dessas são, porém, explicadas por si próprias numa nota de fundo de página que faz referência aos dois caminhos de ronda:
A parte superior dessas torretas ainda estava intacta no começo do século; a obra foi arrasada ao nível do caminho de ronda depois disso, mas existem desenhos e quadros, na biblioteca de Avinhão, que permitem restabelecê-la na sua integridade.

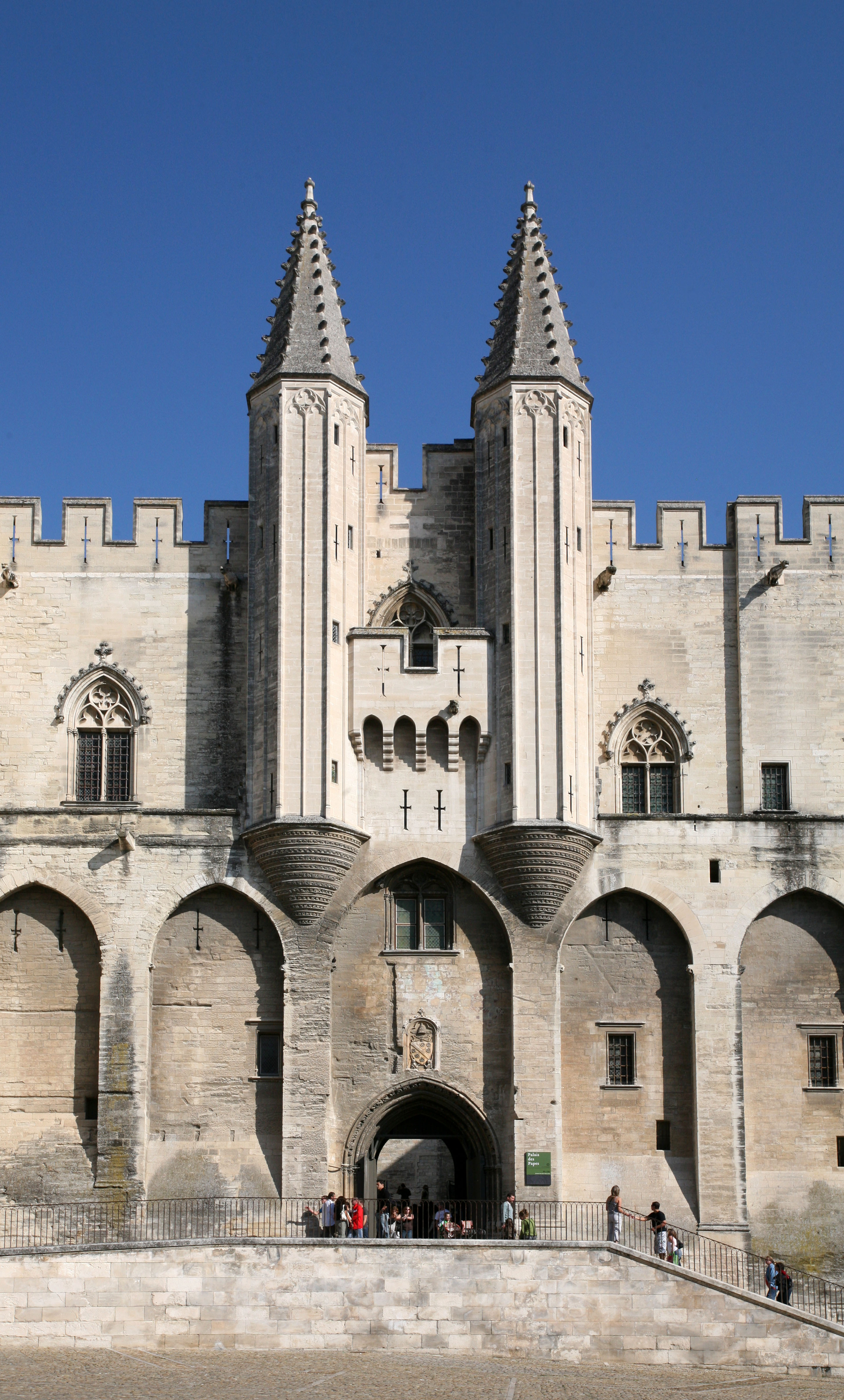
Fachada do Palais des Papes, 2008

As outras diferenças devem-se à reconstrução da fachada depois da evacuação dos lugares pelos militares no século XX. Viollet-le-Duc explica-nos, assim, um outro ponto importante da arquitectura do Palais des Papes, não somente referentes à porta principal, mas ao conjunto dos muros de cintura:

Se a cintura de Avinhão não passava duma defesa de segunda ou terceira ordem, o castelo, residência dos papas durante o século XIV, era uma formidável cidadela, podendo, por causa da sua estabilidade, da sua extensão e da altura das suas torres, suportar um longo cerco. Também lá as torres são quadradas, mas duma espessura e duma elevação tais que podiam desafiar a minagem e os projécteis lançados pelos engenhos usados então; estavam coroadas por parapeitos e mata-cães em pedra apoiadas sobre mísulas. Quanto aos mata-cães dos muros, compõem-se dum conjunto de arcos em terceiro-ponto deixando entre eles e o paramento exterior um espaço vazio próprio para lançar pedras ou quaisquer outros projécteis.
O papel de praça forte do palácio era então, segundo ele, incontestável. Entretanto, no tomo VI, preocupa-se em precisar:

Vêm-se no Palais des Papes, em Avinhão, mata-cães obtidos ao meio de grandes arcos que repousam sobre contra-fortes. Esses mata-cães providenciam longas ranhuras pelas quais se podem lançar não somente pedras, mas peças de madeira; tinham o inconveniente de não bater a frente desses contra-fortes e de deixar, assim, pontos acessíveis aos assaltantes. Este sistema tem sido pouco utilizado pelos arquitectos militares das províncias do norte; esses adoptaram, de preferência, o sistema de mata-cães contínuos. Com efeito, é semopre nas obras dos arquitectos setentrionais que é preciso procurar as defesas mais sérias; muitas fortificações do midi da França e da Itália parecem feitas mais para impressionar os olhos que para opôr um obstáculo formidável aos assaltantes, e nesses países, os mata-cães são, muitas vezes, uma decoração, não um ponto de defesa eficaz.
Isto ilustra claramente que o propósito do palácio não era unicamente a protecção, mas que o aparato tinha tomado igualmente o seu lugar.

### As torres

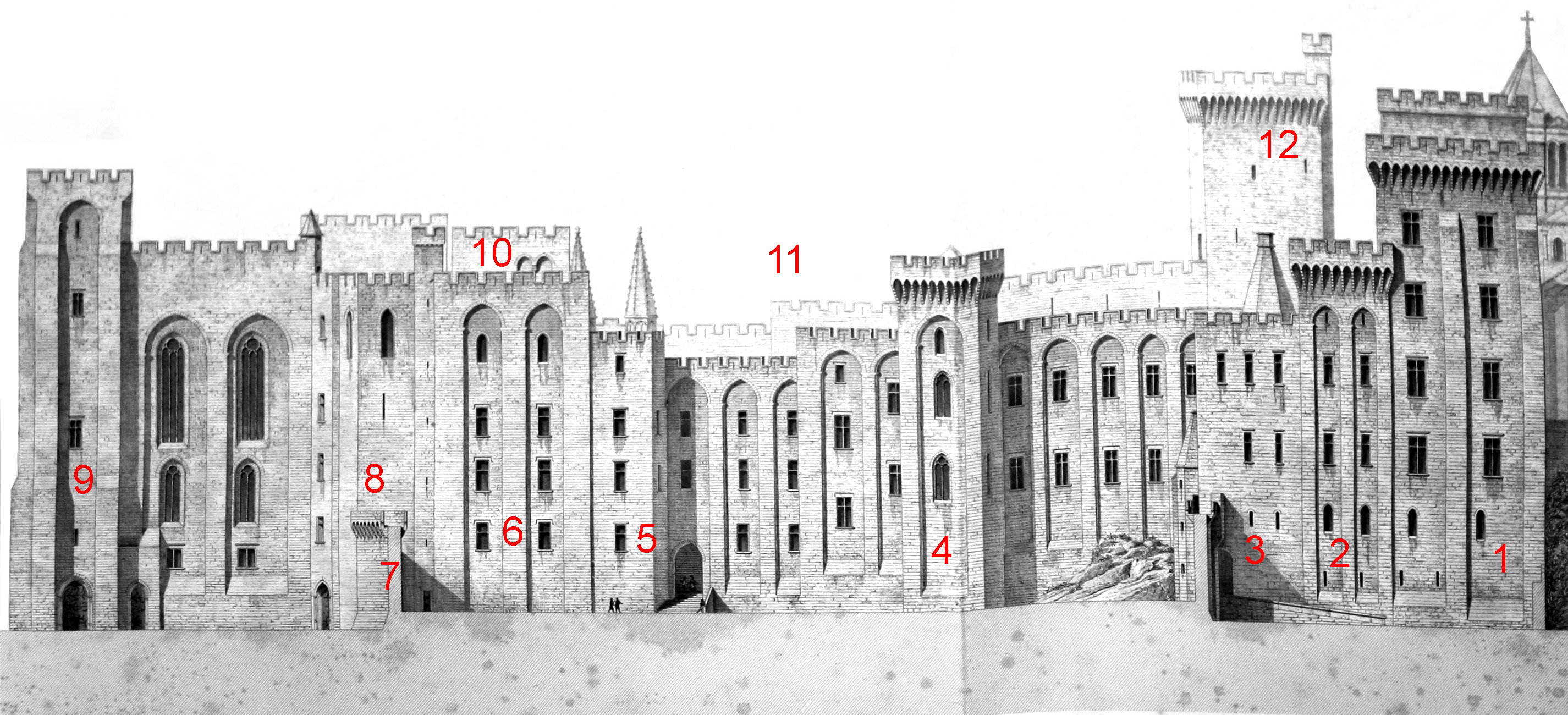
O Palais des Papes visto de leste e as suas torres
1- Torre de Trouillas
2- Torre das Latrinas ou da Geladeira
3- Torre das Cozinhas
4- Torre de São João
5- Torre do Estudo
6- Torre dos Anjos ou Torre do Papa
7- Torre do Jardim
8- Torre do Guarda-Roupa
9- Torre de São Lourenço
10- Torre da Gache (atrás)
11- Torre de Ângulo ou dos Grandes Dignitários (abaixo)
12- Torre da Campane

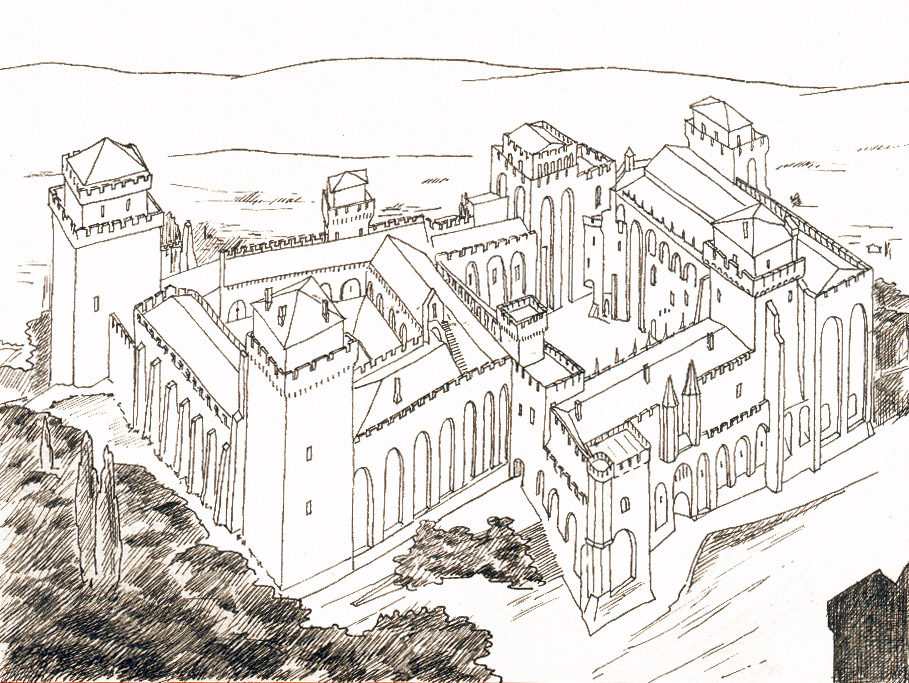
Vista aérea do palácio

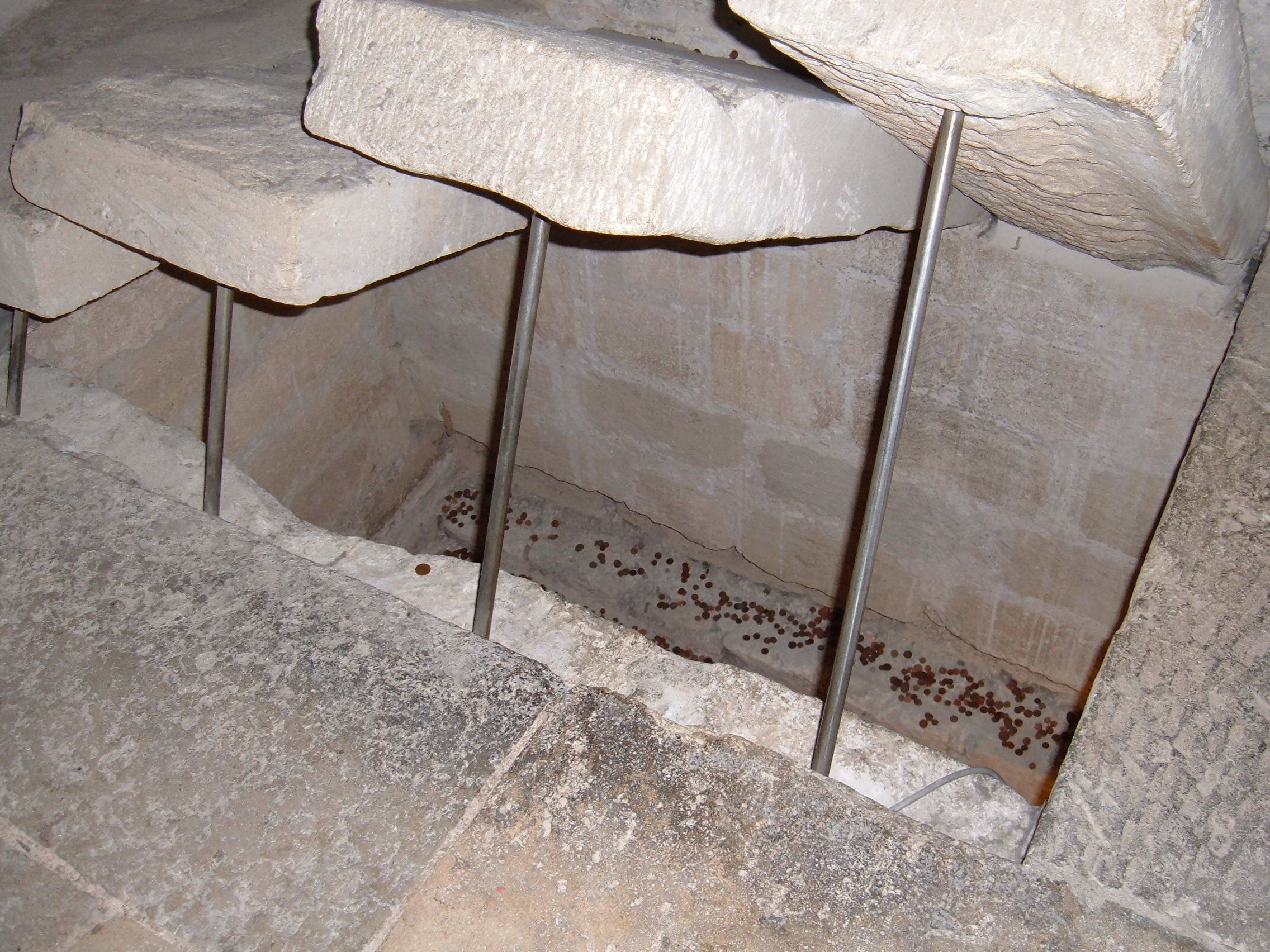
Entrada da Sala do Tesouro para o Apartamento do Camareiro

O Palais des Papes possui doze torres, que são:
- A Torre de Trouillas (dito por outras palavras, "a Torre da Grande Prensa", do provençal truel).[213] Verdadeira torre de menagem, ocupa o ângulo nordeste do palácio e possui um tecto-terraço.[214] Inicialmente, tinha uma altura de 60 metros.[215] A torre conta com um rés-do-chão e cinco andares. Na sala baixa, que comunica com o claustro, foi encarcerado Cola di Rienzo, durante treze meses, sob o pontificado de Clemente VI.[216] A sua função de defesa é confirmada pela espessura das suas paredes, até 4,50 metros, e pelas afectações dos seus andares: quartos de sargentos de armas e de artilharia.[217]
- Situada a sul e directamente acoplada á Torre de Trouillas, fica a Torre das Latrinas, ou Torre da Geladeira.[218] A sua primeira denominação data da época de residência dos papas. Tinha dois andares de latrinas que correspondiam com as duas galerias do claustro. A sua fossa era irrigada por uma recuperação das águas pluviais a partir do claustro e correspondia com o grande esgoto das cozinhas antes de se lançar no Durançole e no Ródano. Esta fossa serviu de geladeira nos tempos dos vice-legados e este nome ficou-lhe depois do massacre de Outubro de 1791. No cimo da torre encontrava-se o alojamento do Capitão do palácio.[217]
- A Torre das Cozinhas, também ela na parte nordeste do palácio, fica a sul e directamente acoplada à Torre das latrinas. Carrega este nome, simplesmente, porque abrigava as antigas cozinhas.
- A Torre de São João. Situada na fachada leste, esta pequena construção ameada, de base quadrada, também é chamada de Torre das Capelas. Com efeito, além da Capela de São João, reservada aos altos dignitários admitidos no Consistório,[219] também abriga a Capela de São Marçal, reservada ao papa e acessível a partir do Grande Tinel.[220]
- A Torre do Estudo. Também na fachada leste, ao nível dos apartamentos privados. Era a mais próxima da "Roma", hoje destruída.
- A Torre dos Anjos, ou Torre do Papa, fica ainda mais a sul da fachada leste. Coberta por um terraço rodeado por um parapeito ameado e encimado por um châtelet, foi anteriormente chamada de Grande Torre ou Torre do Tesouro.[221] Apesar da sua ocupação pelos militares, é uma das torres mais bem conservadas do palácio. Servia para abrigar o "Quarto do Papa" Bento XII, com ramos de folhagem pintados a têmpera, sobre os quais estão pousadas aves,[222] assim como a sua "Biblioteca" e as salas do "Tesouro Alto" e do "Tesouro Baixo".[223] Antiga extremidade sul do velho palácio de Bento XII, a sua segunda vocação foi a de ser uma torre de defesa. As suas paredes, com espessura de três metros, são reforçadas nos ângulos e no meio por contrafortes. O quinto andar da torre estava afecto aos sargentos de armas que formavam a guarda do palácio.[224]
- A Torre do Jardim está, actualmente, separada do palácio, dentro do jardim a leste do Palais des Papes. Estava situada a leste da "Roma" (hoje desaparecida).
- A Torre do Guarda-Roupa é uma construção do palácio novo de Clemente VI directamente acoplada à parte sul da Torre dos Anjos.
- A Torre de São Lourenço. Situada na esquina da Praça da Mirande com a Rua Peyrolerie, na parte sudeste do palácio, foi acrescentada sob o pontificado de Inocêncio VI. Destinada à defesa, ainda se podem ver as ranhuras e colchetes das suas grades.[225] Composta por seis níveis, assegurava a protecção do ângulo sudeste do palácio. Os cardeais envergavam aqui as suas vestimentas sacerdotais, o que lhe valeu o nome de vestiário. Mais tarde, nos séculos XVII e XVIII, tornou-se na sede do Auditor Geral, presidente da Rote.[226]
- A Torre da Gache (este nome vem-lhe do provençal agachoun,[227] porque servia de torre de observação[228]), situa-se entre a porta dos champeaux e a Grande Audiência, na parte sudoeste do palácio. Do alto desta torre de observação, domina-se, com som de trombeta, o toque de recolher, advertindo os habitantes em caso de incêndio ou de alarme.[229] Na sala do rés-do-chão dava-se, na época dos papas, a audiência dos contraditos, ou pequena audiência.[230] A sede deste tribunal, ligada à chancelaria, foi transformada, no início do século XVIII, em arsenal. É desta época que data a decoração em grisaille da sua abóbada.[231]
- A Torre de Ângulo, ou Torre dos Grandes Dignitários porque se situa no prolongamento da Ala dos Grandes Dignitários, fica situada na esquina sudoeste do palácio novo.
- A Torre da Campane (o provençal campana designa um sino[232]), fazia de contraponto à Torre de Trouillas e protegia a face norte do palácio. Era lá que se alojava o Maître d'Hôtel do papa. Este acedia aos seus apartamentos pela galeria alta do claustro, que tinha sido decorada a têmpera por Matteo Giovanetti.[233]

### As salas principais
| Sala                   | m2  |
| Sala dos Guardas       | 170 |
| Câmara do Tesoureiro   | 170 |
| Cubiculaire            | 230 |
| Grand Tinel            | 480 |
| Sala do Conclave       | 72  |
| Padaria - Garrafeira   | 350 |
| Grande Adega Bento XII | 350 |
| Grande Audiência       | 820 |
| Galeria do Claustro    | 100 |

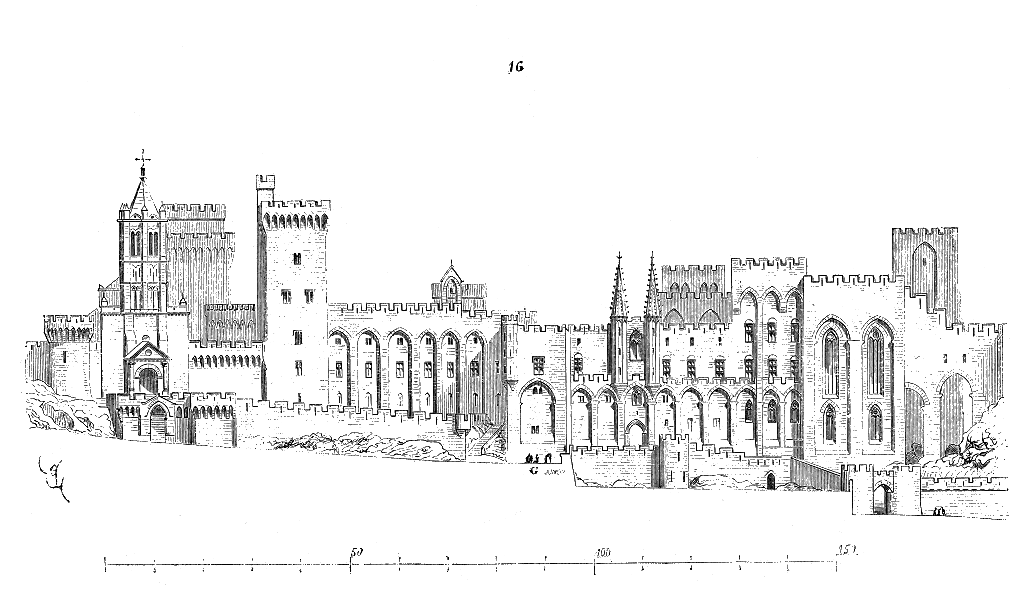
Vista geral de oeste

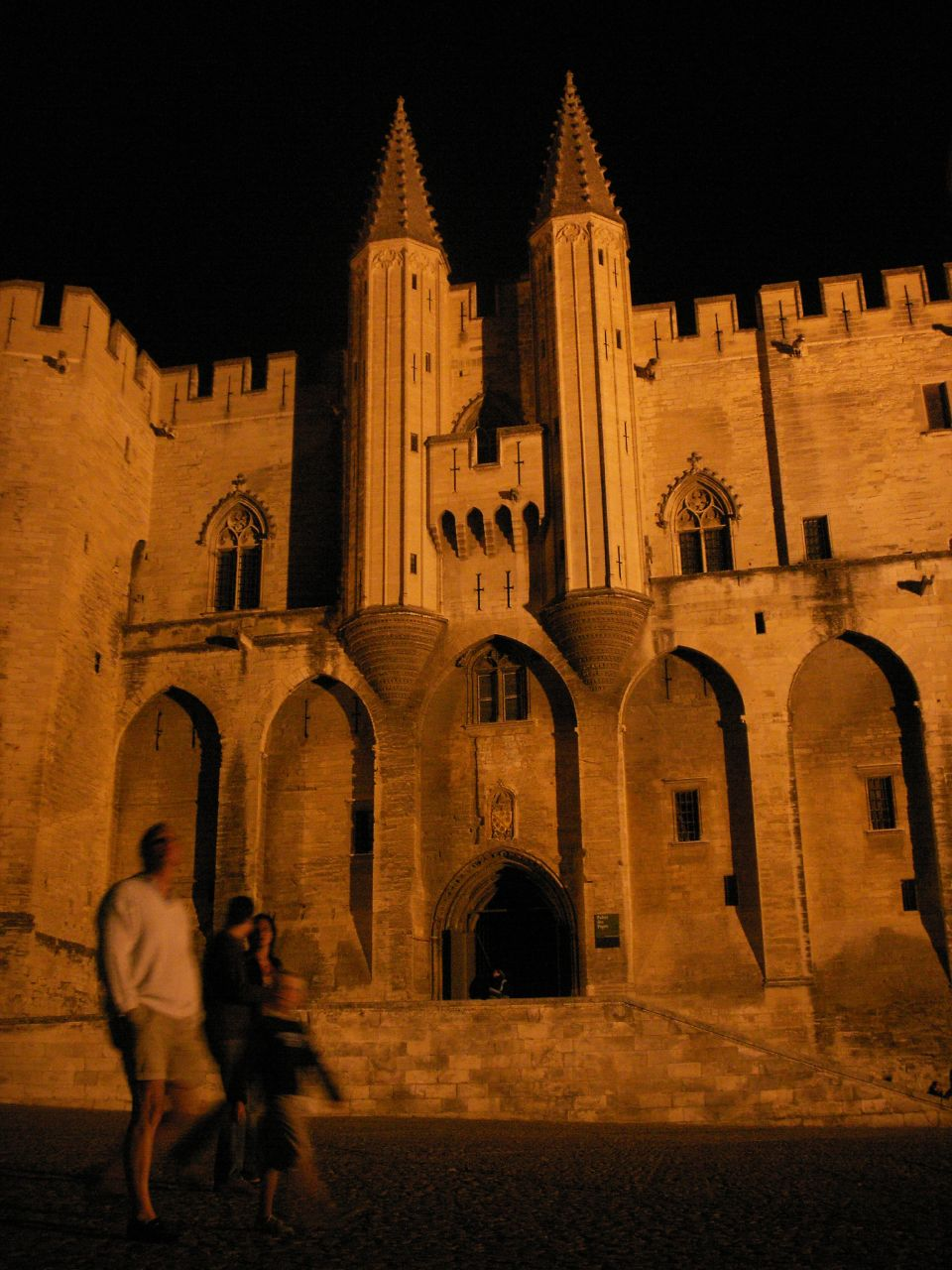
Entrada do Palais des Papes

A Sala dos Guardas está situada na Ala dos Grandes Dignitários. A divisão tem 17 metros por 10 compõe-se de dois vãos desiguais com abóbadas nervuradas. Acima dela, encontra-se a antiga Câmara do Tesoureiro. Com um tecto muito alto, possui várias portas e oferece ao seu ocupante uma agradável vista. A divisão chamada de Cubiculaire é uma das mais belas salas do palácio, tendo sido habitada pelo cubicular do papa, Bernard de Saint-Étienne. Situada por trás das duas torretas da fachada principal do palácio, onde tem uma janela, e por cima da Porta dos Champeaux, a sala tem 9,80 por 7,40 metros.
A Ala do Conclave possui a Sala do Conclave, que foi, antigamente, o apartamento dos hóspedes. Permaneceram ali o rei João, o bom, o imperador Carlos IV, Pedro IV, rei de Aragão, Luís II de Bourbon, e os duques de Orleães, de Berry e da Borgonha. Esta sala comunica com o Grand Tinel, que designa o antigo grande refeitório, ou sala de festins. Esta divisão, de proporções impressionantes, uma vez que possui um tecto muito alto e cobre 48 metros de comprimento por 10,25 de largura, também era utilizada aquando dos conclaves.
Abaixo da Sala do Conclave ficava a Padaria, grande divisão antigamente dividida em seis mais pequenas e que servia, na época, para a intendência e a confecção das refeições da corte (ou seja, mais de 300 refeições por dia) e o fornecimento de refeições aos pobres (distribuição de pão e vinho a 800 pobres por dia). Ainda abaixo, no nível mais baixo, ficava a Grande Adega (ou Grande Adega de Bento XII), antiga cave escavada, em 1337, no rochedo. Para se chegar lá, era necessário passar pela Galeria do Claustro.
Por fim, a Sala da Grande Audiência, ou Tribunal da Rota, obra-prima de Jean du Louvres, apelidado de Loubières, possui 52 metros de comprimento põe 16,80 de largura e 11 metros de altura. Está situada no lado oposto à Ala do Conclave em relação à Porta dos Champeaux. Aquando da morte de Clemente VI, Matteo Giovanetti realizou, na parede norte do seu vão oriental, nas suas duas abóbadas e na metade da parede leste, uma impressionante série de afrescos representando o "Juízo Final". Estas pinturas foram destruídas pelos militares em 1822.
Várias galerias permitem reunir as diferentes partes, entre as quais se encontram a Galeria do Conclave e a Galeria do Claustro.

### OStudiumde Clemente VI ou Câmara do Cervo

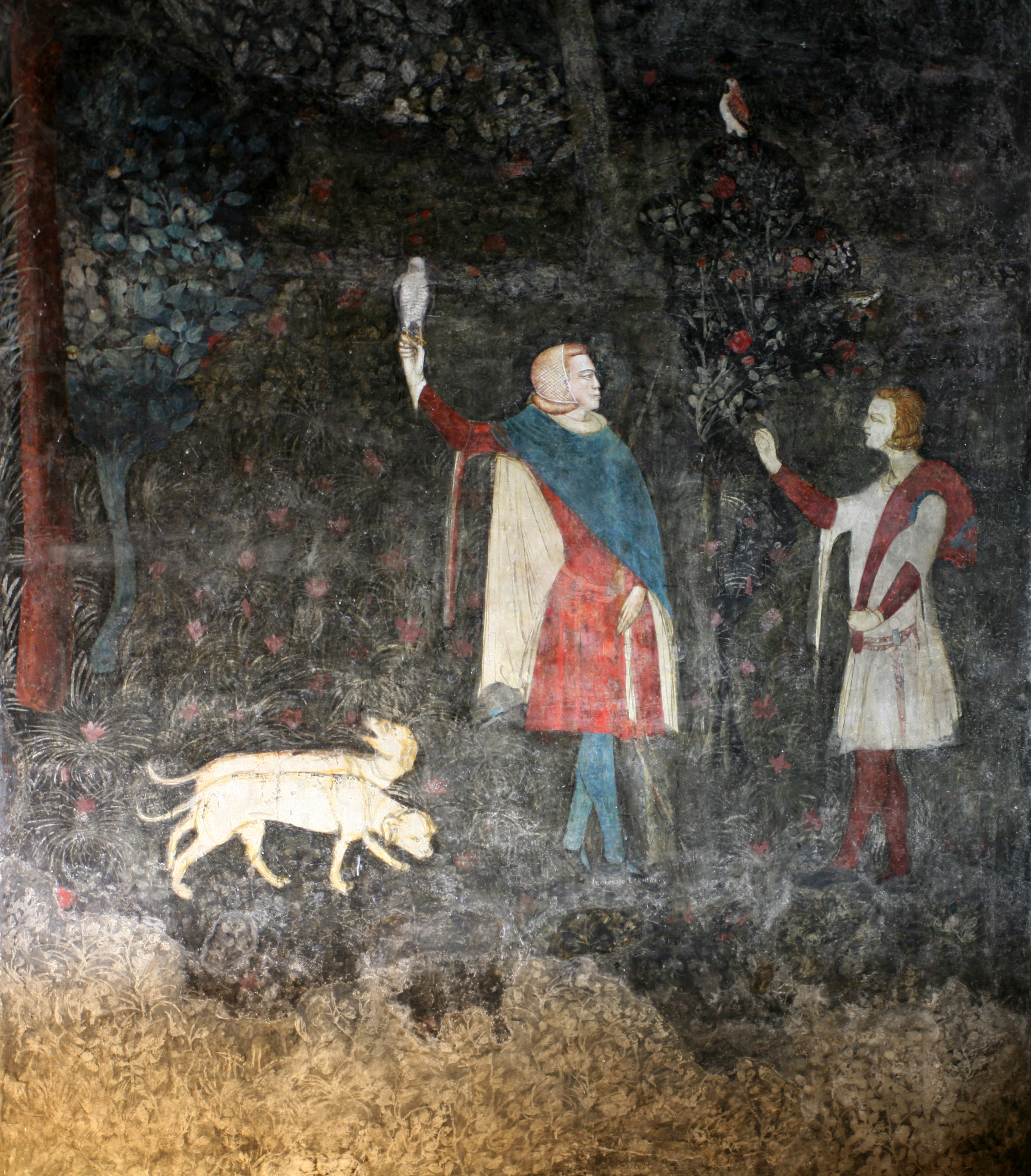
Os dois falconeiros da Câmara do Cervo

O Estúdio de Clemente VI, ou Câmara do Cervo, é uma das mais célebres salas do palácio graças à sua decoração excepcional. Este studium, ou sala de estudos, mandada fazer por Clemente VI, tomou muito tempo depois o nome de "Câmara do Cervo", por causa duma caçada pintada na sua parede ocidental. Infelizmente, aquando dum ordenamento desta sala nos tempos dos vice-legados, o cervo foi cortado pela instalação duma chaminé, não restando mais que os quartos traseiros.
Michel Laclotte foi um dos primeiros a sublinhar toda a inovação que representava a escolha do tema naturalista dos afrescos que decoravam o studium de Clemente VI. Este especialista da pintura do século XIV considera que:

A Câmara do Cervo é o primeiro conjunto mural sobrevivente, cujo tema silvestre foi interpretado com um naturalismo verdadeiro descritivo. Os temas profanos aparecem na decoração mural, em Itália e na França, desde o século XIII, mas aqueles que subsistem são frequentemente tratados com um espírito todo convencional. Aqui podemos encontrar, em vez disso, um verdadeiro sentido, ao mesmo tempo realista e poético, da natureza misteriorsa e abundante, monótono e diverso, ruidoso mas tranquilo.
Aquele autor conclui a sua análise com uma síntese da história da arte medieval tardia ou gótica internacional:

Diz-se que Clemente VI passou a primeira parte da sua vida na França. Será que se recordam as tapeçarias de Arras nos temas de verdura e caça que ele ali pôde admirar, que ele desejava uma decoração semelhante para o seu studium? É provável. Uma ideia francesa traduzida em língua italiana, as fortes concepções plásticas dos herdeiros de Giotto ao serviço do ideal cortês do Roman de la Rose, tal seria o feliz acordo concluido na Câmara do Cervo entre uma civilização e um estilo.
Embora o nome de Robin de Romans tenha sido avançado, o estado actual das pesquisas sobre o autor dos afrescos não permite conhecer o nome do, ou dos, pintores que trabalharam nesta sala. Dominique Vingtain, que foi conservadora do Palais des Papes, sustenta a intervenção de vários pintores fazendo parte dum atelier franco-italiano e colocados sob a direcção de Mateo Giovanetti, mas recusa os nomes de Robin de Romans, Pierre Resdol, Rico d'Arezzo ou Pietro de Viterbo.
Pelo contrário, considera que:

As pinturas da Câmara do Cervo testemunham a vontade de Clemente VI mandar realizar uma composição incomparável reveladora dum gosto novo por um naturalismo que não conhecia equivalente em Avinhão ou noutro lugar.
Para ela, a escolha da iconografia revela, muito provavelmente, o patrocinador e a sua vontade de se presentear, através das cenas de caça, como um senhor. Isto é o que já tinha sugerido o Dr. Gabriel Colombe, em 1933, a propósito das personagens representadas. Ele considerava, nomeadamente, que o falcoeiro e o seu filho só podiam ser parentes do papa, vendo no adulto o retrato de Guillaume II Roger de Beaufort, irmão do papa, e no adolescente que lhe faz face, o do seu filho Guillaume III, futuro Visconde de Turenne.

### As capelas

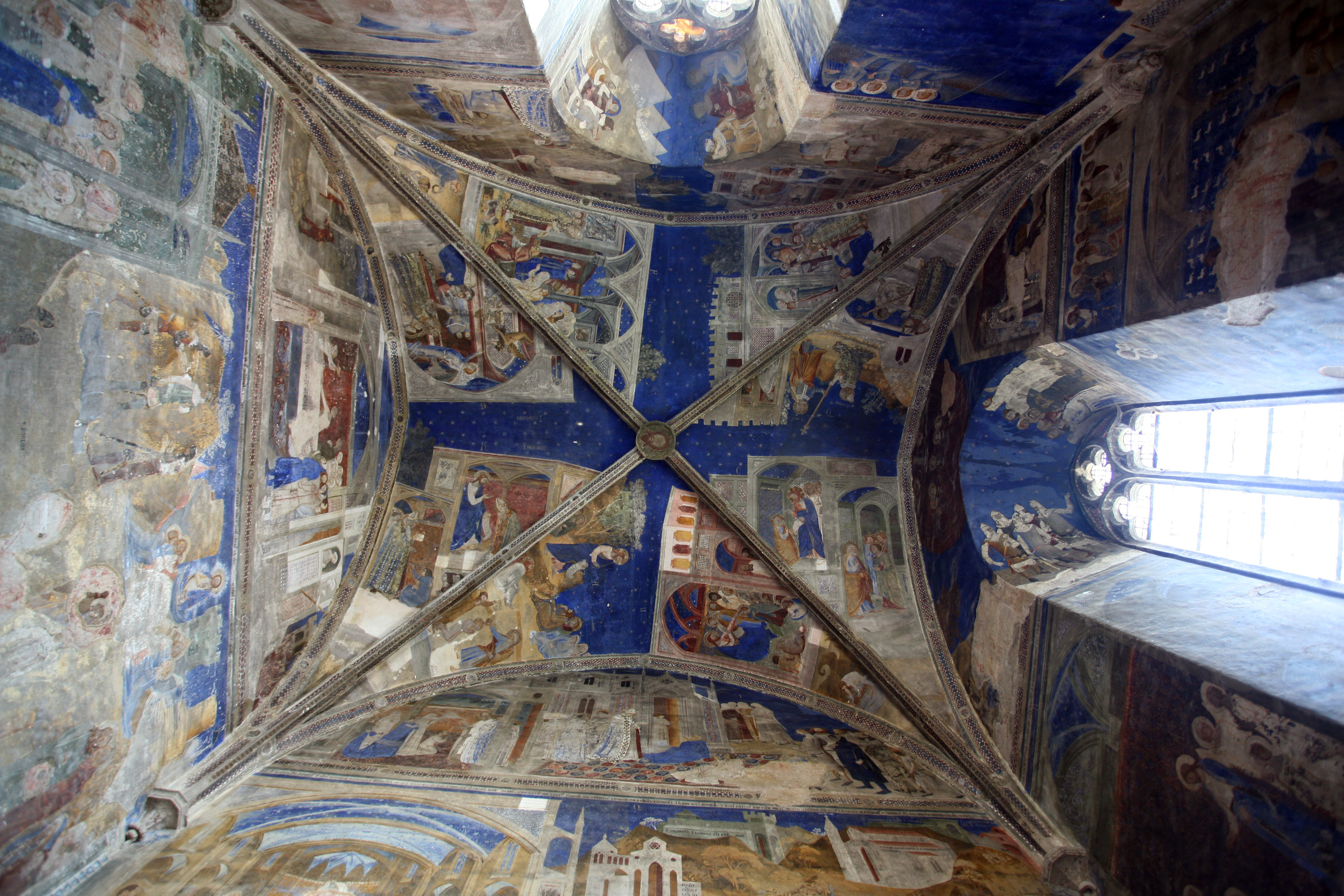
Tecto da Capela de São Marçal

Situada no segundo andar da Torre de São João, a Capela de São Marçal reconstitui pelas suas pinturas os pontos fortes da vida de São Marçal. Foi realizada por Matteo Giovanetti entre 1344 e 1345. O sentido de leitura das suas cenas desenvolve-se de cima para baixo.
As secções das abóbadas desta capela são ilustradas por treze cenas do início da vida de São Marçal: o seu reencontro com o ensinamento de Cristo quando era jovem; o seu baptismo; a pregação de Cristo; a pesca; a aparição de Cristo a São Pedro e o seu pedido de enviar Marçal a evangelizar a Gália; o envio de Marçal com dois companheiros à Gália; a entrega do bastão pastoral de São Pedro a Marçal; a ressurreição do Austricliniano durante a qual Marcial impõe o bastão de São Pedro à morte; a cura da filha de Arnulfus; a ressurreição do filho de Nerva; o baptismo do povo de Toulx; o milagre de Ahun e a cura do paralítico.
O registo superior continua com sete outras cenas em quatro painéis: a ressureição de André e de Aureliano em Limoges; o martírio de Santa Valéria, a ascensão ao céu da sua alma e a Ressurreição do seu carrasco; o arrependimento honorável do Duque Étienne e a ressurreição de Hildeberto, um dos seus oficiais; a destruição dos ídolos em Bordéus, a cura de Sigisberto, Conde de Bordéus e a extinção do incêndio.

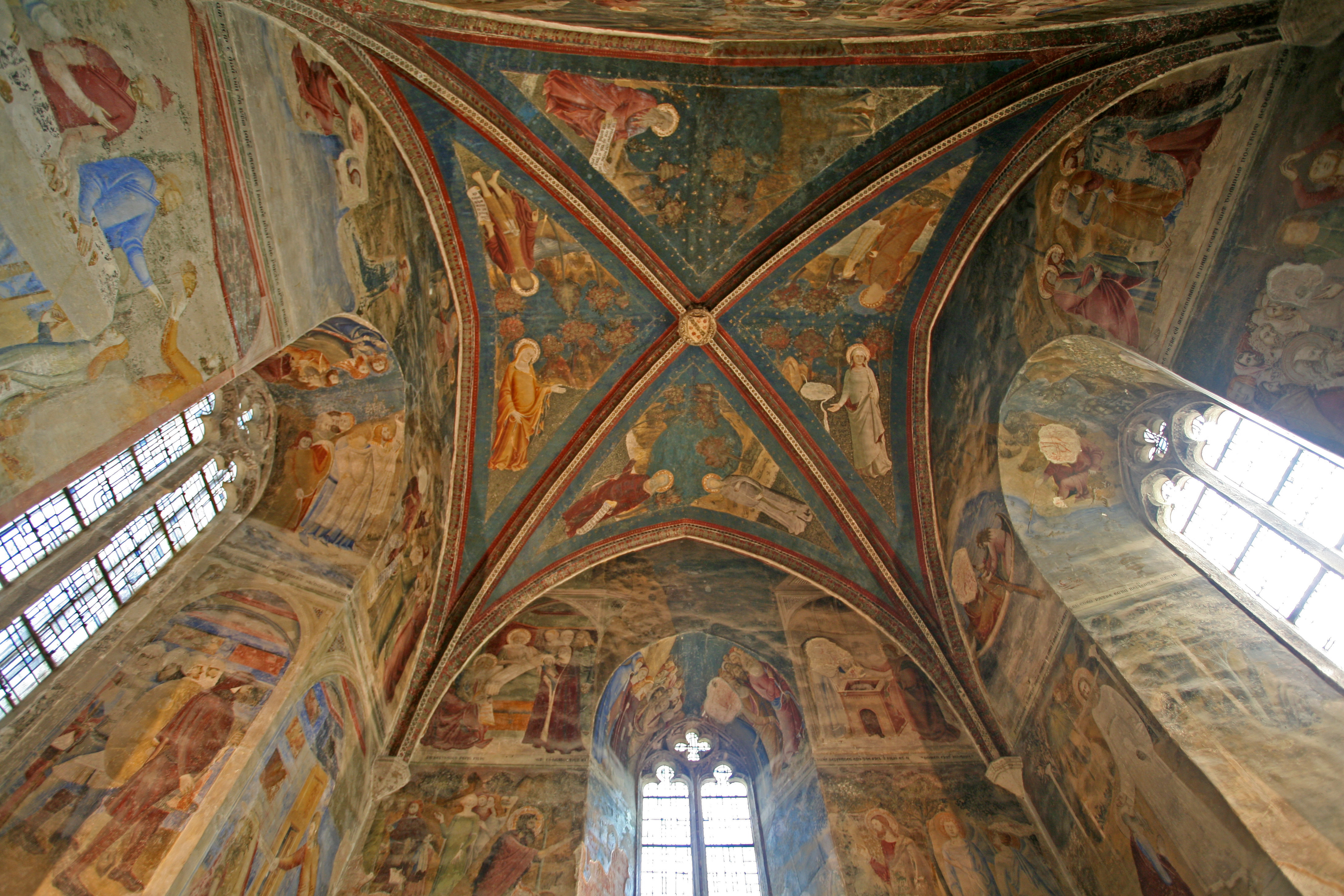
Tecto da Capela de São João

No registo mediano encontram-se nove outras cenas em quatro painéis: a aparição de Cristo a Marçal em Poitiers depois do martírio de São Pedro e São Paulo; a ordenação de São Aureliano e a criação de treze igrejas na Gália; a aparição de Cristo para anunciar a morte a Marçal; a oferenda feita a Marçal por Santa Valéria da sua cabeça cortada e por fim a sua morte; o cortejo fúnebre e a cura das doenças graças ao seu sudário. Este registo, estando mais próximo do solo e, portanto, mais facilmente acessível, está em menos bom estado de conservação que o resto. Por fim, o registo inferior, rente ao solo, está reservado a motivos em trompe-l'œil.

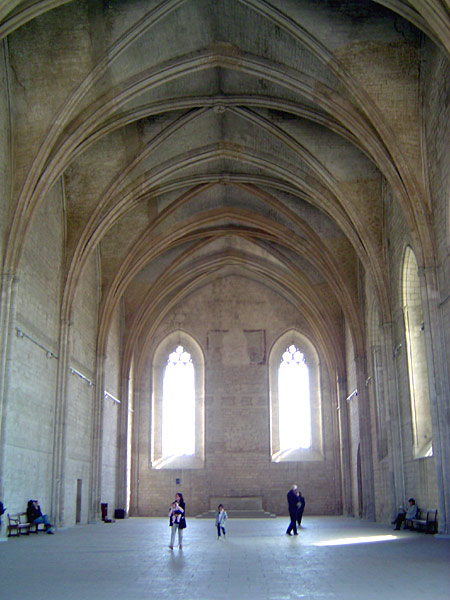
A Grande Capela, onde os papas de Avinhão oravam

De 1347 a 1348, Matteo Giovannetti ocupou-se da Capela de São João. Situada sob a Capela de São Marçal, esta última, com uma entrada a norte, é acessível a partir da Sala do Consistório, no mesmo plano com o claustro construído por Bento XII. Também ali, o sentido de leitura é efectuado de cima para baixo, mas tem duas histórias em paralelo; a de São João Baptista, a sul e leste, e a de São João Evangelista, a norte e oeste. A história propriamente dita só começa a partir do registo superior, estando as abóbadas dedicadas à apresentação de parentes dos dois santos. Para São João Baptista: Santa Isabel, sua mãe, São Zacarias, seu pai, e Santa Isméria, sua avó materna. Para São João Evangelista: Santa Maria Salomé, sua mãe, São Zebedeu, seu pai, e Santa Ana, sua avó materna. No total, com os dois santos, são apresentadas oito personagens nas abóbadas.
Os registos superiores e mediano retomam esta mesma divisão, enquanto o registo inferior, também aqui, está reservado a motivos em trompe-l'œil.
Edificada sob Clemente VI, a Grande Capela, dedicada aos apóstolos São Pedro e São Paulo, foi acabada depois de quatro anos de trabalhos. A sa nave é excepcional, com os seus 52 metros de comprimento por 15 de largura e 20 de altura. Duma qualidade arquitectónica muito superior à das duas "pequenas" capelas da Torre de São João, as primeiras pinturas das suas paredes datam, na realidade, do século XVI.
O acesso é feito por uma escadaria monumental, dita escadaria de honra. O seu conceptor, Jean du Louvres, optou por uma escadaria lanço sobre lanço, novidade que rompia totalmente com as escadarias em caracol e de lanço direito que tinham sido construídas até então. Foi terminada e paga ao arquitecto em Outubro de 1346. Dominique Vingtain, conservadora do palácio, considera que é uma estreia na arquitectura gótica:

Trata-se duma inovação arquitectónica para Avinhão, certamente, mas também para o resto da França.
O seu portal e o seu adro também são notáveis. Situado ao nível do Cour d'Honneur, é deste lugar que o pontífice dava a sua tripla bênção à multidão e onde lhe colocavam a tiara aquando da sua coroação pontifícia. Infelizmente, a ocupação do palácio pelos militares degradou o conjunto.

### Os pátios

#### O Pátio de Honra

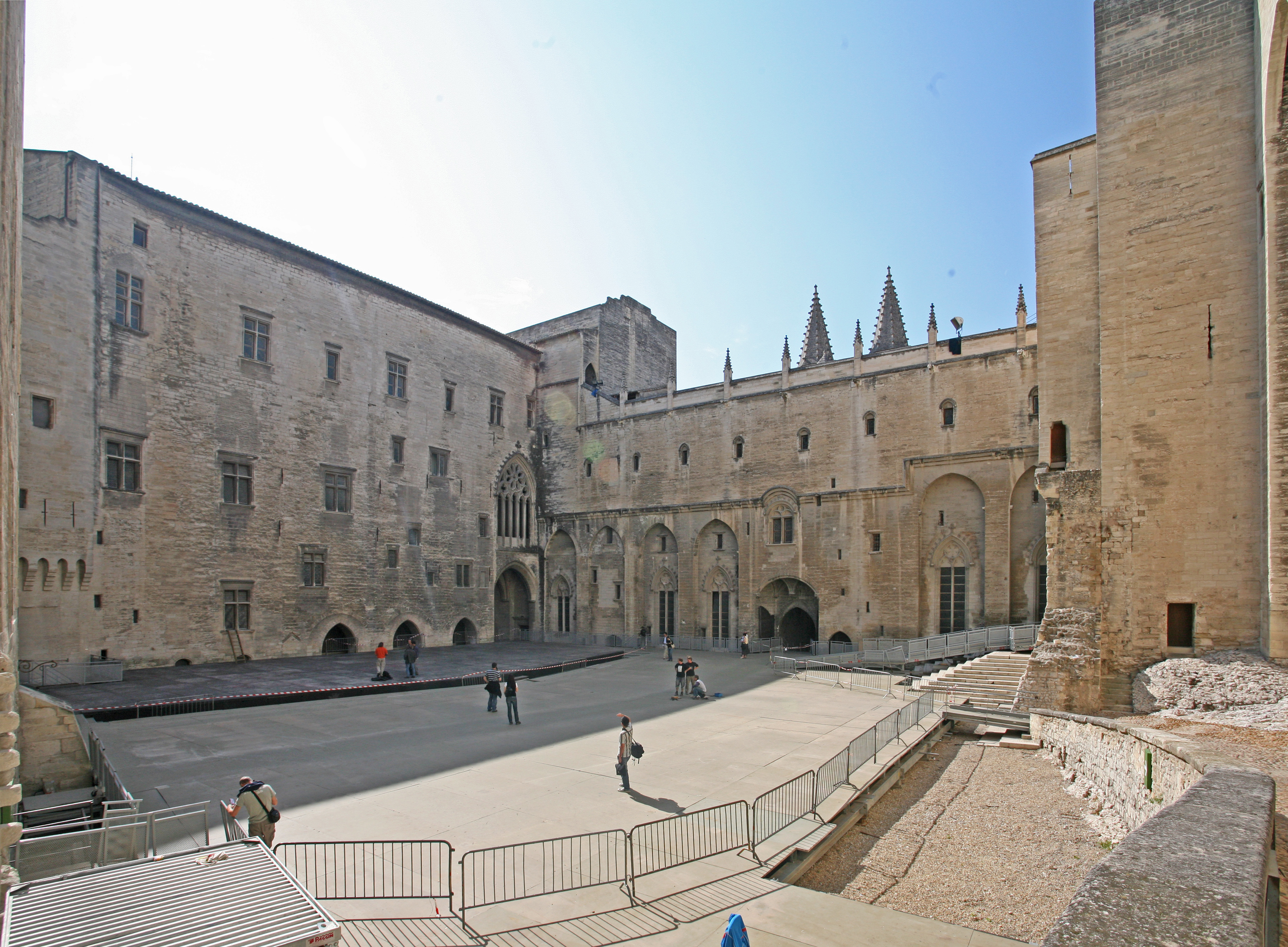
Pátio de Honra, palácio novo, depois do festival

Clemente VI, a partir do início do seu pontificado, em 1342, mandou arrasar as casas e edifícios situados próximo do palácio velho. Essas construções delimitavam a Place des Cancels e foi nesse lugar que se estabeleceu o Pátio de Honra (Cour d'Honneur). Este pátio acolhe, actualmente, as principais apresentações do Festival de Avinhão. No século XIV, era lugar de passagem, de encontro e de espera, onde se acumulavam todos aqueles que eram admitidos no palácio. Da janela da "Grande Audiência", que se lhe sobrepõe no lado direito, o pontífice aparecia à multidão e dava-lhe a sua bênção.
O pátio forma um quadrado com cerca de 1800 metros quadrados, que é delimitado pelo palácio velho, a norte e leste, e pelo palácio novo, a sul e oeste. No seu centro encontram-se os vestígios da Sala de Audiência de João XXII e a mina, com uma profundidade de 29 metros, que Urbano mandou escavar. Primitivamente, abriam-se três portas para este pátio:
- a Porte dos Champeaux, única entrada actual;
- a Porta de Notre-Dame, a noroeste;
- a Porte da Peyrolerie, a sudeste.[266]

#### O Pátio do Claustro

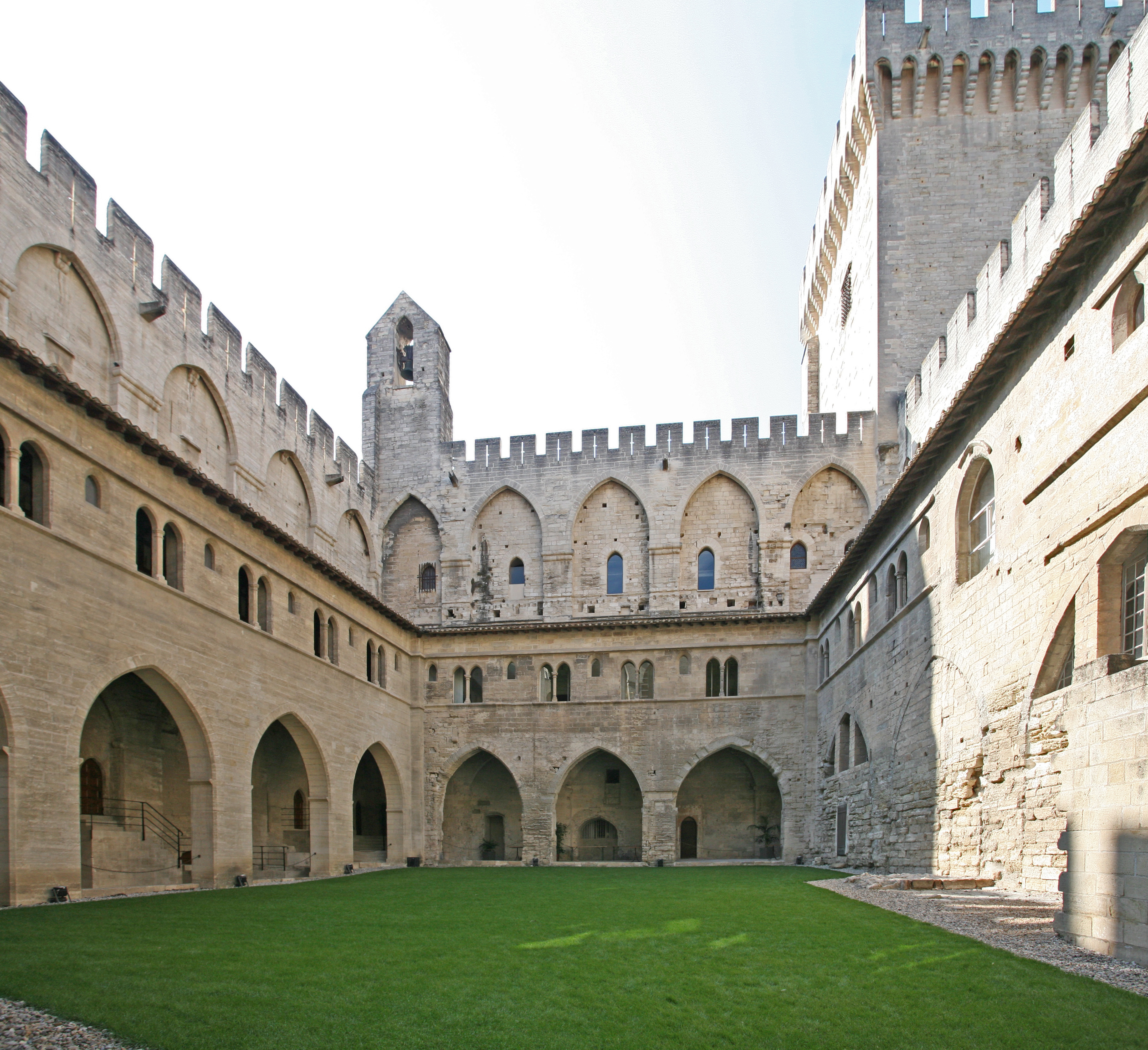
Pátio do Claustro, palácio velho

O Pátio do Claustro é delimitado por quatro edifícios: a Ala do Consistório, a leste, a Ala dos Hóspedes, a sul, a Ala dos Familiares, a oeste, e a Capela de Bento XII, a norte.
A Ala do Consistório compõe-se por duas salas sobrepostas: a Sala do Consistório e o Grande Tinel . Atrás desta ala encontra-se a Garrafeira e a Padaria. A Ala dos Hóspedes, ou Ala do Conclave, ergue-se em três níveis. No rés-do-chão encontrava-se a Grande Adega; acima, os apartamentos dos engarrafadores e dos padeiros, enquanto no terceiro andar (30 metros de comprimento) é chamado de "Câmara do Imperador" desde que Carlos IV do Luxemburgo ali permaneceu.
A Ala das Família agrupa os alojamentos da Cúria. Compõe-se dum rés-do-chão e de dois andares. Quanto à Capela de Bento XII, esta é subdividida em duas partes: a capela baixa, ou obscura, que foi rapidamente transformada em reserva, e a capela alta, ou Grande Capela. O conjunto destes dois edifícios está afecto aos arquivos departamentais, enquanto que a ala meridional do claustro foi transformada em Centro de Congressos.

## Representação do palácio ao longo da história

### Viollet-le-Duc
No seu Dictionnaire raisonné de l'architecture française du XIe au XVIe siècle, Viollet-le-Duc fala várias vezes no Palais des Papes de Avinhão, da sua porta principal com as suas duas torretas, das suas muralhas e das suas galerias, sem esquecer uma das suas cozinhas.
Ao longo de toda essa obra, o autor descreve e comenta a arquitectura. Por exemplo, com a Galeria do tomo VI:
No edifício merdional do Palais des Papes em Avinhão, do lado do pátio, encontra-se uma bonita galeria, do século XIV que dá entrada para as salas do segundo andar. Nós reproduzimos (10) o corte transversal dessa galeria aobadada com arcos de ogiva e iluminada por pequenas janelas abertas para o pátio. A parte de cima dessa galeria servia de caminho de ronda descoberto, ameado e decorado com pináculos. Esses tipos de galerias de serviço acabavam com escadas e combinavam-se com elas. Por volta do século XIV, argumenta-se a largura desses corredores, e chega-se, no final do século XV, a fazer verdadeiros passeios. Este uso foi adoptado definitivamente no século XVI, como se pode ver no Château de Blois, no Château de Fontainebleau (galeria de Francisco I) e no Château de Chambord, entre outros. Foram, então, enriquecidos com pinturas e esculturas e equipados com bancos. As galerias substituiam assim , em grande medida, a grande sala dos palácios feudais.

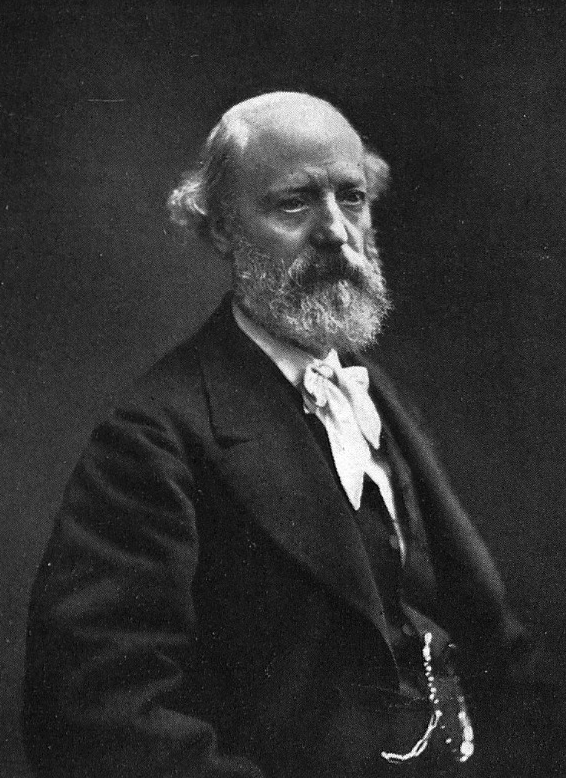
Eugène Emmanuel Viollet-le-Duc

Viollet-le-Duc chega a emitir os seus pontos de vista sobre certas práticas, como por exemplo quando fala da cozinha e da sala mostrada aos visitantes:

No Palais des Papes, em Avinhão, existe, ainda, uma cozinha do século XIV: e uma vasta pirâmide de oito abas, cavada, construida dentro duma torre quadrada, e terminada por um único cano; as chaminés estão dispostas nas paredes inferiores. Não falta mostrar esta sala aos visitantes como sendo aquela onde o Tribunal da Santa Inquisição fazia assar as pessoas em câmara fechada. Assar as pessoas numa praça pública ou dentro duma torre para a maior glória de Deus é certamente um triste meio de levá-las para o caminho da salvação; mas tomar uma cozinha por um forno de humanos é um equívoco muito ridículo.
Algumas das suas descrições são acompanhadas por ilustrações (desenhos a preto e branco). Entre estas, seis são do Palais des Papes ou de seus elementos, incluindo duas plantas.

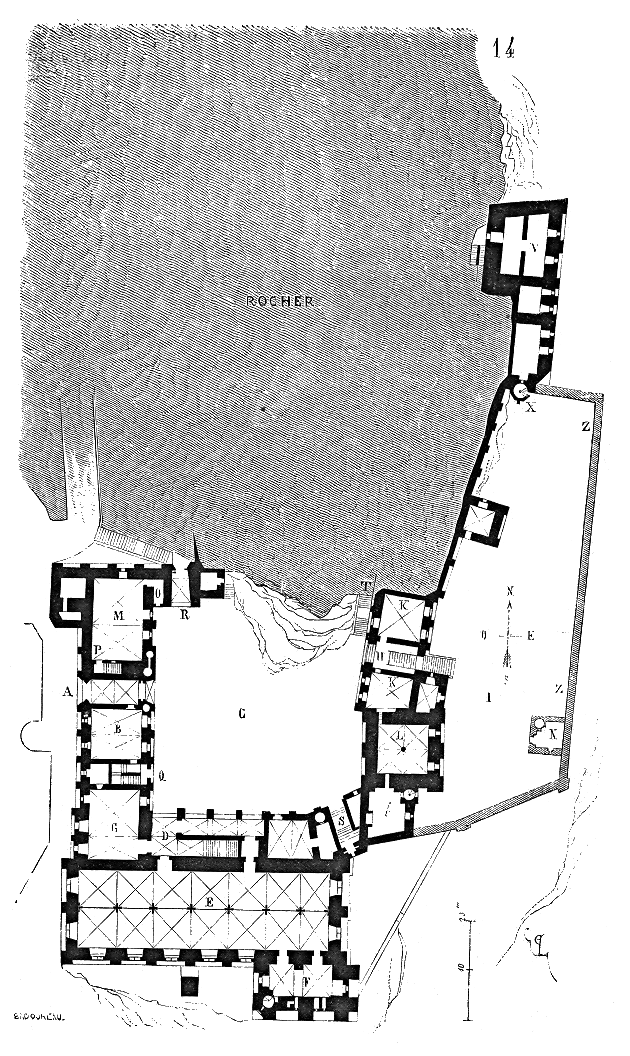
Nível do rés-do-chão dos edifícios superiores correspondente ao nível dum andar entrepisos
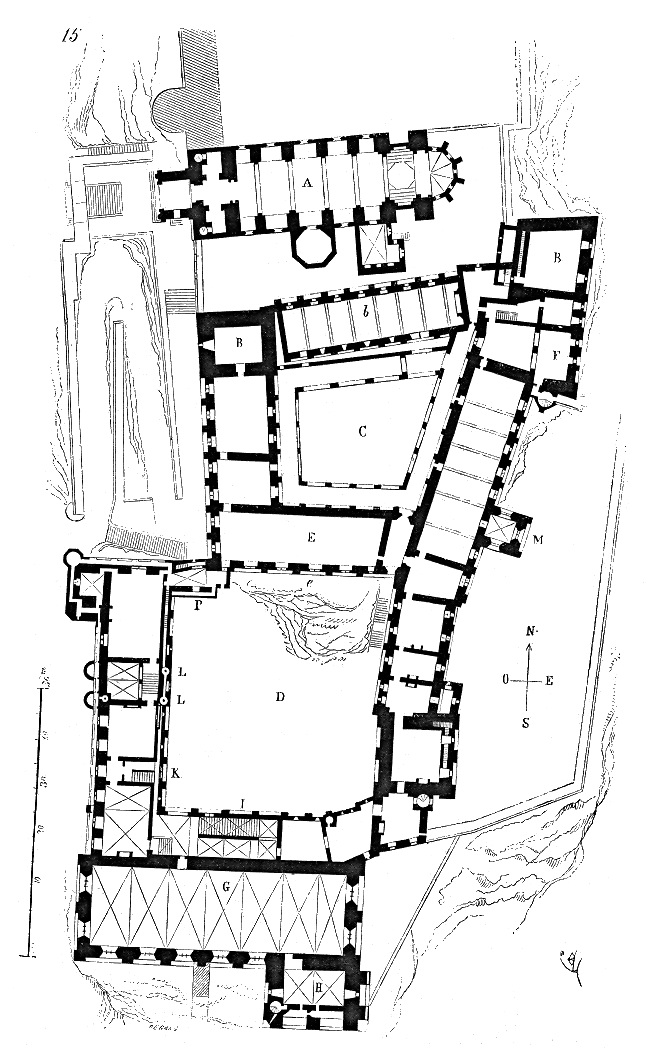
Planta do Palais des Papes com Notre-Dame des Doms
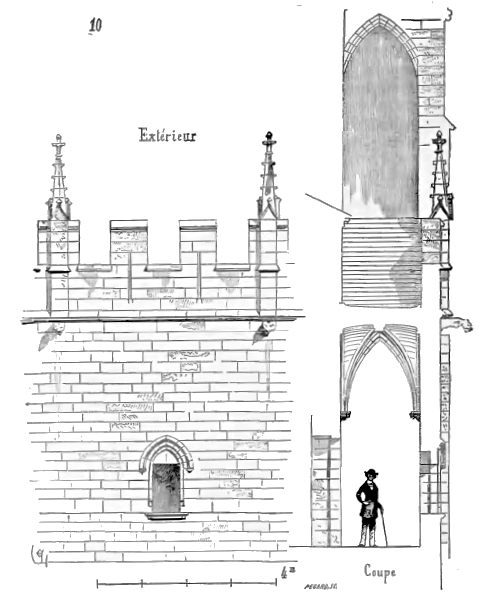
Corte transversal duma galeria abobadada em arcos de ogiva e iluminada por pequenas janelas que se abrem para o pátio
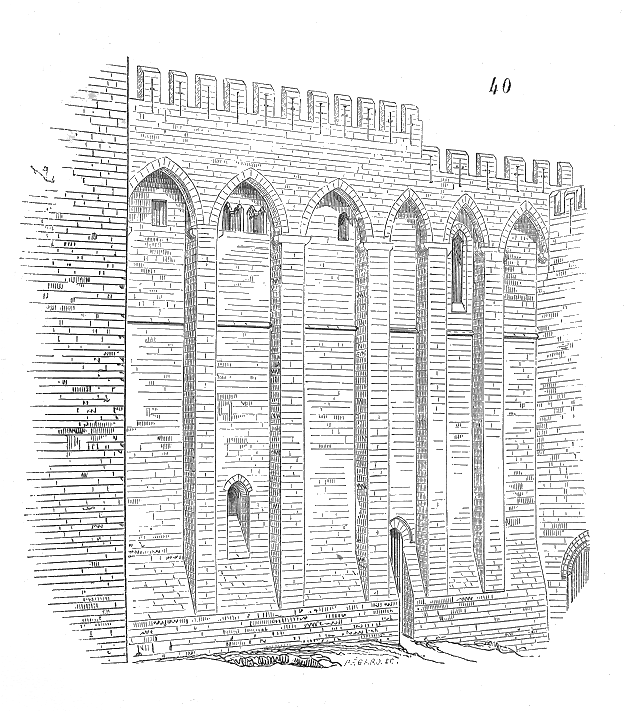
Fachada

### OPalais des Papesna literatura

#### Turismo literário

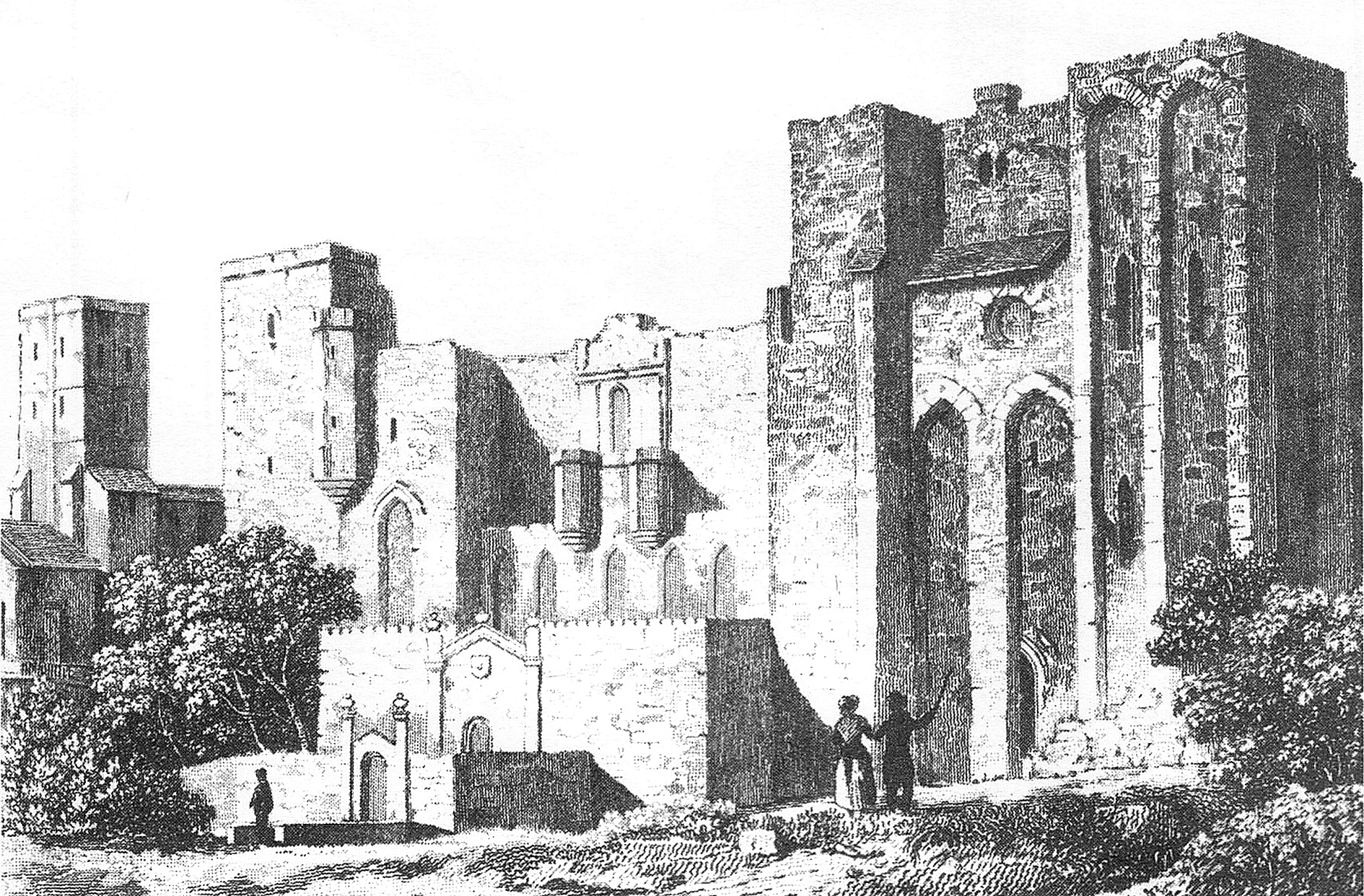
Gravura de Lemaire, a partir dum desenho de Boucherel, datada do início do século XIX, mostrando o estado geral de decadência da fachada principal do Palais des Papes

Em 1832, Désiré Nisard, grande defensor da causa dos monumentos históricos, fez escala em Avinhão quando descia o Ródano de Lyon até Arles. Nos seus Souvenirs de voyage, diz ter encontrado o palácio sem qualquer interesse, considerando que só poderia servir "para aqueles que estão determinados a encontrar todas as ruínas". Para ele, este edifício em plena decrepitude é o símbolo da "pequena e obscura história dum feudo pontifício". Mas este erudito recorda bruscamente a história do Grande Cisma à vista dum velho almocreve coberto por um gigantesco chapéu: "Acreditei ter visto passar a sombra dum antipapa, vindo visitar incógnito a sua antiga capital".
Três anos mais tarde Prosper Mérimée publicou as suas Notes d’un voyage dans le Midi de la France. Este livro contém a relação da sua visita a Avinhão e ao Palais des Papes que ele tinha decidido mandar inscrever na sua primeira lista dos Monumentos Históricos de 1840. No entanto, ele também exprimiu as suas impressões mitigadas. Em primeiro lugar, julgou a antiga cidade papal:

O aspecto geral de Avinhão e o dum lugar dee guerra. O estilo de todos os grandes edifícios é lilitar e tanto o seu palácio como as igrejas parecem fortalezas. Ameias, mata-cães coroam os campanários; enfim, tudo anuncia hábitos de revolta e de guerras civis.
Depois, escreveu no seu registo sobre o palácio, que lhe pareceu demasiado complexo e pouco digno de interesse:

Dir-se-ia a cidadela dum tirano asiático em vez da residência do vigário dum Deus de paz.
Só os afrescos encontraram graça aos seus olhos, o que não o impediu de gravar o seu nome sobre um deles. Viu, mesmo, na chaminé do Grande Tinel, um forno que pode ter servido para aquecer as ferramentas de tortura.

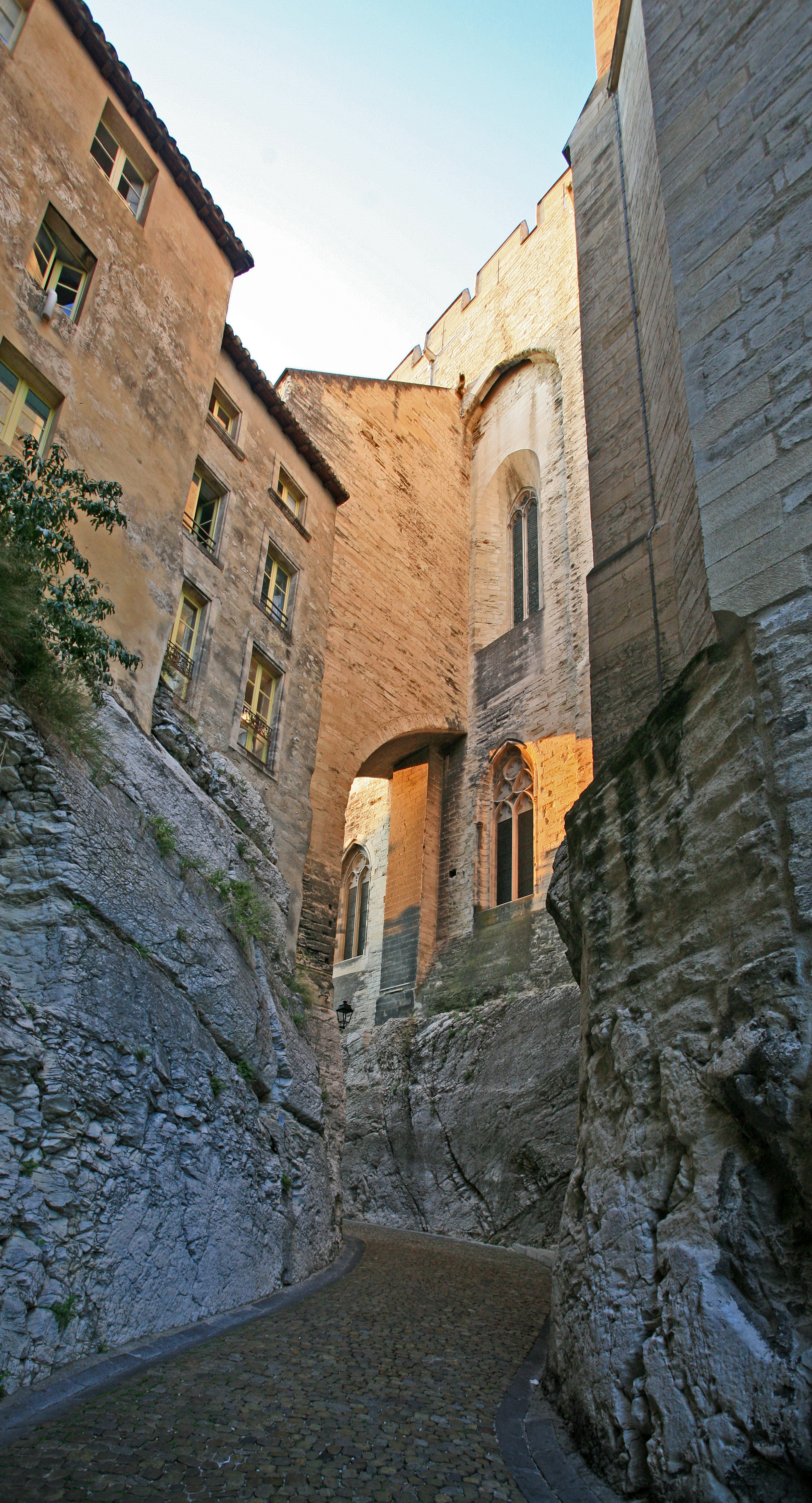
A Rua da Peyrolerie, passagem escavada na rocha de onde Alexandre Dumas descobriu o Palais des Papes

Pelo contrário, em 1834 – o ano da viagem de Mérimée a Avinhão – Alexandre Dumas, romântico estusiasta, cai de admiração face ao palácio. Como ele narra nas Impressions de voyage, fez a sua descoberta, quase por acaso, depois de ter tomado a Rua Peyrolerie:

Ao virar para uma pequena rua que sobe, o meu olhar subiu para um arco colossal de pedra, lançado em arcobotante acima dessa ruela. Elevei os olhos; estava ao pé do Palais des Papes.
Imediatamente, por trás dessa fachada destruída, teve a visão – a reaparição – de todo esse período medieval:

O palácio dos papas, é a Idade Média como um todo claramente escrita na pedra das muralhas e das torres como a história de Ramessés II no granito das pirâmides: é o século XIV com as revoltas religiosas, as suas argumentações armadas, a sua Igreja militante. (…) Arte, luxo, divertimento, tudo é sacrificado à defesa é, enfim, o único modelo completo que resta da arquitectura militar dessa época. À sua frente, não se vê mais nada que ele, atrás dele, toda a cidade desaparece.
Passada a porta, irrompeu em plena caserna; lamenta, mas prossegue a sua busca medieval:

Apesar da anomalia que representa a guarnição moderna com a cidadela que ocupa, é impossivel não deixar-se tomar pela poesia duma tal residência.
Com permissão para visitar os interiores, descobre os afrescos e isso foi para ele uma nova revelação:

No meio de todas essas impressões sombrias, encontram-se alguns reflexos de arte, como numa ramagem castanha, ornamentos de ouro: são pinturas que pertencem à maneira rápida e ingénua que forma a passagem entre Cimabue e Rafael. (…) Essas pinturas ornam uma torre reservada provavelmente para  residência habitual dos papas e uma capela que servia de tribunal à Inquisição.
Stendhal, no mesmo período, visitou Avinhão e o seu palácio. Foi para ele um regresso às fontes, uma vez que a família dum dos seus avós era originária dali, o que lhe permitiu inventar para si origens italianas. No seu livro Mémoire d'un touriste, publicado em 1838, narra, ignorando toda a verdade histórica a propósito de Giotto e da Inquisição:

Este palácio está estranhamente arruinado hoje: serve de casern, e os soldados destacam das paredes e vendem aos burgueses as cabeças pintadas a fresco por Giotto. Apesar de tantas degradações, ainda eleva as suas torres maciças a uma grande altura. Verifico que está construido com toda a desconfiança italiana; o interior também é bem fortificado tanto contra o inimigo que pudesse penetrar nos pátios, como o exterior contra o inimigo que pudesse ocupar a parte de fora. É com o mais vivo interesse que percorro todos os andares desta fortaleza singular. Vi o pal (chamado vigília) no qual a Inquisição fazia sentar o ímpio que não queria confessar o crime, e as cabeças encantadoras, restos dos afrescos de Giotto. Os contornos do desenho primitivo ainda são visíveis na parede.
Em 1877, Henry James efectuou um périplo em França. No decorrer deste, visitou Avinhão pela terceira vez, cidade que sempre o tinha decepcionado. Tanto quanto o Palais des Papes que era, para ele,  o mais sinistro de todos os edifícios históricos. Foi lá quando o vento mistral soprava em rajadas e executou-o numa frase:

Esta enorme massa nua, sem ornamento nem graça, privada das suas aberturas e desfigurada por sórdidas janelas modernas, cobre o Rochedo dos Doms e dá sobre o Ródano que domina, assim como o que resta da Ponte de Saint-Bénézet.
Em 1925, Joseph Roth, depois duma viagem me França, reúne as suas notas sob o título Les villes blanches. A partir do final do século XIX, um movimento de jovens arquitectos da Europa central ficou apaixonado pela arquitectura italiana do sul. O romanancista austríaco levou a cabo esta missão na França meridional e descobriu Avinhão. Fascinado, sentiu a cidade dos papas como uma cidade que foi "ao mesmo tempo Jerusalém e Roma, a Antiguidade e Idade Média". A sua missão tornou-se, então, mística:

Quando me encontrava frente a uma das grandes portas encaixadas nos muros brancos da fortificação, como pedras cinzents num anel de prata; quando vi as torres ameadas, o nobre poder, a firmeza aristocrática, a intrépida beleza dessas pedras, compreendi que um poder celeste pode perfeitamente tomar forma terrestre, e que não tem necessidade de se comprometer para se adaptar às necessidades da vida daqui de baixo. Compreendi que podem, sem decair, assegurar a sua segurança militar e que existe um militaismo celeste que não tem nada de comum com o militarismo terrestre: nem mesmo o armamento. Estes lugares fortes, foram os papas que os conceberam. Sao lugares religiosos. Representam um potencial sagrado. Compreendo que puderam preservar a paz. Existem lugares fortes pacíficos e armas que servem a paz impedindo a guerra.

#### Poemas, crónicas, contos, romances e banda desenhada
As Mélancolies de Jean Dupin foram imprimidas em Paris, na casa de Michel le Noir, sem data, mas seguramente cerca de 1510. Jean Dupin começou a redigi-las em 1324 e terminou-as em 1340. Nessas duas estrofes, o moralista misturou as críticas de nepotismo que foram feitas a João XXII e que Bento XII nunca mereceu, à sua surpresa de ver construir uma fortaleza pontifícia na qual o papa "se tem fechado".
En Provence par seigneurie

A le pape (pris) son estaige

Dedans Avignon le citey.

La tient sa court, mais son lignaige

Y est qui prend tout l'avantaige

Les croces, les grans dignitez.

Nostre pape s'est bien mué :

Il vouldra ja de près vouler.

Bien est sa gayole gardee ;

En son palais se tient fermez

Et nul ne puet a luy parler

S'il ne porte d'or grant bousee.
No século XIV, Jean Froissart, nas suas Chroniques, descreve a recepção organizada por Clemente VII e pelos seus cardeais, no Palais des Papes, aquando da visita do rei Carlos VI em companhia do seu irmão e dos seus tios de Berry e da Borgonha, no outono de 1389. Mandou-lhes servir um "jantar belo e longo e bem substancial", depois, após as festividades oferecidas pelo rei e que misturaram folia e danças, "as damas e meninas de Avinhão" receberam muitas generosidades da parte do soberano.
Em 1855, no primeiro número da Armana Prouvençau apareceu um poema intitulado La cansoun di felibre. Devia-se a Théodore Aubanel, um dos três pilares fundadores do movimento felibreano. O poeta canta o Palais des Papes numa estrofe:
Dóu goutigue Avignoun

Palais e tourrihoun

Fan de dentello

Dins lis estello.
La Mule du pape é um dos contos mais conhecidos de Alphonse Daudet, publicado nas Lettres de mon moulin em 1870. É a história duma mula pontifícia instalada no palácio. O jovem e insolente Tistet Védène (um "atrevido maltrapilho"), encarregado de se ocupar dela, teve a ideia de fazê-la subir ao "pináculo da matriz, lá em cima, mesmo lá em cima, na ponta do palácio", antes de partir por sete anos. Uma profunda necessidade de vingança foi então desenvolvida pela mula e valeu-lhe "um par de coices tão terrível, tão terrível, que mesmo de Pampérigouste via-se o fumo, um turbilhão de fumo claro onde flutuava uma pena de íbis; tudo o que restou do desafortunado Tistet Védène!". Por várias vezes, o palácio e os elementos que o constituem são citados ou evocados: "de alto a baixo das casas que se aglomeram em volta do grande palácio papal como abelhas em torno da sua colmeia", "a ponta do palácio", "esacadaria em espiral", "o pátio", etc.

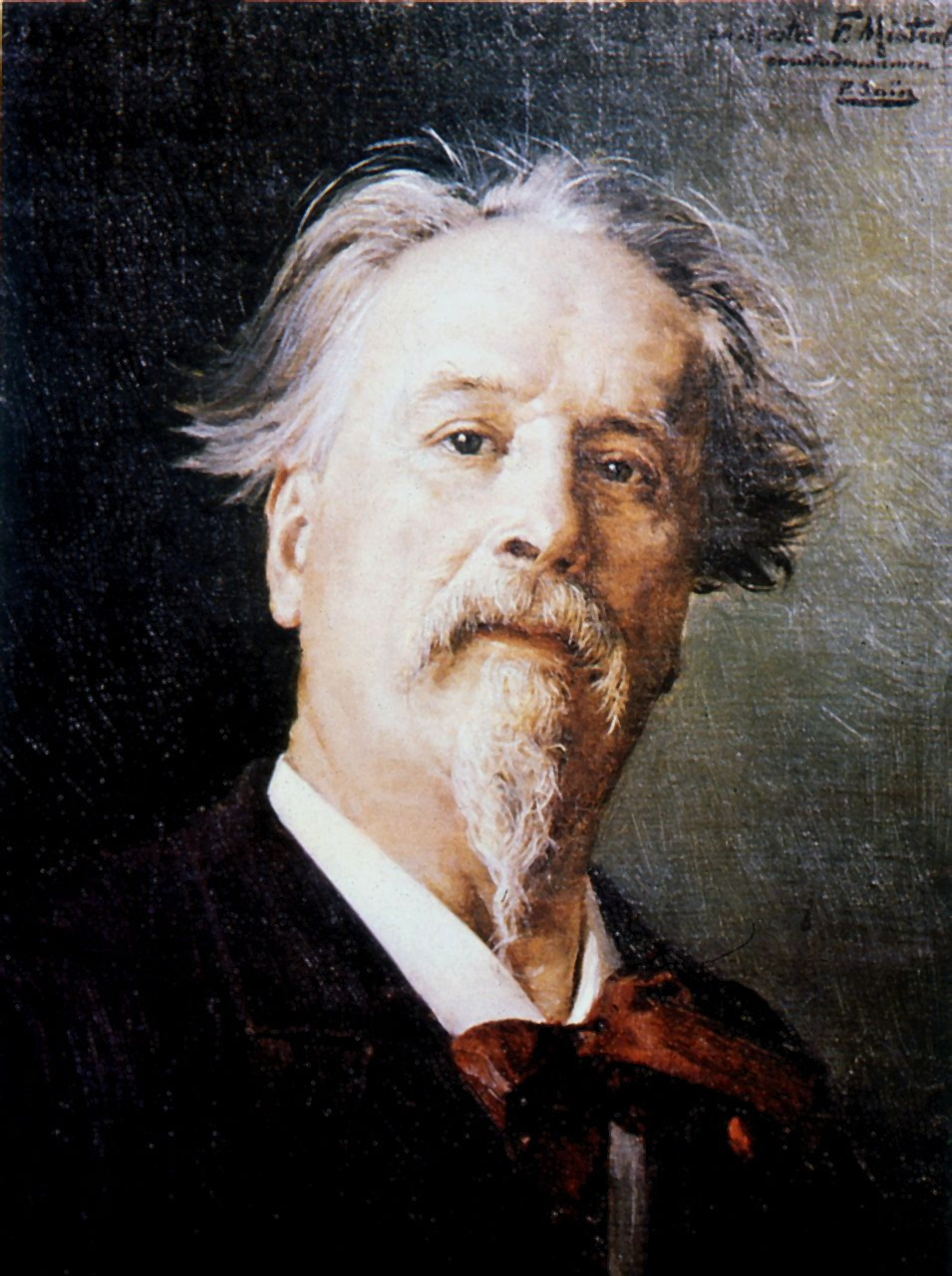
Retrato de Frédéric Mistral por Paul Saïn

Quanto a Frédéric Mistral, em 1897, no Le poème du Rhône, junta no mesmo elogio admirativo Avinhão e o Palais des Papes: "É Avinhão e o Palais des Papes! Avinhão! Avinhão no seu rochedo gigante! Avinhão, a sonante de alegria, que, um após outro, eleva os pontos dos seus campanários todos semeados de florões; Avinhão, a afilhada de São Pedro, que viu a barca e a ancorou no seu porto e carrega as chaves à sua cintura de ameias; Avinhão, a cidade encantadora que o mistral penetra e despenteia, e que por ter visto a glória brilhar tanto, só guardou para si a indiferença".
Jacques Bouyala e Havsali, para os textos, assim como Nicole Minck, para os desenhos, são os autores duma banda desenhada sobre Le palais des papes d'Avignon. Esta obra foi publicada, en 1985, pelas Edições Sibou na colecção Vivre le passé.
Palais des papes foi um livro modelo devido a Jean-Tristan Roquebert, Sylvain Gagnière, Gérard Gros e Alain de Bussac, editado em 1991. Esta obra compreende, além do texto histórico, vinte e oito estampas em cor a recortar. Estas permitem reconstituir o palácio pontifício à escala de 1/300. O texto francês é traduzido em inglês, alemão, espanhol e japonês.
L'anonyme d'Avignon é um romance de Sophie Cassanes-Brouquin, editado em 1992, no qual o seu herói, o jovem Toulousain Philippe de Maynial, vai a Avinhão depois da partida dos papas. Todos esperam ainda um hipotético regresso e o Palais des Papes permanece como um símbolo do esplendor perdido. Toda a primeira parte, passa-se na cidade deserta onde o jovem homem aprende as técnicas da pintura. Graças ao seu mestre, ele descobre os grandes antigos que foram Simone Martini e Matteo Giovanetti, e participa, sem saber, na criação da Escola de Avinhão, cujas obras e artistas vão influenciar toda a Europa.
La tour des anges, romance de Michel Peyramaure, publicado no ano 2000, mete em cena Julio Grimaldi, um filho de camponenes italianos que se instalam em Avinhão. Toda a sua vida será marcada pela edificação do Palais des Papes, pelos seus encontros com aqueles que gravitam à sua volta, entre os quais Petrarca e Matteo Giovannetti, pelo seu trabalho como escriba no próprio palácio e, depois da partida definitiva do papa Gregório XI para Roma, pelo seu papel de último guardião do templo abandonado e, particularmente, da "Torre dos Anjos", onde a "anã vermelha" vai empurrá-lo para a morte. Esta obra foi publicada em Portugal pelas Editorial Bizâncio, com o título "A Torre dos Anjos", inserido na colecção Ilhas encantadas.
Panique au Palais des papes é um romance policial de Henri Coupon, editado em 2000. O autor, um advogado, escolheu Avinhão e o seu Festival como enquadramento duma acção terrorista. Depois dum banho de sangue, a lei que triunfará não será a do código de procedimento penal.
La Prophétie d'Avignon, de Emmanuelle Rey-Magnan e Pascal Fontanille foi publicado em 2007 sob a forma de romance, retomando os grandes temas do folhetim televisivo e fazendo do Palais des Papes um alto lugar do esoterismo.

### OPalais des Papesna arte

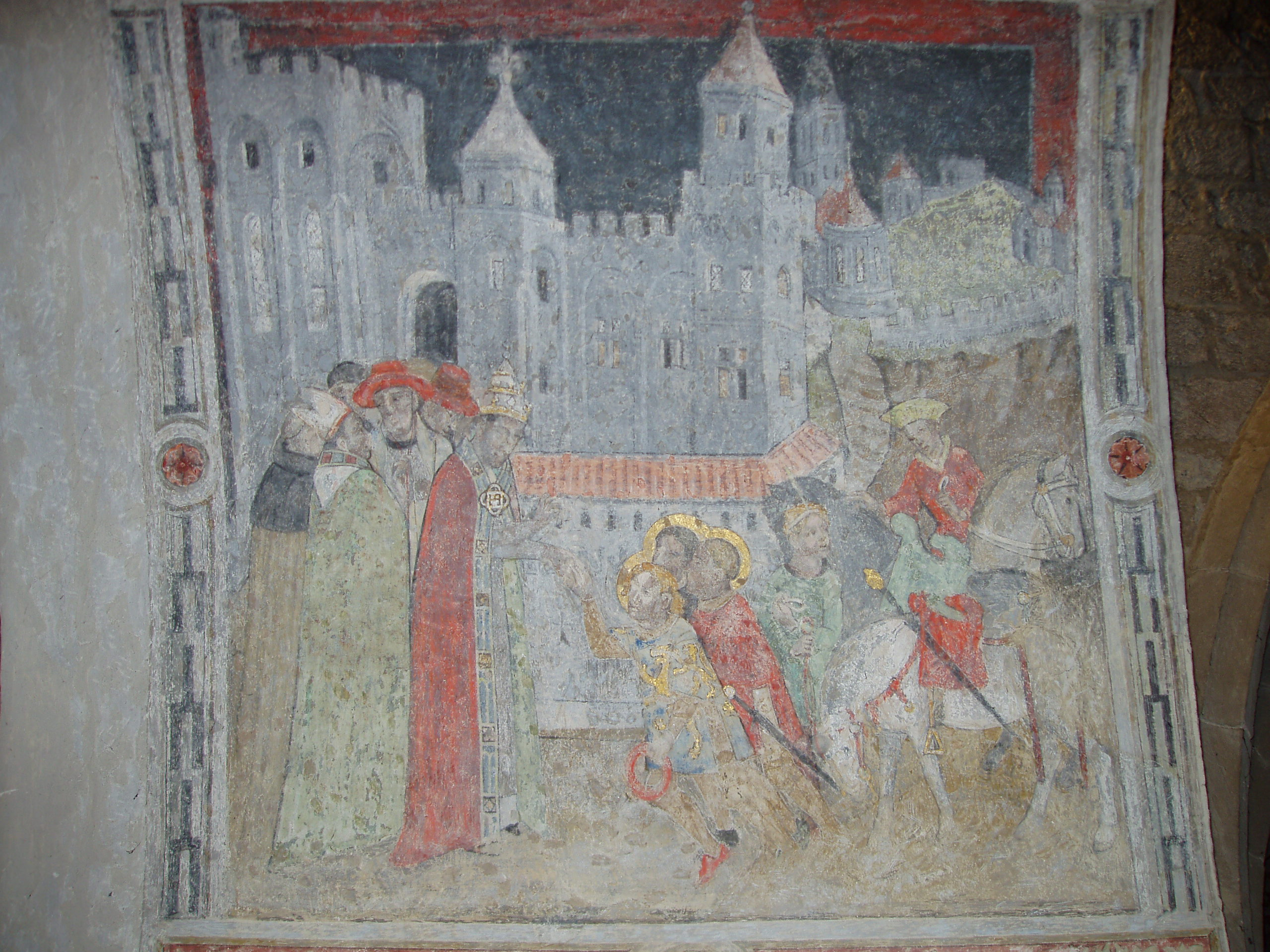
Afresco do século XV, da Colegiada de Saint-Barnard de Romans-sur-Isère, apresentando a mais antiga vista do Palais des Papes.

A mais antiga representação do Palais des Papes encontra-se na Capela do Saint-Sacrement da Colegiada de Saint-Barnard, em Romans-sur-Isère. Uma das suas arcadas está decorada com um afresco do século XV representando a lenda dos santos vieneses Exupère, Félicien e Séverin, ajoelhados aos pés dum papa que os acolhe abençoando-os frente ao palácio.
O Retábulo do Crucifixo de Antoine Rozen, pintado em 1520, é considerado como a segunda mais antiga representação realista do palácio. Esta tela mostra, da direita para a esquerda, a Torre da Campane, que ainda possui o seu tecto quadrangular, o campanário do sino de prata, as duas torretas octogonais encimando a entrada do palácio (demolidas em 1770), o caminho de ronda coberto ao longo da fachada, a Torre da Gache, que domina o conjunto de edifícios antes da sua demolição em 1665. É de notar, de cada lado da Porta dos Champeaux, a posição das defesas avançadas, as quais já não se encontram nessa forma nas representações dos séculos seguintes.

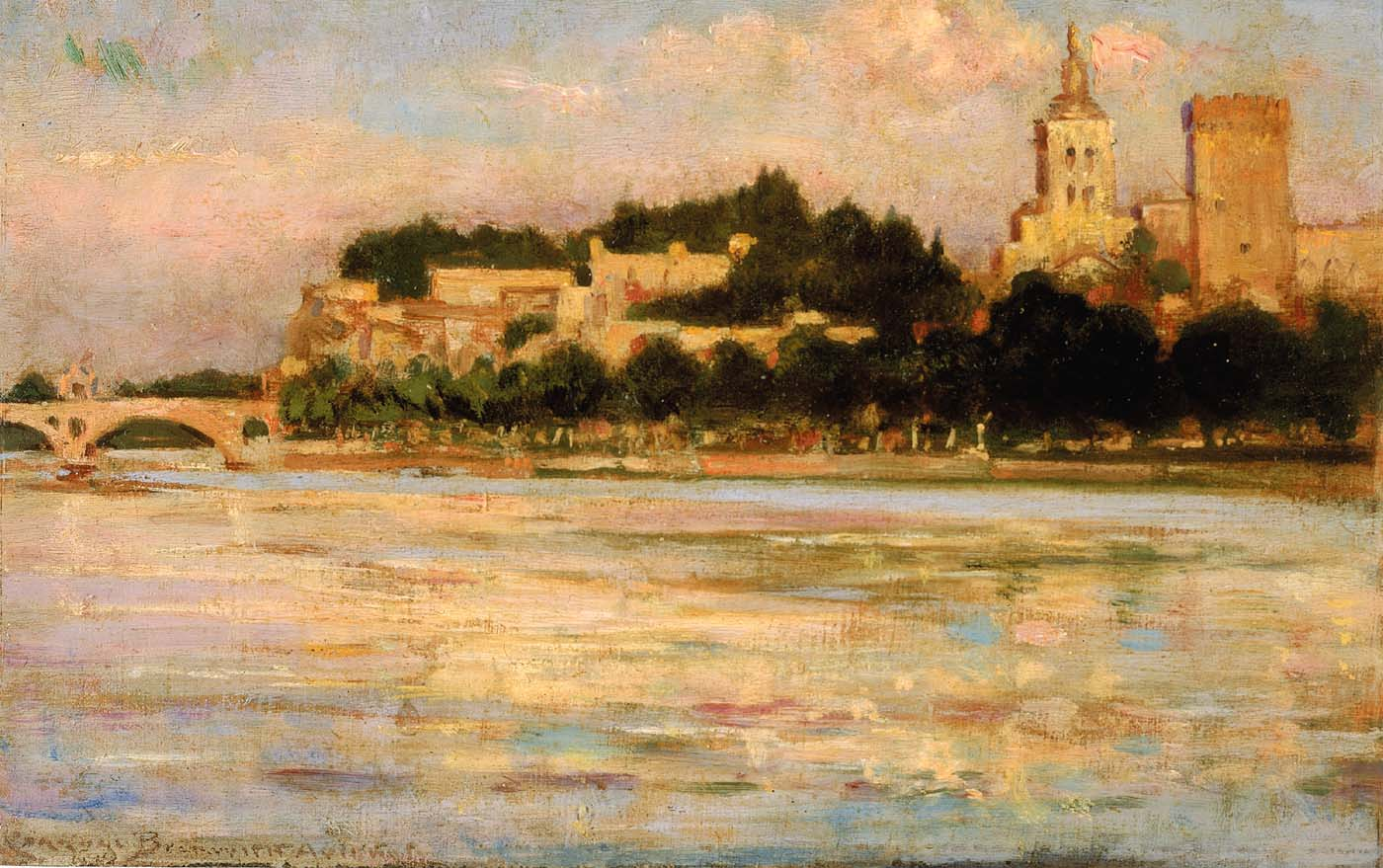
O Palais des Papes e a Ponte de Avinhão, por James Carroll Beckwith (1852-1917)

O desenho, perfeitamente realista, do Palais des Papes executado em 1617 pelo padre jesuita Étienne Martellange deixa transparecer notáveis diferenças entre o retábulo de Rozen e o aspecto que lhe conhecemos hoje, nomeadamente ao nível dum pórtico à entrada do palácio. Difere daquele presente no quadro pintado em 1766, por Claude Marie Gordot, sobre o Cortejo do Vice-legado e cuja acção principal se situa na esplanada frente ao palácio. Não sendo personagem principal do quadro mas elemento decorativo, o palácio, situado no terço direito do quadro, é representado em perspectiva, mas lá, a entrada ainda é diferente daquela que conhecemos actualmente. Esta entrada diferente também se encontra na gravura de Lemaire realizada, a partir dum desenho de Boucherel, no início do século XIX. Se o ravelim e as defesas avançadas, ainda em bom estado, vão subsistir até 1857, o châtelet da Torre da Campane, assim como as ameias, desapareceu e as torretas octogonais foram demolidas, em 1770, aquando da ocupação francesa. Este documento iconográfico, além do seu interesse artístico, mostra sobretudo o estado de decadência desta fachada do palácio da qual, como nos recorda Viollet-le-Duc: "A parte superior (…) ainda estava intacta no começo do século; a obra foi arrasada ao nível do caminho de ronda depois de então".
Entre as representações mais recentes, num estilo artístico diferente, vários artistas pintaram o conjunto Ródano - Ponte de Avinhão - Palais des Papes - Rochedo dos Doms, metendo frente a frente um ou outro destes elementos. Quando James Carroll Beckwith pintou Le palais des papes et le pont d'Avignon, o palácio em si mesmo está, de facto, presente no canto superior direito em menos dum sexto do quadro, enquanto que o Ródano cobre metade. Paul Signac, com o seu quadro Le Palais des Papes, representa uma vista senseivelmente orientada da mesma maneira, mas embora a proporção acordada da Ponte de Avinhão (na parte esquerda do quadro) se mantenha sensivelmente a mesma, o ângulo escolhido recentra o palácio, tornando-o muito mais importante e quase apagando, de facto, o Rochedo dos Doms. As proporções escolhidas pelo autor parecem, mesmo, exageradas, a fim de lhe dar uma importância maior. Com uma orientação diferente, provavelmente a partir da Ilha da Barthelasse ou de Villeneuve-lès-Avignon, Adrian Stokes, para o seu Le palais des papes d'Avignon, comprime o palácio e a ponte na metade direita do quadro para fazer sobressair a colina do Rochedo dos Doms, e ainda lhe acrescenta vegetação.

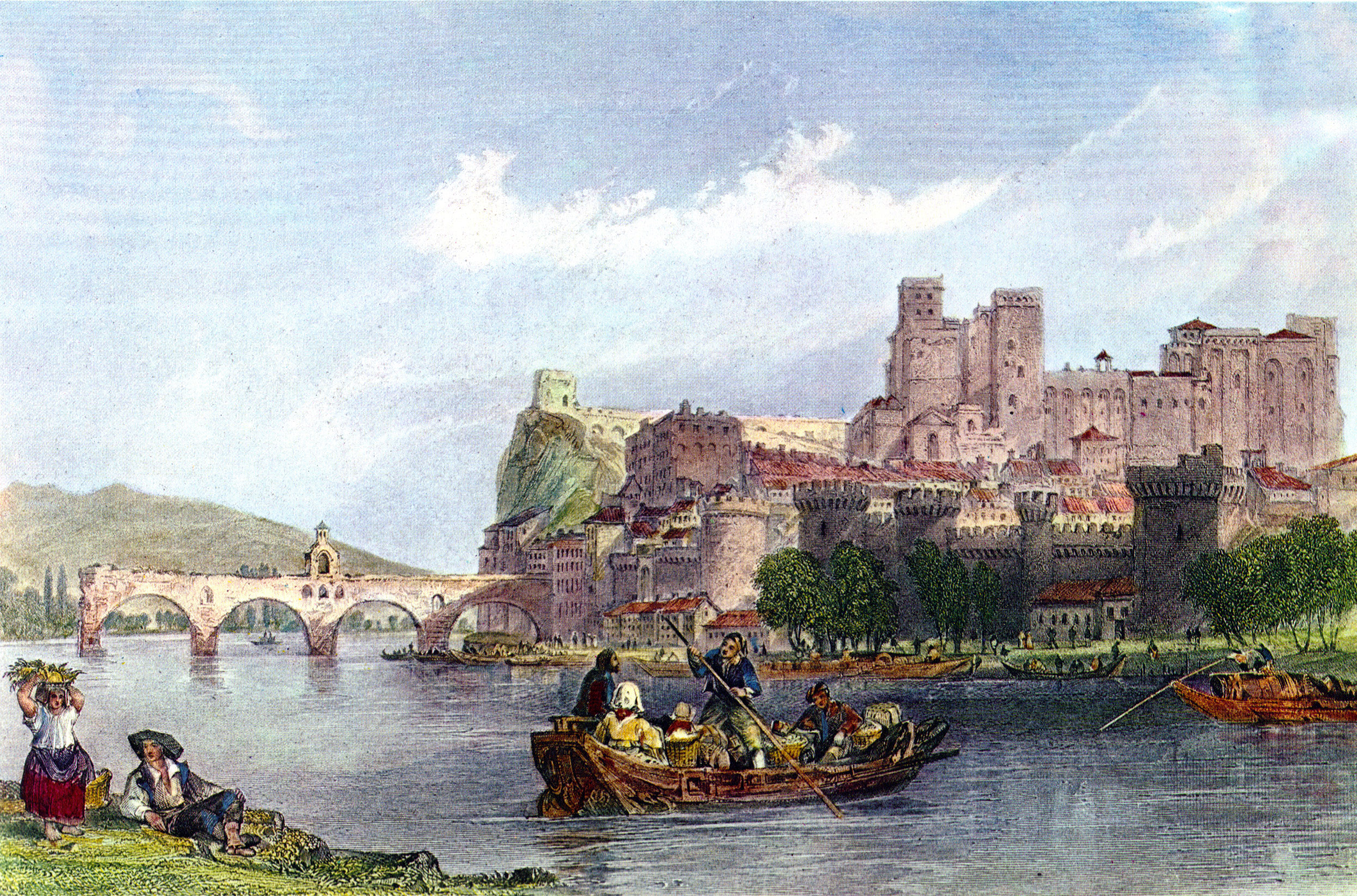
O Palais des Papes dominando o Ródano, desenho de T. Allom, gravura de E. Brandard, 1840
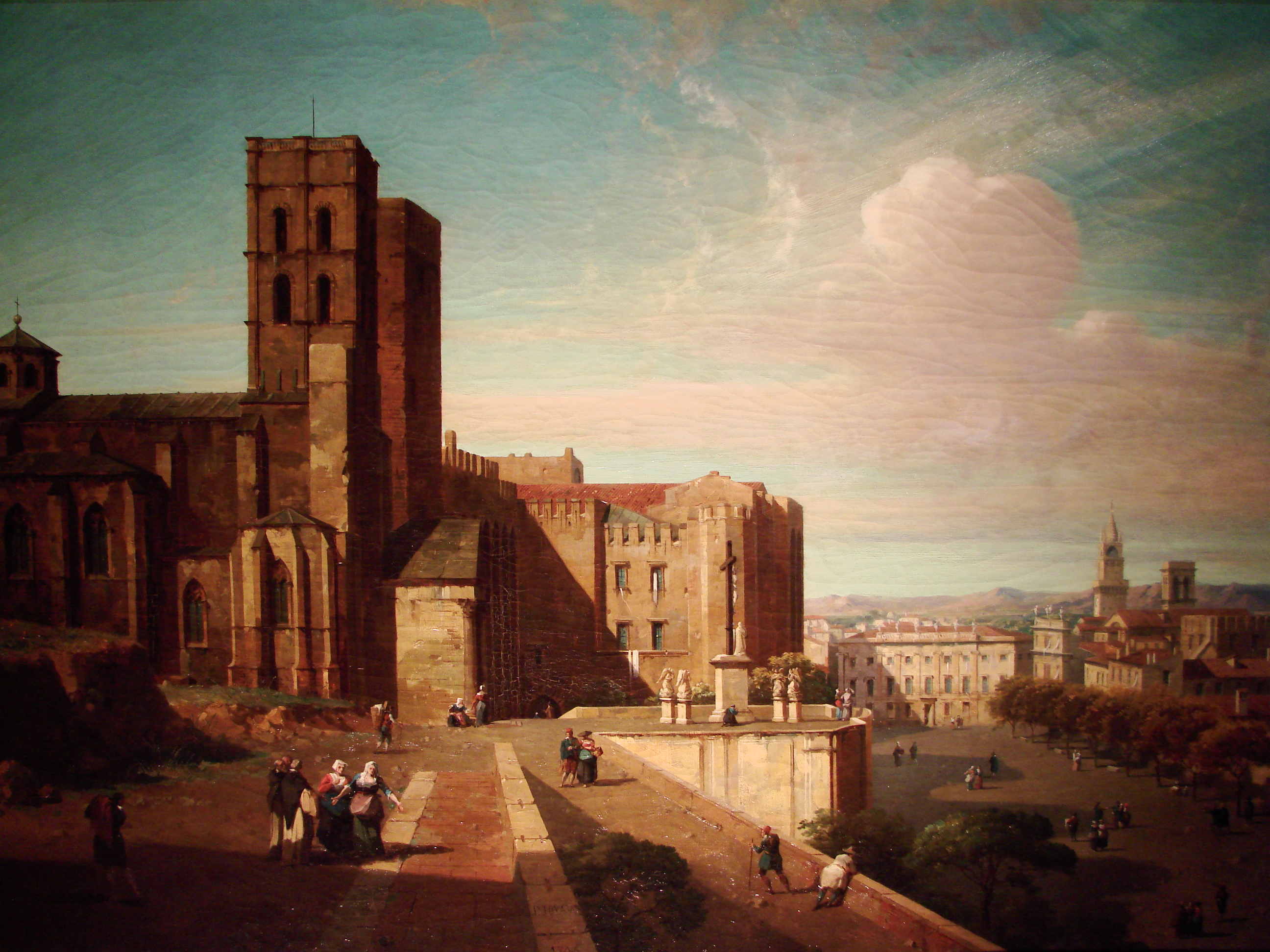
Palais des papes (1845), por Jules-Romain Joyant (1803-1854)

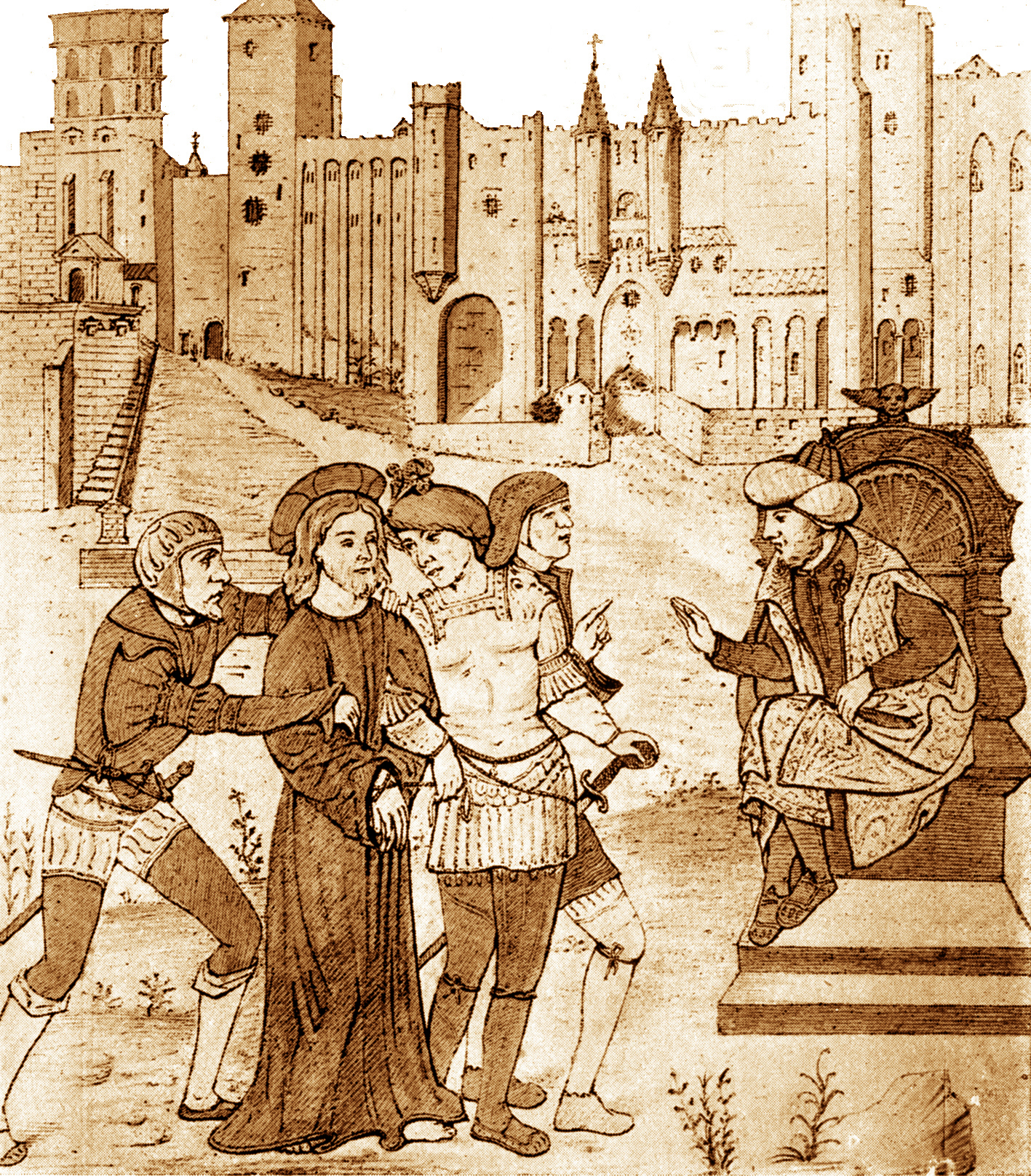
O Retábulo do Crucifixo de Saint-Maximin-la-Sainte-Baume, por Antoine Rozen (1520), desenho de Philippe Rostan (1886)
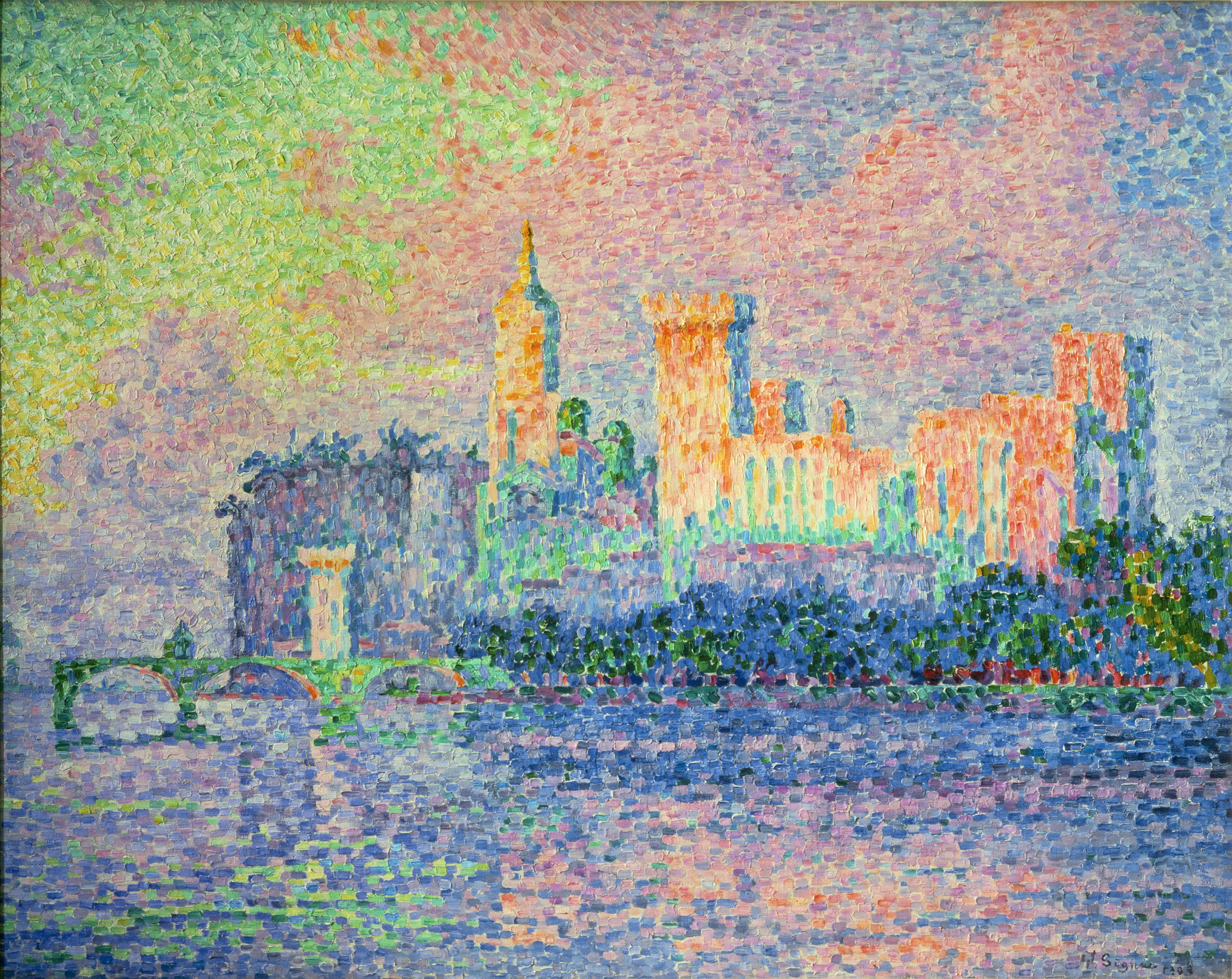
O Palais des Papes pintado por Paul Signac en 1900
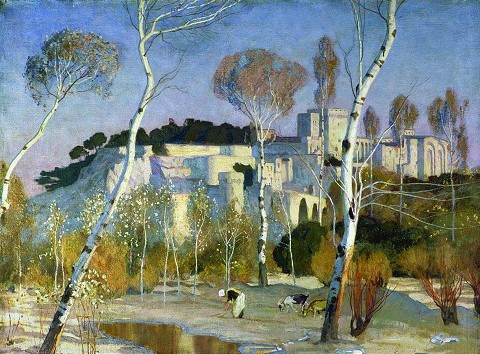
O Palais des Papes de Avinhão, por Adrian Stokes (1854-1935)

### OPalais des Papese a filatelia
No dia 20 de junho de 1938, um selo, desenhado por André Spitz e gravado por Jules Piel, dum valor facial de três francos, foi emitido pelos Correios franceses.
Todos os anos, a partir de 1960, é organizada, pela Société philatélique Vauclusienne et Provençale (Sociedade Filatélica Vauclusiana e Provençal), uma Journée du Timbre ("Jornada do Selo") em Avinhão, para a qual são editadas cartas com uma vista da Ponte Saint-Bénezet e do Palais des Papes como ilustração principal.
Em 1997, a administração postal das ilhas Wallis e Futuna, pelo 50º aniversário do Festival de Avinhão, consagrou uma das suas emissões a esta efeméride. O timbre postal, com o valor de 160 francos, representa ao meio símbolos do teatro, da dança e da música, o Palais des Papes iluminado por um fogo de artifício.
Em homenagem a Jean Vilar, os correios emitiram, no dia 8 de junho de 2001, um selo de duplo valor facial de 3 francos e 0,46 euros, com o Palais des Papes em fundo.
Em 2009, a administração postal francesa emitiu um selo com o valor facial de 0,70 euros. Esse selo representando o Palais des Papes no seu conjunto visto de oeste, foi desenhado e gravado por Martin Mörck.

### OPalais des Papesna comunicação social
Desenrolara-se várias emissões de televisão tanto dentro do palácio (Des racines et des ailes), como nas proximidades directas (Tenue de soirée de Michel Drucker).
No domingo, 15 de julho de 2007, Franck Ferrand consagrou-lhe metade da emissão, na Europe 1, tendo como convidada Cécile Blanc, uma guia conferencista do palácio.
Além disso, no contexto do festival, acontece que rádios se instalam no Palais des Papes pelo período dum serão. Foi o caso da France Culture, no dia 9 de julho de 2007, que emitiu em directo e em público a partir do pátio de honra, para a leitura de Quartett de Heiner Muller, por Jeanne Moreau e Sami Frey. A France Culture emitiu, ainda, extractos da Divina Comédia de Dante por Valérie Dréville e cinco comediantes.
Ao longo de 2007, foi rodado dentro do Palais des Papes um folhetim televisivo sobre o tema do esoterismo, intitulado La Prophétie d'Avignon. Esta co-produção franco-suíça em oito episódios de 52 minutos, foi difundida na Suíça a partir de 5 de agosto de 2007, na estação TSR1, e em França a partir de 28 de agosto na France 2.